# 13 de junio
El 13 de junio es el 164.º (centésimo sexagésimo cuarto) día del año del calendario gregoriano y el 165.º en los años bisiestos. Quedan 201 días para finalizar el año.

## Acontecimientos
- 313: en Nicomedia se publican las decisiones del Edicto de Milán, firmado por Constantino el Grande y el coemperador Valerio Licinio, que conceden a cada habitante del imperio la libertad de elegir la religión que quieran.
- 922 (fecha arbitraria elegida por la tradición) en Bólgar (en el Bulgaria del Volga, un histórico Estado que existió entre los siglos VIII y XIII) tiene lugar la ceremonia de adopción oficial del islamismo como religión estatal.
- 964: en la biblioteca del Monasterio de San Millán de Yuso, un escribiente anónimo termina de escribir las Glosas emilianenses, que tradicionalmente se consideran el primer testimonio escrito del idioma español.
- 1099: en Palestina ―en el marco de la Primera Cruzada (1096‑1099)― los cruzados del papa Urbano II realizan el primer asalto fallido contra la ciudad de Jerusalén.
- 1249: en el norte de las islas británicas, Alejandro III de Escocia es coronado Señor de Escocia.
- 1283: el Tratado de Paz de Rostock, concluido entre varias ciudades y príncipes hanseáticos, provoca un auge económico en Wismar y otras ciudades del mar Báltico.
- 1325: en la ciudad de Tánger, Ibn Battuta inicia su viaje, abandonando su hogar para viajar a La Meca (tardará 24 años en llegar).
- 1372: en la Sede de Barcelona (Barcelona) se casan el infante Martín (que después será rey de Aragón como Martín I de Aragón) y María de Luna, de la familia de los cuentos de Luna.
- 1373: Portugal e Inglaterra firman la Alianza Luso-Británica, que será renovada en 1386 con el Tratado de Windsor. Constituye la más antigua alianza entre naciones que se mantiene aún en vigor.
- 1381: en Inglaterra, la revuelta de los campesinos, dirigida por Wat Tyler, llega a un punto crítico, ya que los rebeldes incendian el Palacio Savoy.
- 1463: 86 km al sur de Ámsterdam (Países Bajos) se produce un incendio en la ciudad de Bolduque.
- 1486: en la actual Colomera (España), Fernando el Católico con sus tropas conquista Moclín.
- 1494: frente a la costa sur de la isla de Cuba, Cristóbal Colón y sus marinos arriban a la Isla de la Juventud.
- 1508: desde la ciudad de Lida, 160 km al oeste de Minsk (capital de Bielorrusia) parte el ejército del Gran Ducado de Lituania para tomar medidas contra las tropas moscovitas.
- 1514: el nuevo Astillero de Woolwich (Inglaterra) se inaugura el Henry Grace à Dieu, el buque de guerra más grande del mundo en esa época, con más de 1000 toneladas.
- 1525: en Wittenberg (Alemania), el monje agustino Martín Lutero (41) se casa con la monja Catalina de Bora (26), rompiendo la norma del celibato, que la Iglesia Católica Romana decretó ―sin basarse en la Biblia― para sacerdotes y monjas. La ceremonia de la boda tendrá lugar dos semanas después. La boda fue celebrada en una ceremonia sencilla, oficiada por Johannes Bugenhagen, un amigo cercano de Lutero y pastor de la iglesia de la ciudad. La pareja vivió en el antiguo monasterio agustino de Wittenberg, que el príncipe elector Federico el Sabio le había regalado a Lutero. Allí criaron a sus seis hijos y dirigieron un hogar que se convirtió en un centro de la reforma protestante.
- 1526: en la plaza de mercado Długi Targ en la ciudad de Gdansk (Reino de Polonia), el rey Segismundo I el Viejo hace decapitar a 14 líderes luteranos ―encabezados por Jerzym Wendland― del Tumulto de Gdansk.
- 1533: en la recién construida cripta de Segismundo en la catedral de Wawel de la ciudad de Cracovia (Polonia) tiene lugar el segundo funeral de Bárbara Zápolya (la primera esposa del rey Segismundo I Jagellón el Viejo), fallecida en 1515, así como de su hija de cinco años Ana Jagellón (1515‑1520).
- 1545: 145 km al norte de Lisboa (Portugal), la villa de Leiria obtiene derechos de ciudad.
- 1552: en Barcelona (España), el militar español Luis de Requesens (23) ―quien será gobernador del Estado de Milán (entre 1572 y 1573) y de los Países Bajos (entre 1573 y 1576) se casa de urgencia con Jerónima Gralla y parte hacia Italia. El matrimonio se consumará recién el año siguiente.
- 1558: en Gdansk (Polonia) se inaugura el Gimnasio Académico.
- 1562: en la capitanía de Argentina (que en esa época formaba parte del virreinato del Perú), al pie de la cordillera de los Andes, a 1114 km al noroeste de Buenos Aires, el conquistador español Juan Jufré y Montesa y sus hombres fundan la aldea de San Juan.
- 1567: en la Isla Grande de Chiloé (en el sur de Chile), el explorador español Martín Ruiz de Gamboa, a nombre del gobernador Rodrigo de Quiroga, funda la aldea de Castro.
- 1569: en Portugal fracasa el ataque del corsario inglés Francis Drake a la ciudad de Lisboa.
- 1580: en Bogotá (Colombia) se funda la Universidad Santo Tomás por bula papal, convirtiéndose en la primera del país.
- 1589: Francis Drake fracasa en su intento por conquistar Portugal.
- 1611: el astrónomo David Fabricius observa por primera vez las manchas solares.
- 1611: en la guerra polaco-rusa (1609-1618), los polacos logran capturar la ciudad rusa de Smolensk después de un asedio de 20 meses.
- 1612: Matías de Habsburgo es proclamado «emperador del Sacro Imperio Romano Germánico», sucediendo a su hermano Rodolfo II.
- 1622: en el virreinato de la Nueva España (actual México) se inunda la Ciudad de México.
- 1625: en la catedral de Canterbury (Inglaterra), Carlos I se casa con la princesa católica francesa Enriqueta María de Borbón y Navarra.
- 1638: cerca de la desembocadura del río Sula en el río Dniéper (241 km al sureste de Kiev) ―en el marco del Levantamiento de Ostranica― comienza la batalla de Żownin, en la que las tropas de la Mancomunidad de Polonia-Lituania vencerán a los insurgentes cosacos de Ostranica y Hunia en la batalla de Żownin (13 a 14 de junio de 1638).
- 1643: 251 km al oeste de Estocolmo (Suecia), la villa de Askersund obtiene los derechos de ciudad.
- 1653: 25 km al oeste de la costa inglesa ―en el marco de la primera guerra anglo-neerlandesa (1852‑1654)―, la flota inglesa vence a los neerlandeses en el segundo día de la batalla de los bancos de arena de Gabbard.
- 1665: en la batalla de Lowestoft ―en el marco de la segunda guerra anglo-neerlandesa (1665‑1667)―, los ingleses derrotan a los neerlandeses pero no logran obtener una ventaja decisiva de esta victoria. Esta es la mayor derrota de toda la historia de la flota neerlandesa.
- 1673: 215 km al sur de Ámsterdam (Países Bajos) ―en el marco de la guerra franco-neerlandesa (1672‑1678)― comienza el asedio de Maastricht.
- 1686: el sacerdote jesuita Cipriano Barace funda la ciudad de La Santísima Trinidad en la zona de Moxos, hoy departamento del Beni, en el territorio de la Real Audiencia de Charcas del Virreinato del Perú, hoy Bolivia. Esta ciudad es actualmente la capital beniana.
- 1721: en Madrid (España) ―tras la guerra de la Cuádruple Alianza (1717‑1720)―, representantes del Reino de Gran Bretaña, el Reino de Francia y el Reino de España firman el Acuerdo de Madrid.
- 1724: el rey Federico Guillermo I de Prusia promulga el Reglamento del ayuntamiento, que consolidará tres ciudades: Stare Miasto, Knipawa y Lipnik, junto con sus «propiedades libres», en una sola ciudad: Królewiec.
- 1740: en Estados Unidos, James Oglethorpe (gobernador provincial de la provincia de Georgia) comienza un intento fallido de tomar la Florida española durante el asedio de San Agustín.
- 1743: en Padua (Italia) se estrena la primera versión de la ópera Demofonte, de Niccolò Jommelli (28).
- 1752: en el marco de la guerra franco-indígena (1754-1763), los iroqueses y los delawares al sur del río Ohio firman el Tratado de Logstown, por el que ceden todas sus tierras a la colonia británica de Virginia.
- 1774: dos años antes de la independencia de Estados Unidos, la provincia de Rhode Island se convierte en la primera colonia británica que prohíbe la importación de esclavos.
- 1777: en el estado de Carolina del Sur (Estados Unidos), Gilbert du Motier, marqués de Lafayette ―en el marco de la Guerra de la Independencia de los Estados Unidos― desembarca cerca del puerto de Charleston, y ofrece sus servicios no remunerados para entrenar al ejército del Congreso Continental.
- 1777: en Yarosláv (Polonia), 325 km al sureste de Varsovia, llegan varios monjes dominicos para crear el Santuario de Nuestra Señora de los Dolores, después de que se incendiara su anterior monasterio en Bochnia (177 km al oeste).
- 1777: en Ebersdorf (Alemania) el príncipe Frans de Sajonia-Coburgo-Saalfeld se casa con la condesa Augusta Van Reuss-Bersdorf y Lobenstein.
- 1792: en Roma (Italia) el papa Pío VI publica la encíclica Ubi lutetiam sobre la ampliación y redefinición del indulto, que amplía los poderes de los obispos para absolver a los clérigos rebeldes en Francia.
- 1798: 69 km al norte de la villa de San Diego (estado de California), los franciscanos fundan la misión de San Luis Rey. Los episodios 2, 3, 4 y 12 de la serie de televisión El Zorro, incluyen escenas filmadas en 1957 en la Misión de San Luis Rey, que sirvió como escenario para la «Misión de San Gabriel». Walt Disney añadió una calavera y huesos cruzados a la entrada del cementerio.
- 1794: en la Universidad de Jena (Alemania) el dramaturgo Friedrich Schiller (34) invita al polímata Johann Wolfgang von Goethe (44) a colaborar en la revista literaria Die Horen (Tübingen, 1795‑1797) y Goethe acepta. Esto marca el comienzo de su amistad, que duró hasta la muerte de Schiller y el período del Clasicismo de Weimar.
- 1798: 24 km al sur de Belfast (Irlanda del Norte) ―en el marco de la Rebelión de los Irlandeses Unidos (entre el 24 de mayo y el 12 de octubre)― los invasores británicos vencen en la batalla de Ballynahinch.
- 1799: el puerto de Nápoles es reconquistado por las tropas contrarrevolucionarias sanfedistas en la última batalla de Ponte della Maddalena, a pesar de la última y tenaz resistencia del Fuerte de Vigliena (en el barrio de San Giovanni a Teduccio).
- 1801: en Viena (Austria) se abre el Theatre an der Wien.
- 1805: durante una exploración previa a la expedición de Lewis y Clark, Meriwether Lewis y cuatro compañeros avistan las grandes cascadas del río Misuri.
- 1808: en España, el ejército invasor francés Grande Armée derriba a cañonazos la puerta de la muralla de Córdoba (España) e ingresa a la ciudad. El general Dupont, al mando de las tropas napoleónicas, es víctima de varios disparos efectuados desde una vivienda, aunque sale ileso (solo murió su caballo). Enfurecido, ordena un brutal saqueo en el que sus soldados cometen asesinatos, violaciones, robos y todo tipo de crímenes contra hombres, mujeres y niños civiles.
- 1808: en la capital del Brasil, el emperador Juan VI de Portugal inaugura el Jardín botánico de Río de Janeiro.
- 1810: en Alcalá la Real (España), ante la negativa del corregidor de entregar las armas a los Escopeteros Voluntarios para luchar contra los franceses, el pueblo asalta su casa y lo mata junto con un sacerdote afrancesado que refugiaba.
- 1813: los españoles expulsan definitivamente de España a José Bonaparte.
- 1813: en España, las tropas anglo-portuguesas de Wellington ocupan el castillo de Burgos, destruido tras una enconada resistencia.
- 1820: llega al puerto de Valparaíso (Chile) la escuadra del ejército libertador comandada por Thomas Alexander Cochrane de regreso de su expedición para liberar al Perú de los invasores españoles.
- 1821: las tropas egipcias conquistan la capital de Sennar del Sultanato de Sennar mientras avanzan hacia el territorio vecino. Los egipcios convierten inmediatamente su campamento militar en Jartum, la nueva capital. El Imperio Fung, de 300 años de antigüedad, deja de existir.
- 1823: en el Perú, las tropas realistas ocupan la ciudad de Lima.
- 1837: el zarévich Aleksandr Nikoláievich (el futuro emperador Alejandro II) cruza la frontera de Siberia. Habiendo llegado el 15 de junio a Tobolsk (2327 km al este de Moscú), el punto final del viaje en Asia, el heredero y su séquito emprendieron el regreso al día siguiente. Siberia causó una impresión extremadamente favorable en el «gran duque».
- 1842: en Londres (Reino Unido), la reina Victoria del Reino Unido es la primera jefa de Estado en viajar en tren.
- 1843: en Moscú (Rusia), el zar Nicolás I hace publicar un manifiesto sobre la sustitución de los billetes y otro papel moneda por «billetes de crédito».
- 1844: en Nueva York, el inventor Linus Yale Sr. (1797‑1858) ―no confundir con su hijo Linus Yale Jr. (1821‑1868)― obtiene una patente en la cerradura de tambor de llave.
- 1849: en París (Segunda República Francesa), diputados de la Montaña (ala izquierdista de la Asamblea Nacional) y manifestantes protestan contra la expedición militar francesa enviada a Roma contra la República Romana (1849) para restaurar el poder del papa Pío IX. La protesta será reprimida por el ejército. El fracaso de esta revuelta consolidará el poder de Louis-Napoléon Bonaparte, quien en 1851 dará un golpe de Estado y se proclamará «emperador Napoleón III».[1]
- 1850: en la ciudad de Nueva York se funda la Liga Estadounidense de Trabajadores de Color, el primer sindicato afroestadounidense de ese país.
- 1854: en Filadelfia, el fabricante de pianos Anthony Faas obtiene una patente para el acordeón a piano. (El acordeón común había sido patentado por el vienés Cyrill Demian en 1829).
- 1855: en el Theatre Imperial de L’Ópera (París) ―como parte de la Exposición Mundial de París― se estrena Les vêpres siciliennes (Las Vísperas sicilianas), la vigésima ópera de Giuseppe Verdi, con libreto de Eugène Scribe y Charles Duveyrier
- 1858: en el río Misisipi, cerca de Memphis (estado de Tennessee), explotan las calderas del barco de vapor Pensilvania. Mueren más de 250 pasajeros.
- 1859: en la Ciudad de México, el presidente Benito Juárez declara propiedad nacional todos los bienes de la Iglesia católica.
- 1860: en Moscú, el zar Alejandro II (1818‑1881) crea el Banco Estatal de Rusia.
- 1863: en el estado de Virginia, 138 km al oeste de la ciudad de Washington ―en el marco de la guerra civil estadounidense (1861-1865)―, el ejército confederado sureño esclavista (liderado por el general Richard Stoddert Ewell), vence al ejército de la Unión (liderado por el general Robert H. Milroy) la segunda batalla de Winchester.
- 1873: el astrónomo canadiense James Craig Watson descubrió el asteroide (132) Aethra, el primero en cruzar la órbita del planeta Marte.
- 1877: a unos 100 km al suroeste de Kars (Turquía) ―en el marco de la guerra ruso-turca (1877‑1878), las tropas del Ejército Imperial Ruso vencen al ejército del Imperio otomano la batalla de Zivin.
- 1877: Ludwig IV de Hessen-Darmstadt sucede a su fallecido tío Ludwig III de Hessen-Darmstadt como el «gran duque Van Hessen».
- 1878: comienza el Congreso de Berlín, en el que se revisa la paz preliminar otomano-rusa de San Esteban. La conferencia, dirigida por el canciller Otto von Bismarck, busca soluciones a los conflictos entre las grandes potencias.
- 1879: el astrónomo francés Alphonse Borrelly descubre el asteroide (198) Ampella.
- 1881: en el océano Ártico, el barco USS Jeannette queda aplastado en un banco de hielo. Tras casi dos años, el buque y su tripulación de 33 personas fueron liberados del hielo, quedando de nuevo atrapados, aplastados y hundidos a 560 km al norte de la costa siberiana. Toda la tripulación sobrevivió al hundimiento, pero ocho murieron mientras navegaban hacia tierra en un pequeño cúter (bote).
- 1883: en Estocolmo, Carl Johan Thyselius se convierte en primer ministro de Suecia.
- 1886: en la ciudad de Vancouver (extremo oeste de Canadá), el Gran Incendio de Vancouver devasta la mayor parte de esa ciudad.
- 1886: en el lago de Starnberg, 39 km al suroeste de Múnich (Alemania) se ahoga Luis II de Baviera (40). Las circunstancias exactas de la muerte siguen sin estar claras. Otón I se convierte en rey de Baviera.
- 1887: en Valencia (España) se inaugura la primera línea de tranvías de caballos.
- 1891: en la capital de Turquía se funda el Museo Arqueológico de Estambul.
- 1892: en la ciudad de Kiev (capital de la Gubernia de Kiev), el gobernador Serguéi von der Launitz inaugura el primer tranvía eléctrico del Imperio ruso.
- 1893: en Washington D. C. (Estados Unidos), el presidente Grover Cleveland nota una aspereza en su boca. El 1 de julio se someterá a una cirugía secreta que le extirpará exitosamente una gran porción cancerosa de la mandíbula; la operación no fue revelada al público hasta 1917, nueve años después de la muerte del presidente.
- 1893: en el pueblo de Lytham St Annes, 90 km al norte de Liverpool (Reino Unido), se celebra el primer torneo de golf femenino del mundo. Lady Margaret Scott es la ganadora del primer Campeonato Británico de Golf Amateur Femenino.
- 1895: Émile Levassor gana la primera carrera automovilística real del mundo. Levassor completó el recorrido de 1175 km, de París a Burdeos y vuelta, en poco menos de 49 horas, a una velocidad ―impresionante en ese entonces― de unos 24 km/h.
- 1896: en el norte de Polonia, en la ciudad de Grudziądz se inaugura la primera línea del tranvía de caballos.
- 1898: el químico británico William Ramsay (1852-1916) aísla por primera vez el elemento químico neón mediante la destilación fraccionada de argón líquido. Recibirá el Premio Nobel de Química en 1904.
- 1898: en Canadá, el territorio del Yukón se separa de los Territorios del Noroeste debido a la fiebre del oro de Klondike. La ciudad de Dawson es elegida su capital.
- 1902: en el pueblo de Two Harbors (estado de Minesota), a orillas del lago Superior, se funda la empresa Minnesota Mining and Manufacturing (actual 3M).
- 1904: en Argentina, el político Manuel Quintana es electo presidente mediante elecciones amañadas.
- 1905: en Argentina comienzan grandes inundaciones, especialmente en las provincias de Santa Fe, Entre Ríos, Chaco y Formosa.
- 1905: en Varsovia (Polonia), el combatiente del Partido Socialista Polaco, Stefan Aleksander Okrzeja (19) comparece ante un tribunal militar. Será ejecutado el 21 de julio.
- 1906: en Cracovia (Polonia) se funda el Club Académico de Fútbol (actual KS Cracovia).
- 1908: en las Montañas Azules del estado de Oregón (Estados Unidos) se inaugura el Bosque Nacional Malheur. Es el hogar de un hongo de miel (Armillaria ostoya), probablemente la criatura viviente más grande (sus rizomas subterráneos ocupan un círculo de 40 km de diámetro) y antigua de la Tierra (nació entre el 6625 y el 375 a. C., según el método de datación que se utilice).
- 1909: en Moscú (Imperio ruso), la Duma (el parlamento) aprueba una ley para fortalecer la rusificación de Finlandia.
- 1910: en la ciudad de Montreal (Canadá), el edificio de cuatro pisos del periódico Montreal Herald se derrumba bajo el peso del tanque de agua de 35 toneladas. Mueren 32 personas.
- 1911: en París (Francia) se estrena el ballet Petrushka de Ígor Stravinsky, con el bailarín Vaslav Nijinsky en el papel principal. La coreografía pantomímica es de Michel Fokine, el vestuario y la escenografía de Alexander Benois.
- 1912: en Moscú (Imperio ruso), 800 metros al suroeste del Kremlin de Moscú se inaugura ceremoniosamente el Museo de Bellas Artes del Emperador Alejandro III, actualmente denominado Museo Pushkin.
- 1914: en París, René Viviani se convierte en primer ministro de Francia.
- 1915: en Rokitne (que forma parte del Imperio ruso), 717 km al sureste de Varsovia (Polonia) ―en el marco de la Primera Guerra Mundial (1914‑1918)― la 2.ª Brigada de las Legiones Polacas, aliados de II Reich de Alemania, lanza la carga de Rokitna contra posiciones rusas.
- 1917: en Londres (Reino Unido) ―en el marco de la Primera Guerra Mundial (1914‑1918)―, aviones bombarderos alemanes Gotha G.IV perpetran el atentado terrorista alemán contra civiles más mortífero de la guerra: asesinan a 162 civiles, incluidos 46 niños, y dejan 432 heridos graves.
- 1917: en Kiev, el parlamento ucraniano (Rada) ―surgido tras la Revolución de Febrero de 1917 que derrocó al zar― proclama una «Ucrania autónoma». El 22 de enero de 1918, la Rada Central Ucraniana declarará una República Popular Ucraniana independiente, en oposición a los bolcheviques. Contra esta, el 12 de diciembre de 1918 Lenin creará la República Popular Soviética (bolchevique) de Ucrania, con capital en Járkov, en oposición al gobierno nacionalista de la República Popular Ucraniana (RPU) con sede en Kiev.
- 1917: en Lima (Perú), el misionero evangélico británico John A. Mackay funda la Escuela Anglo-Peruana, hoy Colegio San Andrés.
- 1917: en la aldea de Fátima, 128 km al norte de Lisboa (Portugal), tres pastorcitos afirman que la Virgen María se les apareció por segunda vez en las montañas.
- 1918: en un bosque de Perm (Rusia), por decisión arbitraria de los bolcheviques locales, el «gran duque» Mijaíl Aleksandrovich Románov, hermano del exzar Nicolás II, y su secretario Nicolás Johnson son asesinados. Es el primero de los asesinatos de miembros de la derrocada dinastía Románov.
- 1919: en Taipéi (República de China provisional), Gong Xinzhan (1871‑1943) se convierte en primer ministro de Taiwán.
- 1919: en Varsovia (Polonia) se funda la Biblioteca Militar Central.
- 1920: en el Teatro Nacional de La Habana (Cuba), estalla una bomba durante la presentación de la obra Aída, en la que intervenía el tenor Enrico Caruso, que había sido contratado por 90 000 dólares de 1920 (que a 2025 equivaldríain a 1,44 millones de dólares). Caruso sale corriendo despavorido junto con el público por la calle San Rafael.[2]
- 1920: cerca de Kiev ―en el marco de la guerra polaco-bolchevique― finaliza la batalla de Borodzianka (11‑13 de junio), en la que el Ejército Polaco vence al Ejército Rojo.
- 1920: en Estados Unidos, el Servicio Postal adopta una norma que prohíbe el envío de niños dentro de los paquetes postales.[3]
- 1921: en el Vaticano, el papa Benedicto XV crea tres nuevos cardenales, incluido el italiano Achille Ratti, nuncio ante Polonia, que el 6 de febrero de 1922 se convertirá en el próximo papa, Pío XI.
- 1921: en Varsovia (Polonia), el terrorista ucraniano Borís Sávinkov (1879‑1925) reinicia las actividades de su grupo antirruso Unión Popular para la Defensa de la Patria y la Libertad, que realizará espectaculares atentados terroristas mediáticos.
- 1923: en Taipéi (Taiwán) dimite Li Yuanhong (presidente de la República de China). Sus funciones fueron asumidas por el primer ministro interino Zhang Shaozeng.
- 1924: en París, Gaston Doumergue se convierte en presidente de Francia.
- 1924: en Moscú, el Consejo de Comisarios del Pueblo de la RSFSR (República Socialista Federativa Soviética de Rusia) adopta una resolución «Sobre la organización de la producción cinematográfica en la RSFSR». El Ministerio de Educación de la Unión Soviética reorganiza el Goskino y sienta las bases para el Sovkino (Comité Estatal de Cinematografía). Las funciones ideológicas fueron transferidas a las comisarías populares republicanas de educación y el Estado asumió el monopolio de la distribución de películas.
- 1924: en Basilea (Suiza) se estrena el oratorio Le Laudi di San Francesco d’Assisi, del compositor Hermann Suter (1870‑1926).
- 1925: en Chicago (estado de Illinois), el estadounidense William DeHart Hubbard establece un récord mundial en salto de longitud (7,89 m).
- 1925: en el suburbio de Anacostia (a 5 km al sureste de la ciudad de Washington (DC), Charles Francis Jenkins realiza una transmisión sincronizada de imágenes y sonido utilizando un sistema mecánico de 48 líneas. Un video de diez minutos de un molino de viento en movimiento fue enviado a 8 km de Anacostia.
- 1926: en Talin (capital de Estonia) se abre el estadio Kadrioru.
- 1926: en el barrio de Hawthorne, en las afueras de Los Ángeles (estado de California), una tal Gladys Baker (1902-1984) entrega en adopción a su hija de doce días de edad, Norma Jeane Mortenson (la futura actriz Marilyn Monroe, 1926‑1962) a unos padres adoptivos evangélicos.
- 1926: en Cracovia (Polonia) se funda el Partido Socialista Polaco de Izquierda (1926‑1931).
- 1927: en la ciudad de Nueva York, 4 millones de personas reciben al aviador Charles Lindbergh con un desfile con cintas de papel en la Quinta Avenida.
- 1930: en Rumanía, Iuliu Maniu se convierte por segunda vez en primer ministro.
- 1931: en París, Paul Doumer se convierte en presidente.
- 1934: en Villa Pisani, 12 km al este de Padua (Italia) se reúnen Adolf Hitler y Benito Mussolini. En los siguientes días visitarán Venecia (31 km al noreste) y la XIX Bienal de Arte.
- 1934: llega a Polonia el ministro de Propaganda del Tercer Reich, Joseph Goebbels, para una visita oficial de tres días.
- 1934: en la Unión Soviética se forman las regiones de Vorónezh y Kursk.
- 1934: en Washington (Estados Unidos) la Asociación de Productores y Distribuidores Cinematográficos de Estados Unidos establece la Administración del Código de Producción para hacer cumplir el Código Hays (ley de producción cinematográfica). En el futuro, todas las películas estadounidenses deberán ser revisadas y censuradas por esta oficina en relación con su «representación moralmente aceptable», en particular del contenido criminal y sexual.
- 1935: en el barrio Long Island City, frente a Manhattan (Nueva York), el boxeador Max Baer (1909‑1959) pierde inesperadamente su título de campeón mundial de boxeo de peso pesado en su primera defensa del título debido a una victoria por puntos de su oponente Cinderella Man (Jim Braddock, 1905‑1974).
- 1935: en Wittenberg (Alemania), al menos 90 personas murieron y varios cientos resultaron heridas en una explosión en una fábrica de explosivos.
- 1937: en Marsella (Francia), se inaugura el Stade Vélodrome.
- 1937: el escritor soviético Alekséi Nikoláievich Tolstói (54) dicta por teléfono su artículo «¡Patria!» para el periódico Izvestia en relación con la sentencia «en el caso de la banda trotskista-bujarinista de Tujachevski, Yakir y otros». El escritor dicta: «No necesito muchas palabras para reconocer al enemigo. Lo reconozco por el brillo alienígena en sus ojos».
- 1938: en el contexto de la guerra civil española (1936‑1939), el ejército sublevado toma la ciudad de Castellón de la Plana, no pudiendo continuar hacia Valencia por las fortificaciones defensivas republicanas de la Línea XYZ.
- 1938: comienza la Acción de Junio, el primer arresto masivo de judíos en Alemania y Austria durante la era nazi.
- 1939: en Veracruz atraca el buque Sinaia. Llegan a México el primer gran grupo de republicanos españoles que escapan de la represión franquista: 1599 exiliados españoles, en su mayoría intelectuales, artistas, obreros y campesinos, quienes fueron recibidos con solidaridad por el gobierno del presidente Lázaro Cárdenas. Entre 1939 y 1942, México será uno de los países que más refugiados españoles recibirá, con una cifra estimada de 25 000 exiliados.
- 1939: 348 km al este de Praga (Checoslovaquia), en la noche del 12 al 13 de junio, la sinagoga de Ostrava (hoy parte de la ciudad de Ostrava) es incendiada.
- 1941: en el marco de la Segunda Guerra Mundial (1939-1945), el régimen de Vichý (Francia), títere de los nazis, ordena ―alegando proteger a Francia de elementos indeseables― que todos los ciudadanos judíos no franceses (principalmente refugiados desde otros países europeos) debían ser encarcelados en los campos de concentración de Drancý, Gurs o Rivesaltes, en el interior de Francia, en donde vivirán en condiciones inhumanas. Todos esos hombres, mujeres y niños serán enviados a los campos de concentración nazis de Polonia, y ninguno sobrevivirá.
- 1941: en la noche del 13 al 14 de junio, en Letonia, Lituania y Estonia ―recientemente incorporadas a la Unión Soviética― comienzan las deportaciones masivas de familias enteras hacia Siberia, con el fin de colonizar esta región desértica.
- 1942: en Washington (Estados Unidos) ―en el marco de la Segunda Guerra Mundial (1939‑1945)―, el Gobierno abre la Oficina de Información de Guerra (un centro para la producción de propaganda) y la Oficina de Servicios Estratégicos, que más tarde se convertirá en la CIA (Agencia Central de Inteligencia).
- 1942: en el estrecho de Florida ―en el marco de la batalla del Atlántico, en la Segunda Guerra Mundial (1939‑1945), un bote (cúter) de la Guardia Costera de los Estados Unidos lanza cargas de profundidad contra el submarino alemán nazi U‑157, que se hunde con sus 52 tripulantes.
- 1942: en el mar Negro, el buque soviético de transporte militar MS Gruzija, que navegaba de Novorossiysk a Sebastopol es hundido por aviones nazis de la Luftwaffe, de las 4000 personas a bordo, mueren unas 3500 (batallas en el mar Negro en la Segunda Guerra Mundial).

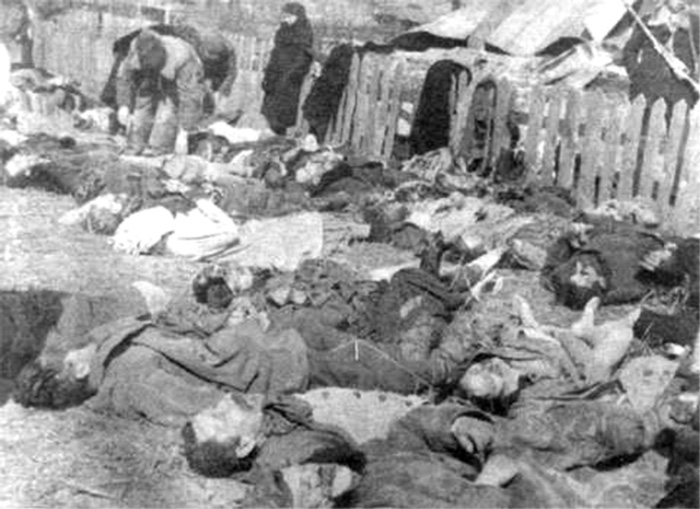
Hombres, mujeres y niños civiles polacos víctimas de la masacre de Volinia cometida a lo largo de dos años (1943‑1944) por el Ejército Insurgente Ucraniano con la ayuda de campesinos ucranianos.

- 1943: en la ciudad de Kolki, 405 km al oeste de Kiev, nacionalistas ucranianos nazis del Ejército Insurgente Ucraniano (liderados por Stepán Bandera [1909‑1959]) asesinan a 40 hombres, mujeres y niños civiles polacos como parte de la masacre de polacos en Volinia (1943‑1944), que asesinará a más de 80 000 polacos.
- 1943: frente a la costa de la isla Kiska, en las islas Aleutianas ―en el marco de la guerra del Pacífico― el destructor estadounidense USS Frazier hunde al submarino japonés I‑9 con sus 101 tripulantes.
- 1944: desde Pas-de-Calais (en el norte de Francia) ocupado por Alemania ―en el marco de la Segunda Guerra Mundial (1939‑1945)―, los nazis lanzan el primer ataque terrorista contra civiles con bombas voladoras V-1 sobre Londres (Inglaterra). Solo cuatro de las once bombas alcanzan sus objetivos. En total hasta el 29 de marzo de 1945, Alemania lanzará 8025 V1, que matarán a 22 892 hombres, mujeres y niños civiles en Inglaterra.
- 1944: en el sur de Suecia se estrella un cohete A4 sin explosivos durante un vuelo de prueba lanzado por el equipo científico de Wernher von Braun desde la base aérea de Peenemünde (base aérea nazi ubicada en la costa del mar Báltico, a 236 km al norte de Berlín).
- 1944: cerca del pueblo de Gorce, a 9 km al oeste de Varsovia (Polonia), oficiales de contrainteligencia del Ejército Nacional asociados con el bando nacionalista (pronazi) secuestran y fusilan a tres colaboradores de la inteligencia soviética antinazi: Jerzy Makowiecki (jefe de la Oficina de Información y Propaganda del Ejército Nacional y presidente del Partido Democrático de Polonia), su esposa Zofía y Ludwik Widerszal (historiador y colaborador de la oficina dirigida por Makowiecki).
- 1944: cerca de Carentán (Francia) ―en el marco de la Segunda Guerra Mundial (1939‑1945)―, elementos de combate alemanes, reforzados por la 17.ª División SS de Granaderos Panzer, lanzan un contraataque en la batalla de Carentán contra las fuerzas estadounidenses.
- 1944: a 38 km al sur de la costa del canal de la Mancha, y a 274 km al oeste de París (Francia) ―en el marco de la Segunda Guerra Mundial (1939‑1945)― en la batalla de Villers-Bocage, el as de tanques alemán Michael Wittmann (30), montado en un tanque nazi Tiger I, tiende una emboscada a elementos de la 7.ª División Blindada británica, y en 20 minutos destruye 14 tanques, 15 vehículos de transporte de personal y 2 cañones antitanque. Wittmann volará a Alemania el 25 de junio para recibir una condecoración de manos de Adolf Hitler. Regresará a Francia y morirá el 8 de agosto en una escaramuza alrededor de Falaise.
- 1944: 118 km al noreste de Roma (Italia) ―en el marco de la Segunda Guerra Mundial (1939‑1945)― los aliados liberan a la ciudad de L’Áqüila de las tropas fascistas.
- 1944: en Washington D. C., el presidente de la Asociación Médica Estadounidense, Herman L. Kretschmer, condena el uso generalizado de vitaminas por considerarlo caro e inútil.
- 1945: en Japón se disuelve la Asociación de Apoyo al Poder Imperial.
- 1946: en Italia, tras el referéndum institucional del 2 de junio, el rey Humberto II de Italia abandona el país y se exilia en Portugal bajo presión del gobierno democrático de De Gasperi.
- 1947: cerca de Washington (DC) se estrella un avión Douglas DC‑4, y mueren las 50 personas a bordo.
- 1948: Birmania anuncia el inicio de la implementación del comunismo.
- 1948: en el Yankee Stadium (Estados Unidos) se realiza un homenaje al beisbolista Babe Ruth: retiran el número 3 que Ruth utilizó durante toda su carrera.
- 1949: la Universidad de California exige a todo su profesorado y personal no docente que presten un juramento anticomunista.
- 1949: en Nueva York (Estados Unidos), la novela 1984, del británico George Orwell (45) es nombrada Libro del Año en los EE. UU. En esa novela, Orwell ―que había sido corresponsal en la Segunda Guerra Mundial para el periódico estadounidense Observer― crea el escenario de un mundo totalitario.
- 1950: en el 33.º Giro de Italia, el ciclista suizo Hugo Koblet se convierte en el primer no italiano en ganar la clasificación general.
- 1952: 87 km al oeste de la costa soviética de Estonia, un caza Mig‑15 soviético derriba un hidroavión estadounidense PBY Catalina del ejército sueco (Incidente Catalina), como represalia a las misiones de inteligencia electrónica que estaba llevando a cabo Suecia contra las defensas antiaéreas soviéticas.
- 1953: en Bogotá (Colombia), el general Gustavo Rojas Pinilla perpetra un golpe de Estado contra el presidente constitucional Laureano Gómez.
- 1954: en Bogotá (Colombia) inicia sus transmisiones la Televisora Nacional.

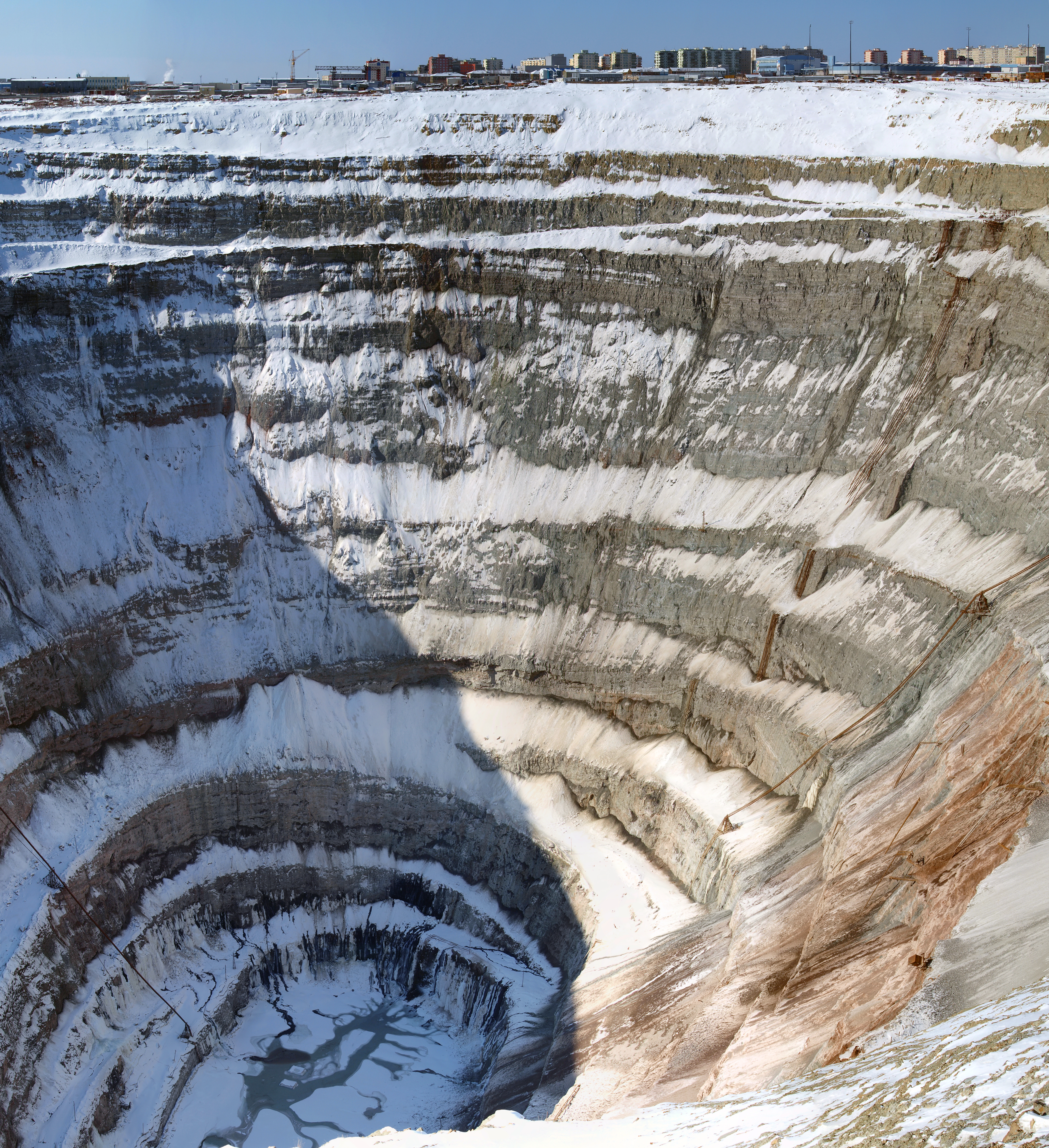
La mina de diamantes de la ciudad de Mirni, en la Siberia (Rusia).

- 1955: en medio de la Siberia, 9340 km al este de Moscú (Unión Soviética) los geólogos soviéticos Víktor Avdeenko, Ekaterina Elagina y Yuri Khabardin descubren un yacimiento de diamantes que se hizo famoso: la chimenea de kimberlita de Mir. Será destruida el 4 de agosto de 2017 por una infiltración del lago de Mirni, en que morirán 8 trabajadores y 143 sobrevivirán, pues aún no habían descendido hasta el fondo. En la mina inundada quedaron enterrados 14 000 millones de euros en diamantes no recuperados.
- 1956: en el atolón Enewetak (islote estadounidense en medio del océano Pacífico) detona la bomba atómica Kickapoo (nombre de una etnia de nativos americanos), de 1,49 kilotones, la n.º 79 de las 1054 que Estados Unidos detonó entre 1945 y 1992.
- 1956: en Egipto, después de 72 años de ocupación, las tropas británicas abandonan la zona del Canal de Suez.
- 1956: en el parque de los Príncipes (París), el Real Madrid gana la primera edición de la Copa de Europa al vencer 4 a 3 al Stade de Reims.
- 1956: en Hamburgo (Alemania), el semanario alemán Der Spiegel publica el artículo «Entre la reina y Rasputín», en el que se informa que la reina Juliana de los Países Bajos (1909‑2004) estaría bajo la influencia de su amiga, la curandera pacifista Greet Hofmans (1894‑1968), que la influenció para alejar de la OTAN a los Países Bajos. Hofman será expulsada del palacio real el 28 de agosto de 1956.
- 1956: en el distrito de Broadway (Nueva York) se estrena el musical Shangri-Lá, que se cancelará después de aproximadamente dos semanas y es uno de los mayores fracasos en la historia de la música.
- 1958: en China comienza a funcionar el primer reactor nuclear experimental de ese país.
- 1958: los gobiernos de la República Popular de Polonia y Checoslovaquia firman un acuerdo que pone fin a las disputas fronterizas mutuas.
- 1958: en la escuela secundaria Antelope Valley High School, 102 km al norte de Los Ángeles (estado de California), el músico Frank Zappa se gradúa de la escuela secundaria con malas calificaciones.
- 1960: en Bisk (3673 km al este de Moscú) se inaugura el sistema de tranvía.
- 1961: en Kaluga (194 km al suroeste de Moscú), el astronauta Yuri Gagarin (el primer hombre que llegó al espacio) coloca la primera piedra del edificio del primer museo de cosmonáutica del mundo.
- 1962: en Chipre se ejecutan las últimas tres condenas a muerte.
- 1962: después de dos años en la Unión Soviética, Lee Harvey Oswald ―el futuro asesino del presidente John F. Kennedy― regresa a los Estados Unidos con su esposa Marina y su hija.
- 1962: se estrena la película Lolita dirigida por Stanley Kubrick.
- 1964 en Río de Janeiro (Brasil), la dictadura crea el Servicio Nacional de Informaciones, dirigido por Golbery do Couto e Silva (1911‑1987), para vigilar y castigar a los propios brasileños en universidades y sindicatos.
- 1966: la Corte Suprema de los Estados Unidos dictamina en Miranda v. Arizona que la policía debe informar a los sospechosos de sus derechos bajo la Quinta Enmienda antes de interrogarlos (conocido coloquialmente con el verbo «mirandizar»).
- 1966: en Bombay (India) chocan dos trenes de pasajeros. Mueren 57 personas y más de 100 resultan heridas.
- 1967: en Washington (Estados Unidos), el presidente Lyndon B. Johnson, nomina al procurador general Thurgood Marshall para convertirse en el primer juez negro en la Corte Suprema de Estados Unidos.
- 1967: regresan a Brasil, después de diez años, las tropas militares brasileñas que sirvieron en el Canal de Suez, apoyando a las fuerzas militares de la ONU.
- 1969: en la ciudad de Yaroslavl (284 km al noreste de Moscú) se funda la Universidad Estatal de Yaroslavl.
- 1970: en el Reino Unido, con la canción The long and winding road (de Paul McCartney), la banda británica The Beatles alcanza el número 1 en el Billboard Hot 100 por vigésima y última vez.
- 1971: en Nueva York ―en el marco de la invasión estadounidense en la guerra de Vietnam (1955‑1975)― el diario The New York Times comienza a publicar los documentos secretos conocidos como Papeles del Pentágono. El corrupto presidente estadounidense Richard Nixon y el fiscal general John N. Mitchell intentaron evitar más publicaciones presentando una demanda, pero luego fracasaron ante la Corte Suprema.
- 1973: Henry Kissinger (secretario de Estado de los EE. UU.) firma un acuerdo de paz con Le Duc Tho (presidente de Vietnam).
- 1974 (jueves): en la República Federal de Alemania (1949‑1990) se inaugura la 10.º Copa Mundial de la FIFA.
- 1974: en la República Árabe de Yemen, parte del Yemen reunificado desde 1990, el ejército bajo el mando del coronel Ibrahim al-Hamdi toma el poder en un golpe de Estado incruento.
- 1974: en el aeropuerto de Nefteyugansk (2811 km al este de Moscú), un helicóptero Mi‑8 de Aeroflot sufre un accidente. Mueren 14 de las 19 personas a bordo. Sobrevivieron los tres miembros de la tripulación y dos pasajeros.
- 1977: el asesino convicto de Martin Luther King Jr., James Earl Ray, es recapturado después de escapar de prisión tres días antes.
- 1977: en Polonia se estrena la película cómica Ama o deja, dirigida por el polaco Sylwester Chęciński (1930‑2021).
- 1978: el ejército de Israel desocupa el Líbano.
- 1980: en Varsovia (Polonia), la corredora Grażyna Rabsztyn (27) establece el récord mundial en los 100 metros vallas (12,36 segundos).
- 1981: en Londres, durante la ceremonia del Trooping the Colour, el adolescente Marcus Sarjeant (18) dispara seis tiros de fogueo contra la reina Isabel II. Afirmará ante la televisión: «Vi que todo el mundo conoce al asesino de John Lennon, y yo quería ser famoso, quería ser alguien». Será liberado tras 3 años en prisión.
- 1982: en España comienza la Copa Mundial de Fútbol de 1982, en la que Italia obtendrá su tercer título de campeón.
- 1982: en Arabia Saudita, Fahd se convierte en rey tras la muerte de su hermano Jálid.
- 1982: en el extremo oriental de las islas Malvinas ―en el marco de la guerra de las Malvinas (1982)― los británicos vencen a los argentinos en las batallas del monte Desplome (una colina a 8 km al oeste de Puerto Argentino) y de la Cresta del Telégrafo (a 5 km al oeste de Puerto Argentino).
- 1982: en el Gran Premio de Fórmula 1 de Canadá, celebrado en Montreal, el piloto de carreras italiano Riccardo Paletti sufre un accidente mortal con su Osella FA1C. Fue el último piloto de Fórmula 1 que murió en una carrera hasta el accidente de Roland Ratzenberger en 1994.
- 1982: en el primer partido del fútbol de la Copa Mundial, la selección argentina de fútbol (defensora del título que ganó en 1978) pierde 1 a 0 de Bélgica por un gol de Erwin Vandenbergh.
- 1983: la sonda estadounidense Pioneer 10 supera la órbita del planeta Neptuno ―que en ese momento el planeta más distante del Sol debido a la excentricidad de la órbita de Plutón― y se convierte en el primer objeto creado por el hombre en pasar la órbita del planeta más distante del sistema solar. Actualmente viaja a 131 200 km/h (36.44 km/s) pero esa velocidad disminuye progresivamente debido a la influencia gravitatoria del Sol. Viaja hacia la estrella Aldebarán (a 65.1 años luz de distancia), de la que se convertirá en satélite dentro de 1,69 millones de años.
- 1983: la empresa estadounidense Motorola presenta el DynaTAC 8000X, el primer teléfono móvil comercial del mundo.
- 1985: el oficial de la CIA y agente soviético Aldrich Ames dio a la KGB los nombres de todos los oficiales de las agencias de inteligencia soviéticas y de otras agencias del Este que sabía que habían cooperado con la CIA.
- 1985: en el museo Kunsthaus de Zúrich (Suiza), el retrato del rey español Felipe IV realizado por Rubens es completamente destruido en un ataque incendiario.
- 1985: por iniciativa de Melina Mercouri, los ministros responsables de asuntos culturales de los países de la Comunidad Europea deciden designar cada año una «Ciudad Europea de la Cultura».
- 1987: en el aeropuerto de Łódź-Władysław Reymont, 143 km al suroeste de Varsovia (Polonia), el papa Juan Pablo II celebra una misa católica.
- 1989: la Federación Cinológica Internacional reconoce oficialmente la raza perro lobo checoslovaco.
- 1989: en Hungría comienzan las conversaciones de la Mesa Triangular.
- 1989: se estrena la película de acción del agente 007 Licencia para matar dirigida por John Glen.
- 1990: 463 km al suroeste de Kiev, la catedral de los Santos Apóstoles Pedro y Pablo en Kamianets-Podilskyi ―en poder del pueblo católico ucraniano durante 45 años― es devuelta al Vaticano.
- 1990: en Rumanía, el presidente Ion Iliescu envía mineros a Bucarest armados con palos contra los estudiantes que se manifestaban en la plaza de la universidad.
- 1990: el Consejo Supremo de la RSFSR (República Socialista Federativa Soviética de Rusia) adopta una resolución «Sobre el concepto de transición a una economía de mercado regulada».
- 1990: en Alemania comienza oficialmente la demolición del Muro de Berlín en la calle Bernauer Strasse.
- 1990: en la planta de hidrogenación de Zeitz entran en funcionamiento las últimas plantas de hidrogenación de Alemania.
- 1990: en Bruselas (Bélgica), Nelson Mandela pide al Parlamento Europeo ayuda económica para compensar los gastos por el regreso de 20 000 exiliados políticos a su país.
- 1990: en Rumanía, al menos 240 huelguistas y estudiantes son arrestados o asesinados en el caos resultante de las primeras elecciones posteriores a la dictadura de Nicolae Ceaușescu.
- 1990: en Medellín (Colombia), el bloque de búsqueda abate a John Jairo Arias (29), mano derecha del narcotraficante Pablo Escobar (1949‑1993).
- 1992: en Minsk se funda el Partido Agrario Bielorruso.
- 1993: el ciclista español Miguel Indurain gana el Giro de Italia en la clasificación general.
- 1993: en Sevilla (España), el papa Juan Pablo II cierra el 45.º Congreso Eucarístico Internacional.
- 1994: firma del Tratado de Libre Comercio entre Colombia, México y Venezuela (Grupo de los Tres).
- 1994: en Anchorage (estado de Alaska), un jurado culpa a la imprudencia de la empresa petrolera Exxon y del capitán Joseph Hazelwood (1946‑2022) por el desastre del buque petrolero Exxon Valdez, lo que permite a las víctimas del derrame de petróleo reclamar 15 000 millones de dólares en daños.
- 1995: en Alemania se llevan a cabo redadas contra la revista clandestina Radikal.
- 1995: en Francia, el presidente Jacques Chirac anuncia la reanudación de las pruebas nucleares francesas en las tierras polinesias invadidas por Francia.
- 1995: Alanis Morissette lanza su tercer álbum, Jagged little pill. Con una venta de más de 33 millones de copias, sería uno de los álbum más exitosos de los años 1990. Por este álbum, Morissette ganará cinco Grammys.
- 1996: en Bruselas, el parlamento aprueba la abolición de la pena de muerte en ese país. Bélgica fue el último país europeo en abolir oficialmente la pena de muerte.
- 1996: en las afueras de la ciudad de Jordan (estado de Montana), 1410 km al este de la ciudad de Seattle (Estados Unidos), los Montana Freemen (‘hombres libres de Montana’ en español) ―un grupo terrorista ultraderechista antigubernamental perteneciente al Movimiento Patriota Cristiano― se rinden después de un enfrentamiento de 81 días contra agentes del FBI.
- 1996: en el suroeste de Japón, a 285 km al oeste de Hiroshima, se estrella el vuelo 865 de Garuda Indonesia durante su despegue del aeropuerto de Fukuoka. Mueren 3 personas y quedan 257 heridos.
- 1997: en Estados Unidos, un jurado condena a muerte a Timothy McVeigh por su participación en el atentado de Oklahoma City de 1995. Será ejecutado el 11 de junio de 2001.
- 1997: en el barrio residencial Green Park, 8 km al sur del centro de Nueva Delhi (India), sucede el incendio del cine Uphaar, que causa la muerte de 59 personas (por asfixia) y heridas graves a otras 103 (por la estampida resultante).
- 1997: en los cines de Estados Unidos se estrena la película Hércules, el 35.º clásico de la empresa Disney.
- 1999: en Varsovia (Polonia), el papa anticomunista polaco Juan Pablo II beatifica a 108 mártires polacos ―52 sacerdotes, 29 religiosos, 9 laicos, 8 religiosas y 3 obispos― asesinados por los nazis durante la Segunda Guerra Mundial (1939‑1945).
- 1999: la empresa automotriz alemana BMW gana la carrera 24 Horas de Le Mans de 1999.
- 2000: en Pionyang (capital de Corea del Norte), el presidente surcoreano Kim Dae-jung se reúne con el presidente norcoreano Kim Jong-il para el inicio de la primera cumbre intercoreana.
- 2000: el Seimas de la República de Lituania aprueba la Ley sobre las Reparaciones de Guerra por los daños causados durante la ocupación soviética de los países bálticos. El acta fue firmada por el entonces presidente del Sejm Vytautas Landsbergis.
- 2000: en Roma, el presidente Carlo Azeglio Ciampi indulta al ultraderechista Mehmet Alí Ağca, quien llevaba 19 años de prisión, condenado a cadena perpetua por haber atentado contra el papa Juan Pablo II el 13 de mayo de 1981. Agca será extraditado a Turquía, donde había sido condenado a diez años de prisión por haber asesinado a Abdi İpekçi (1939-1979), director de un importante periódico de izquierdas.
- 2001: en Frankfurt am Main (Alemania) comienza el 29.º Congreso de la Iglesia evangélica alemana, en que se reúnen 92 000 invitados hasta el 17 de junio bajo el lema «Pusiste mis pies en un camino ancho» (Libro de los salmos 31:9).
- 2002: Estados Unidos se retira unilateralmente del Tratado de Misiles Antibalísticos, que había sido firmado en 1974 por Richard Nixon y Leonid Brézhnev.
- 2003: en Latinoamérica se estrena Scooby-Doo y la leyenda del vampiro, la cual es la primera película de Scooby‑Doo directo a video que tiene el estilo de animación más plano y brillante de la franquicia que la serie ¿Qué hay de nuevo, Scooby-Doo? (2003‑2005).
- 2004: en México, los Pumas de la UNAM resulta campeón del Torneo de Clausura 2004.
- 2004: en Ellerslie, un barrio a 8 km del centro de Auckland (Nueva Zelanda) un meteorito de 4 kg cae sobre la casa de Phil y Brenda Archer, atraviesa el techo y destruye un sofá.
- 2004: en las elecciones para el Parlamento flamenco, el partido de extrema derecha Vlaams Blok, condenado por racismo, se vuelve el segundo partido más grande en Flandes por una cuarta parte de los votos.
- 2005: en la zona norte de Chile sucede un terremoto de 7.9 grados en la escala sismológica de Richter. Afecta principalmente a la ciudad de Iquique y a los pueblos aledaños.
- 2005: en Santa Mónica (estado de California), el cantante estadounidense Michael Jackson es declarado inocente de todos los cargos (presuntamente abusar sexualmente de un niño de 13 años en 1993) en el caso El pueblo vs. Jackson, por falta de pruebas y por fraude de parte de la familia del menor implicado.
- 2005: el idioma irlandés se introduce como lengua oficial en la Unión Europea.

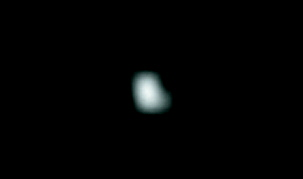
Fotografía del asteroide (132524) APL, de 2,3 km de diámetro, tomada por la sonda New Horizons desde unos 102 000 km de distancia.

- 2006: en su camino hacia el Planeta Enano (134340) Pluton , la sonda New Horizons de la NASA pasa a una distancia de alrededor de 102 000 km del asteroide (132524) APL, de 2,3 km de diámetro, Sorprendentemente el encuentro con este asteroide no fue planedo y su encuentro con este asteroide fue pura casualidad
- 2007: en la ciudad de Samarra (Irak), miembros del Partido Baaz Árabe Socialista (que gobernó Irak entre 1968 y 2003) perpetran un ataque terrorista en la mezquita Al Askari, uno de los lugares más sagrados del islamismo chiita.
- 2007: en Beirut (Líbano) un ataque terrorista israelí con bomba mata a diez hombres, mujeres y niños, incluido el diputado libanés Walid Eido (65).
- 2007: en Washington se inaugura el Monumento a las Víctimas del Comunismo más grande del mundo.
- 2007: en Israel, el parlamento (Knesset) elige a Shimon Peres para el cargo de presidente de Israel.
- 2008: en Zaragoza (España) se inaugura la Expo 2008.
- 2008: en Kandahar (Afganistán), los talibanes atacan una prisión, matando a 15 guardias y liberando a unos 1200 prisioneros, incluidos unos 400 talibanes.
- 2008: el conflicto fronterizo de tres días entre Eritrea y Yibuti termina sin llegar a ninguna conclusión.
- 2009: en Teherán comienzan (hasta el 11 de febrero de 2010) las protestas electorales en Irán después de la victoria de Mahmud Ahmadineyad (52) en las elecciones presidenciales.
- 2010: una cápsula de la nave espacial japonesa Hayabusa, que contiene muestras del suelo del asteroide 25143 Itokawa, recogidas en 2005, regresa a la Tierra y aterriza en el interior de Australia.
- 2011: ante la Hofkirche de la ciudad de Dresde (Alemania), cardenal Ángelo Amato beatifica a Alois Andritzki (1914‑1943), sacerdote y mártir sorabo, asesinado por los nazis en el campo de concentración de Dachau.
- 2011: en Beirut (Líbano), Naguib Mikati (n. 1955) se convierte en primer ministro por segunda vez.
- 2012: en varias ciudades de Irak ―entre ellas Bagdad, Hilla y Kirkuk― terroristas musulmanes perpetran una serie de atentados con bombas, que matan al menos a 93 personas y hieren a más de 300.
- 2013: la nave espacial Shenzhou 10 con la tripulación de los taikonautas Nie Haisheng, Wang Yaping y Zhang Xiaoguang se une con éxito a la estación espacial china Tiangong‑1, y permanecerán durante 12 días.
- 2013: la Corte Suprema de los Estados Unidos dictamina por unanimidad que las secuencias de ADN que ocurren de manera natural no se pueden patentar, cerrando el caso de la Unión Estadounidense por las Libertades Civiles contra la empresa Myriad Genetics. La sentencia invalidó varias patentes, pero no descartó la patentabilidad de secuencias de ADNc que no se producen de manera natural.
- 2013: en Lewiston, 10 km al norte de las cataratas del Niágara, alguien encuentra el Diario íntimo de Alfred Rosenberg (1893-1946), uno de los principales ideólogos racistas del Tercer Reich, después de casi 70 años desde su desaparición. Había sido utilizado durante su juicio ante el Tribunal Militar Internacional de Núremberg, por el que fue ahorcado.
- 2014: en Ucrania ―en el marco de la guerra del Dombás― las fuerzas ucranianas toman control de la ciudad de Mariúpol.
- 2014: inicia la intervención militar internacional en contra de la banda terrorista Estado Islámico.
- 2014: en Sudáfrica, la empresa Petra Diamonds ―que ha estado operando la mina Cullinan desde 2008― se encuentra un raro diamante de más de 122.52 quilates (24.5040 g).
- 2014: en Antigua y Barbuda, Gaston Browne se convierte en primer ministro.
- 2015: en la Capilla Real del Palacio Real de Estocolmo (Suecia), se celebra la boda entre el príncipe Carlos Felipe de Suecia y la modelo Sofia Hellqvist.
- 2015: en Dallas (estado de Texas) un hombre abre fuego contra policías frente a la sede policial y amenaza con una bomba. Se traslada a otro pueblo y será ejecutado por un equipo SWAT.
- 2017: en Italia, la autopista Salerno-Reggio Calabria cambia su nombre a A2 Mediterráneo tras la finalización de las obras de modernización que duraron 19 años (1997-2016).
- 2018: Volkswagen recibe una multa de mil millones de euros por el escándalo de las emisiones.
- 2018: La FIFA anuncia a Canadá, México y Estados Unidos como anfitriones de la Copa Mundial de la FIFA 2026, el día antes del partido inaugural de la Copa Mundial de 2018. Ganaron las elecciones con 134 votos a favor y 65 en contra del candidato Marruecos.
- 2019: en el golfo de Omán ―en medio de crecientes tensiones entre Irán y Estados Unidos―, dos petroleros estadounidenses son atacados.
- 2019: los Toronto Raptors se convierten en la primera franquicia canadiense en ganar el título de la NBA. En la final de los playoffs vencieron a los Golden State Warriors.
- 2021: en medio de la pandemia por covid‑19 y luego de la cancelación de sede en Colombia y Argentina, comienza la Copa América 2020 con sede en Brasil.
- 2021: en el distrito Zhangwan de la ciudad cina de Shiyan (provincia de Hubei), una explosión de gas en el oleoducto Shiyan mata al menos a 12 personas y hiere a más de 138.
- 2021: en Israel, Naftali Bennett se convierte en primer ministro de Israel.
- 2022: Perú pierde el repechaje rumbo al Mundial de fútbol Catar 2022, contra Australia por la vía de los penales, donde Andrew Redmayne distrajo a los jugadores peruanos con su peculiar baile, e hizo que Luis Advíncula y Álex Valera fallaran sus respectivos penales.
- 2023: en el estado de Kwara (Nigeria), un barco de bodas vuelca en el río Níger. Mueren al menos 100 personas.
- 2023: a primera hora de la mañana en la ciudad de Nottingham, 208 km al noroeste de Londres (Reino Unido), un tal Valdo Calocane (inmigrante de Guinea-Bissau, miembro del grupo pentecostal Iglesia Calvario) apuñala y embiste con su camioneta a varias personas. Mueren tres y otras tres quedan gravemente heridas. Será condenado a cadena perpetua.
- 2023: un tribunal estadounidense, a solicitud de la FTC (Comisión Federal de Comercio), dictamina que Microsoft detenga provisionalmente la adquisición del desarrollador de computadoras Activision Blizzard.
- 2023: en la ciudad de Krivói Rog, 421 km al sureste de Kiev (Ucrania) ―en el marco de la invasión rusa de Ucrania― un misil ruso impacta en un bloque de apartamentos militares y un depósito de municiones. El régimen ucraniano afirma que en el ataque murieron civiles.
- 2024: en las cercanías de la localidad de Nueve de Julio, en la provincia de Corrientes (noreste de Argentina), desaparece Loan Peña, un niño de 5 años. Se investiga un posible caso de secuestro y trata infantil.[4][5]
- 2025: Israel lanza la operación león ascendiente contra Irán provocando daños severos en instalaciones nucleares y bajas de civiles inocentes.

## Nacimientos
- 40: Cneo Julio Agrícola, general y político romano (f. 93).
- 823: Carlos el Calvo, rey de Francia entre 843 y 877 y emperador del Sacro Imperio Romano Germánico entre 875 y 877 (f. 877).
- 839: Carlos III el Gordo, emperador romano (f. 888).
- 1189: Raymon Russignol, poeta francés (f. 1263).
- 1367: Taejong de Joseon, rey coreano (f. 1422), 3.º monarca de la dinastía Joseon de Corea, y padre del rey Sejong el Grande.
- 1388: Thomas Montacute, militar y aristócrata («4.º conde de Salisbury») británico (f. 1428).
- 1393: Rolando el Magnífico, líder y político italiano (f. 1457).
- 1396: Antonio Bettini, religioso, escritor y diplomático italiano (f. 1487).
- 1430: Beatriz de Avis y Braganza, aristócrata española (f. 1506), madre de Manuel I de Portugal y tía de Isabel la Católica.
- 1434: Cristoforo della Rovere, cardenal y arzobispo católico italiano (f. 1478).
- 1479: Lilio Gregorio Giraldi, humanista italiano (f. 1552).
- 1500: Ernesto de Baviera, aristócrata alemán (f. 1560), señor prendario del condado de Glatz.
- 1508: Alessandro Piccolomini, escritor, astrónomo y arzobispo católico italiano (f. 1578).
- 1539: Jost Amman, grabador suizo (f. 1591).
- 1548: Bartolomeo Burchelati, escritor e historiador italiano (f. 1632).
- 1555: Giovanni Antonio Magini, astrónomo, astrólogo, cartógrafo y matemático italiano (f. 1617), inventó el sistema de casas Plácidus.
- 1561: Ana María de Anhalt, aristócrata alemana (f. 1605).
- 1580: Willebrord Snel, matemático, astrónomo y físico neerlandés (f. 1626).
- 1592: Tobias Michael, compositor alemán (f. 1657).
- 1592: Sofía Eduvigis de Brunswick, aristócrata («duquesa de Brunswick-Luneburgo») alemana (f. 1642).
- 1595: Jan Marek Marci, médico y científico checo (f. 1667).
- 1598: Ludovico Jacobilli, sacerdote e historiador italiano (f. 1664).
- 1603: Abraham Willaerts, pintor neerlandés (f. 1662).
- 1611: Johan Palmstruch, comerciante neerlandés (f. 1671).
- 1613: Juan Ernesto Hanau, aristócrata («conde de Hanau-Münzenberg-Schwarzenfels») alemán (f. 1642).
- 1617: sir Vincent Corbet, aristócrata («1.º baronet de Corbet») y político inglés (f. 1656).
- 1640: Giacomo Cantelmo, cardenal y arzobispo católico italiano (f. 1702).
- 1648: Ludovico David, pintor suizo.
- 1649: Adrien Baillet, sacerdote, erudito, crítico literario, hombre de letras y teólogo francés (f. 1706).
- 1651: Lorenzo Antonio de Granda y Balbín, político español, gobernador de la provincia de Costa Rica (f. 1712).
- 1664: Giovanni Antonio de Groot, pintor italiano (f. 1712).
- 1664: Juan Ernesto de Nassau-Weilburg, aristócrata («príncipe de Nassau-Weilburg») alemán (f. 1719).
- 1672: Anna Maria Francesca de Sajonia-Lauenburg, aristócrata («princesa de Sajonia-Lauenburg») alemana (f. 1741).
- 1675: Camillo Filippo Pamphili, aristócrata («3.º príncipe de San Martino al Cimino y Valmontone») italiano (f. 1747).
- 1687: Paolo Rolli, poeta, libretista y hombre de letras italiano (f. 1765).
- 1690: Jorge Alberto de Frisia Oriental, aristócrata («príncipe de Frisia Oriental») neerlandés (f. 1734).
- 1711: sir Richard Glyn, aristócrata («1.º baronet de Ewell»), banquero y político británico‑inglés, alcalde de Londres (f. 1773).
- 1713: Antonio Maria Ambrogi, literato y latinista italiano (f. 1788).
- 1738: Giuseppe Cerutti, escritor, jesuita y político francés (f. 1792).
- 1739: Arthur Chichester, aristócrata («1.º marqués de Donegall») y político irlandés (f. 1799).
- 1747: Felipe de Borbón-España, aristócrata («príncipe de Borbón») italiano (f. 1777).
- 1749: Antonia de Liechtenstein, aristócrata («princesa de Liechtenstein») austríaca (f. 1813).
- 1752: Fanny Burney (Frances Burney, Madame d’Arblay), novelista y dramaturga británico-inglesa (f. 1840).
- 1753: Johan Afzelius, químico sueco (f. 1837).
- 1753: Nicolás Dalayrac (Nicolas-Marie d'Alayrac), compositor francés (f. 1809).
- 1760: Louis Jean-Baptiste Chéret, artista y grabador francés (f. 1832).
- 1761: Antonín Vranický, violinista y compositor checo (f. 1820).
- 1763: José Bonifacio (José Bonifácio de Andrade e Silva), naturalista, estadista, poeta y político independentista brasileño (f. 1838).
- 1767: Josef Speckbacher, militar austríaco (f. 1820).
- 1768: Girolamo Amati, filólogo clásico, epigrafista y arqueólogo italiano (f. 1834).
- 1769: Gaetano Savi, naturalista italiano (f. 1844).
- 1770: Juan Antonio Álvarez de Arenales, militar revolucionario que luchó a favor de la secesión del Virreinato del Río de la Plata (f. 1831).
- 1771: Paolo Costa, poeta y filósofo italiano (f. 1836).
- 1772: Giuseppe Renda, pintor italiano (f. 1805).
- 1773: Thomas Young, científico, físico, fisiólogo y lingüista británico-inglés (f. 1829), célebre por su experimento de la doble rendija que mostraba la naturaleza ondulatoria de la luz, por haber descubierto el astigmatismo ocular y por haber ayudado a descifrar los jeroglíficos egipcios a partir de la piedra de Rosetta.
- 1775: Antoni Radziwiłł, aristócrata, músico, compositor y político polaco-lituano (f. 1833).
- 1776: José Manuel de Goyeneche, militar español (f. 1846).
- 1778: Antonio Dragoni, sacerdote, historiador y falsificador italiano (f. 1860).
- 1778: Federico Luis de Mecklemburgo-Schwerin, aristócrata alemán (f. 1819).
- 1784: Pedro Ignacio Muiba, cacique indígena de la etnia mojeña en la actual Bolivia que peleó contra la monarquía hispánica (f. 1811).
- 1786: Winfield Scott, general estadounidense (f. 1866).
- 1790: José Antonio Páez, general y político venezolano (f. 1873), presidente de Venezuela.
- 1791: Juan Francisco Giró, político uruguayo (f. 1863).
- 1792: Paolo Appiani di Castelletto, político italiano (f. 1863).
- 1792: Girolamo Segato, cartógrafo, naturalista y egiptólogo italiano (f. 1836).
- 1795: Thomas Arnold, educador, teólogo e historiador británico (f. 1842).
- 1795: Anton Felix Schindler, director de orquesta y músico austríaco (f. 1864).
- 1798: Johann Christian Felix Baehr, filólogo clásico alemán (f. 1872).
- 1799: George Keppel, aristócrata («6.º conde de Albemarle»), oficial y político británico-inglés (f. 1891).
- 1799: Franz Wilhelm Lippich, médico eslovaco (f. 1845).
- 1804: Manuel Marques de Sousa, militar y político brasileño (f. 1875).
- 1805: Johann Eduard Erdmann, filósofo alemán (f. 1892).
- 1808: Johann von Schraudolph, pintor alemán (f. 1879).
- 1809: Heinrich Hoffmann, psiquiatra y escritor alemán (f. 1894).
- 1809: Cristoforo Negri, político y escritor italiano (f. 1896).
- 1811: Fredrik Ferdinand Carlson, historiador sueco (f. 1887).
- 1812: Adolphe Braun, fotógrafo francés (f. 1877).
- 1812: Paolo Emiliani Giudici, escritor, historiador y crítico literario italiano (f. 1872).
- 1812: Izmail Ivanovič Sreznevskij, eslavista ruso (f. 1880).
- 1814: Pietro Michele Angelo Manini, patriota italiano (f. 1890).
- 1815: Ferdinando Palasciano, cirujano y político italiano (f. 1891).
- 1816: Mijaíl Viktorovič Kočubej, oficial ruso (f. 1874).
- 1817: Antonio de Torres, lutier fabricante de violines y empresario español (f. 1892).
- 1817: Antonio Varas, político y abogado chileno (f. 1886).
- 1818: Augusto de Sajonia-Coburgo-Koháry, aristócrata («príncipe» y «duque de Sajonia-Coburgo-Koháry») alemán (f. 1881).
- 1818: Domenico Marincola Pistoia, historiador, político y patriota italiano (f. 1894).
- 1818: Hippolyte Violeau, hombre de letras y escritor francés (f. 1892).
- 1819: Gaspare Monaco La Valeta, político italiano (f. 1881).
- 1820: Enrique de Orange-Nassau, almirante neerlandés (f. 1879).
- 1821: Giuseppe Airenti, abogado y político italiano (f. 1882).
- 1821: Antonio Caregaro Negrin, arquitecto y paisajista italiano (f. 1898).
- 1821: Gustavus Fox, militar e historiador estadounidense (f. 1883).
- 1821: Albert de Broglie, aristócrata, político monárquico e historiador francés (f. 1901).
- 1822: Giacomo Marchini, poeta y patriota italiano (f. 1885).
- 1822: Carl Schmidt, químico y académico letón-alemán (f. 1894).
- 1823: Gustave Cluseret, militar y político francés (f. 1900).
- 1824: Julius Eichberg, compositor alemán (f. 1893).
- 1825: James A. Roosevelt, empresario y filántropo estadounidense (f. 1898).
- 1826: William Hulme Hooper, oficial y explorador británico-inglés (f. 1854).
- 1827: Nicola Contieri, abad y arzobispo católico italiano (f. 1899).
- 1827: Alberto Henschel, fotógrafo y empresario germano-brasileño (f. 1882).
- 1827: Pompeo Randi, pintor italiano (f. 1880).
- 1828: Jules-Élie Delaunay, pintor francés (f. 1891).
- 1828: Bindon Stoney, ingeniero y astrónomo irlandés (f. 1909).
- 1830: Giuseppe Puccianti, escritor y poeta italiano (f. 1913).
- 1830: William James Webbe, pintor e ilustrador británico (f. 1904).
- 1831: James Clerk Maxwell, físico y matemático británico-escocés (f. 1879), creador de la teoría electromagnética.
- 1832: Nicolò Barabino, pintor y escenógrafo italiano (f. 1891).
- 1833: Fedele Lampertico, economista, escritor y político italiano (f. 1906).
- 1834: Enrico Paglia, naturalista y agrónomo italiano (f. 1889).
- 1835: Adolf Wüllner, físico alemán (f. 1908).
- 1836: Giuseppe Giacomelli, político italiano (f. 1911).
- 1837: Vincenzo Lilla, filósofo, jurista y sacerdote italiano (f. 1905).
- 1838: Emil Fischer, bajo-barítono alemán (f. 1914).
- 1838: Eduard Gebhardt, pintor alemán (f. 1925).
- 1838: Eduard Pospichal, botánico austríaco (f. 1905).
- 1838: Wilhelm Reiss, geólogo y explorador alemán (f. 1908).
- 1840: Domenico Bruschi, pintor italiano (f. 1910).
- 1840: Augusta Lundin, empresaria sueca (f. 1919), la primera diseñadora sueca de moda internacional.
- 1840: Camilla Urso, violinista y profesora francesa (f. 1902).
- 1842: Adolph Emmerling, químico alemán (f. 1906).
- 1842: Édouard Otlet, empresario y político belga (f. 1907).
- 1843: Adolf Neuendorff, compositor, pianista y violinista alemán (f. 1897).
- 1844: Antonio Bortone, escultor italiano (f. 1938).
- 1845: Federigo Bobini, bandolero y asesino italiano (f. 1871).
- 1845: Enrico Giglioli, zoólogo y antropólogo italiano (f. 1909).
- 1846: Rose Cleveland, primera dama de Estados Unidos (f. 1918).
- 1849: Fulberto Alarni, poeta y dramaturgo italiano (f. 1888).
- 1849: Mayía Rodríguez (José María Rodríguez Rodríguez), militar cubano (f. 1903).
- 1849: Arsenio da Trigolo, sacerdote italiano (f. 1909).
- 1850: Max Lenz, historiador alemán (f. 1932).
- 1851: Anton Haus, almirante austrohúngaro (f. 1917).
- 1851: Luigi Nava, general italiano (f. 1928).
- 1851: Domenico Svampa, cardenal, príncipe y arzobispo católico italiano (f. 1907).
- 1853: Othon Riemann, latinista y filólogo clásico francés (f. 1891).
- 1854: Charles Algernon Parsons, ingeniero británico-inglés (f. 1931), fundó la empresa CA Parsons and Company.
- 1854: Antonio Sogliano, arqueólogo italiano (f. 1942).
- 1855: Heinrich Finke, historiador alemán (f. 1938).
- 1860: Elio Modigliani, antropólogo, explorador y zoólogo italiano (f. 1932).
- 1860: Demetrio Románov, aristócrata ruso (f. 1919).
- 1861: Isabel de Hesse-Kassel, aristócrata («princesa de Hesse-Kassel») alemana (f. 1955).
- 1863: Lucy Duff-Gordon, aristócrata («lady Lucile Duff-Gordon»), diseñadora de vestuario, diseñadora de moda y estilista británico-inglesa (f. 1935).
- 1863: Camillo Manfroni, historiador y político italiano (f. 1935).
- 1863: Essad Pasha, político albanés (f. 1920).
- 1864: Pietro Franciosi, político y docente sammarinés (f. 1935).
- 1864: Rudolf Kjellén, politólogo y académico sueco (f. 1922).
- 1864: Gerard Krekelberg, profesor de música y compositor neerlandés (f. 1937).
- 1864: Dwight B. Waldo, historiador y académico estadounidense (f. 1939).
- 1865: Karl Blossfeldt, fotógrafo alemán (f. 1932).
- 1865: Angelo Cambiaso, obispo católico italiano (f. 1946).
- 1865: William Butler Yeats, poeta y dramaturgo irlandés, premio nobel de literatura en 1923 (f. 1939).
- 1866: Aurelia de Souza, pintora portuguesa (f. 1922).
- 1866: Robert Ranulph Marett, antropólogo británico-inglés (f. 1943).
- 1866: Aby Warburg, historiador del arte, crítico de arte y ensayista alemán (f. 1929).
- 1868: Felipe Ángeles, militar y político revolucionario mexicano (f. 1919).
- 1868: Charles Collette, ciclista de carretera y de pista belga (f. 1928).
- 1868: Wallace Clement Sabine, físico y académico estadounidense (f. 1919).
- 1870: Alexandru Bogdan-Pitești, poeta, ensayista y crítico literario rumano (f. 1922).
- 1870: Jules Bordet, médico, inmunólogo, bacteriólogo y microbiólogo belga (f. 1961), premio nobel de medicina en 1919.
- 1871: Helena de Orleans, aristócrata francesa (f. 1951).
- 1871: Ernst Steinitz, matemático alemán (f. 1928).
- 1872: Thomas N. Heffron, actor teatral, director de cine y guionista estadounidense (f. 1951).
- 1873: Jean Adair, actriz canadiense (f. 1953).
- 1873: Enrico di Borbone-Parma, aristócrata italiano (f. 1939).
- 1873: Antun Gustav Matoš, escritor y periodista croata (f. 1914).
- 1873: Narciso Pasta, ciclista de pista italiano (f. 1944).
- 1873: Karin Swanström, actriz, directora y productora cinematográfica sueca (f. 1942).
- 1874: Louis-Gustave Cambier, pintor y escultor belga (f. 1949).
- 1874: Leopoldo Lugones, poeta, narrador, periodista, historiador, bibliotecario, docente, teósofo, diplomático y político conservador argentino (f. 1938), padre del policía Polo Lugones (1897‑1971) y abuelo de la periodista Pirí Lugones (1925#8209;1978), torturada y asesinada mediante la picana eléctrica inventada por su padre.
- 1874: Gino Viotti, actor italiano (f. 1951).
- 1875: Miriam A. Ferguson, política estadounidense (f. 1961).
- 1875: Paul Neumann, nadador y médico austríaco (f. 1932).
- 1875: Henry Seemann, actor y cantante danés (f. 1948).
- 1876: William Sealy Gosset, químico y estadístico británico-inglés (f. 1937).
- 1876: Domenico Leoni, jinete italiano (f. 1964).
- 1877: Ingolf Schanche, actor y director de teatro noruego (f. 1954).
- 1877: Joseph Stella, pintor italiano (f. 1946).
- 1878: Charles Lapworth, periodista, activista y guionista británico (f. 1951).
- 1879: Álvaro de Albornoz, político republicano español (f. 1954).
- 1879: Heinrich Gutkin, empresario y político estonio (f. 1941).
- 1879: Nicola Pescatori, actor italiano de teatro y cine (f. 1936).
- 1879: Charalambos Tseroulis, general y político griego, ministro de Asuntos Militares (f. 1929).
- 1879: Lois Weber, directora, actriz y guionista estadounidense (f. 1939).
- 1880: Otto Haesler, arquitecto alemán (f. 1962).
- 1880: Vincent Rose, cantautor italiano (f. 1944).
- 1880: Glen White, actor estadounidense.
- 1881: Mary Antin, escritora, activista y política estadounidense (f. 1949).
- 1881: Otakar Španiel, escultor, tallista y medallista checo (f. 1955).
- 1882: Alberto Mari, ajedrecista italiano (f. 1953).
- 1882: Olga Aleksandrovna Romanova, aristócrata rusa (f. 1960).
- 1882: Lodovico Vigilante, policía italiano (f. 1945).
- 1883: Angiolo Alebardi, pintor italiano (f. 1969).
- 1883: Arthur Guedel, médico estadounidense (f. 1956).
- 1883: Heinrich Leven, misionero católico alemán y obispo (f. 1953).
- 1884: Dobri Božilov, político búlgaro (f. 1945).
- 1884: Jean Brusselmans, pintor belga (f. 1954).
- 1884: Leon Chwistek, pintor, filósofo y matemático polaco (f. 1944).
- 1884: Burrill Bernard Crohn, médico estadounidense (f. 1983).
- 1884: Ánton Drexler, político alemán, fundador del partido nazi y mentor de Adolf Hitler (f. 1942).
- 1884: Étienne Gilson, filósofo y académico francés (f. 1978).
- 1884: John Flügel, psicólogo y psicoanalista británico (f. 1955).
- 1884: Gerald Gardner, escritor, ensayista y esoterista británico (f. 1964).
- 1884: Étienne Gilson, filósofo e historiador de la filosofía francés (f. 1978).
- 1885: Collier Cudmore, remero británico (f. 1971).
- 1885: Erik Algot Fredriksson, tirador de cuerda sueco (f. 1930).
- 1885: Henry George Lamond, agricultor y escritor australiano (f. 1969).
- 1885: Roland Morillot, marino y militar francés (f. 1915).
- 1886: Camillo Iona, arquitecto italiano (f. 1974).
- 1887: Jorge Chávez, aviador peruano (f. 1910).
- 1887: André François-Poncet, político, diplomático y embajador francés (f. 1978).
- 1887: Bruno Frank, novelista, escritor, poeta, dramaturgo y guionista alemán expatriado en Estados Unidos (f. 1945).
- 1888: Antonio Luridiana, general italiano (f. 1957).
- 1888: Fernando Pessoa, poeta, escritor, crítico literario y aforista portugués (f. 1935).
- 1888: Marc Pincherle, musicólogo francés (f. 1974).
- 1888: Joseph Pletincx, jugador de waterpolo belga (f. 1971).
- 1888: Michel Roux-Spitz, arquitecto francés (f. 1957).
- 1888: Elisabeth Schumann, soprano alemana (f. 1952).
- 1889: Germaine Acremant, escritora francesa (f. 1986).
- 1889: Amadeo Bordiga, político, periodista y revolucionario italiano (f. 1970).
- 1889: Gao Qifeng, pintor chino (f. 1933).
- 1889: Győző Halmos, gimnasta húngara (f. 1945).
- 1889: Teresa Lodi, bibliotecaria italiana (f. 1971).
- 1889: Adolphe Pégoud, pionero de la aviación francés (f. 1915).
- 1890: Harry Shannon, actor estadounidense (f. 1964).
- 1892: Basil Rathbone, actor sudafricano expatriado en el Reino Unido (f. 1967).
- 1892: Mirsaid Sultan-Galiev, periodista y revolucionario ruso (f. 1940).
- 1893: Antonino Cuttitta, militar y político italiano (f. 1978).
- 1893: Alan Arnold Griffith, ingeniero británico-inglés (f. 1963).
- 1893: Klavdija Ivanovna Nikolaeva, política soviética (f. 1944).
- 1893: Dorothy L. Sayers, escritora, poetisa y dramaturga británico-inglesa (f. 1957).
- 1894: Mark Van Doren, poeta y crítico literario estadounidense (f. 1972).
- 1894: Tay Garnett, cineasta, guionista y productor estadounidense (f. 1977).
- 1894: Leo Kanner, psiquiatra y médico soviético-ucraniano (f. 1981), expatriado en Estados Unidos.
- 1894: Jacques Henri Lartigue, fotógrafo y pintor francés (f. 1986).
- 1894: Francis Pélissier, ciclista de carretera y director deportivo francés (f. 1959).
- 1894: Angelo Sansoni, futbolista italiano.
- 1894: Karl Schöchlin, remero suizo (f. 1974).
- 1894: Frithjof Tønnesen, futbolista noruego (f. 1959).
- 1894: Watson Washburn, tenista estadounidense (f. 1973).
- 1895: José Berruezo Silvente, político y anarquista español (f. 1990).
- 1895: Gastone Novelli, oficial y aviador italiano (f. 1919).
- 1896: Giuseppe Timoteo Giaccardo, sacerdote italiano (f. 1948).
- 1896: Anders Henrikson, actor, director y guionista sueco (f. 1965).
- 1897: Paavo Nurmi, corredor, atleta y entrenador finlandés (f. 1973).
- 1897: Giuseppe Vittorio Ugo, arquitecto, ingeniero y escenógrafo italiano (f. 1987).
- 1898: Eduard von Borsody, director de cine, director de fotografía y guionista austríaco (f. 1970).
- 1898: Arthur Rödl, militar alemán (f. 1945).
- 1898: Pietro Sassoli, compositor y director de orquesta italiano (f. 1946).
- 1899: Aksel Bakunts, escritor, traductor y guionista armenio (f. 1937).
- 1899: Teun Beijnen, remero neerlandés (f. 1949).
- 1899: Carlos Chávez, compositor de música del siglo XX, director de orquesta y periodista musical mexicano (f. 1978), fundó la Orquesta Sinfónica Mexicana
- 1899: Bertil Karlsson, futbolista sueco (f. 1976).
- 1899: Larry Keating, actor estadounidense (f. 1963).
- 1900: Antonio Bietolini, partisano italiano (f. 1944).
- 1900: Ian Hunter, actor británico (f. 1975).
- 1900: Aleksandrs Kerno, futbolista letón (f. 1961).
- 1900: Pierre Matisse, comerciante de arte, galerista y coleccionista de arte francés (f. 1989).
- 1900: Luigi Volpicelli, pedagogo italiano (f. 1983).
- 1901: Tage Erlander, teniente y político sueco (f. 1985), 25.º primer ministro de Suecia.
- 1901: Paul Fässler, futbolista suizo (f. 1983).
- 1901: Reidar Høilund, futbolista noruego (f. 1974).
- 1901: Jean Prévost, escritor francés (f. 1944).
- 1901: Félix Pérez Marcos, futbolista español (f. 1983).
- 1902: Carolyn Eisele, matemática e historiadora estadounidense (f. 2000).
- 1902: Oliviero De Fabritiis, director de orquesta y músico italiano (f. 1982).
- 1902: Richard Greenberg, jugador de waterpolo estadounidense (f. 1978).
- 1902: John Meehan, escenógrafo estadounidense (f. 1963).
- 1902: Nat Ross, director y productor de cine estadounidense (f. 1941).
- 1903: Willard Harrison Bennett, físico y químico estadounidense (f. 1987).
- 1903: Edmondo Caccuri, magistrado y político italiano (f. 1959).
- 1903: Kenneth Clark, historiador de arte británico (f. 1983).
- 1903: Red Grange, jugador de fútbol americano (f. 1991).
- 1903: Emil Görlitz, futbolista polaco (f. 1987).
- 1903: Marcial Lafuente Estefanía, escritor español (f. 1984).
- 1903: Frederick Stephani, guionista, director y productor cinematográfico alemán (f. 1962).
- 1904: Nello Bartolini, corredor de media distancia y de obstáculos italiano (f. 1956).
- 1904: Raymond Cartier, periodista, escritor e historiador francés (f. 1975).
- 1904: Pina Cei, actriz italiana (f. 2000).
- 1904: Leonhard Fürst, director y guionista alemán (f. 1972).
- 1904: Felix Salzer, musicólogo, teórico musical y pedagogo austríaco (f. 1986).
- 1904: Leonio Tirelli, futbolista italiano (f. 1989).
- 1905: Chen Yun, político chino (f. 1995).
- 1905: Antonio Dazzi, político y diplomático italiano (f. 1980).
- 1905: Antoine Gentien, tenista francés (f. 1968).
- 1905: Fritz Haller, levantador austríaco (f. 1961).
- 1905: Franco Riccardi, esgrimista italiano (f. 1968).
- 1905: James T. Rutnam, historiador y escritor de Sri Lanka (f. 1988).
- 1905: Antônia da Santa Cruz, supercentenaria brasileña (f. 2022), última persona verificada nacida en 1905.
- 1906: Cliff Crowley, jugador canadiense de hockey sobre hielo (f. 1948).
- 1906: Bruno de Finetti, matemático y estadístico italiano (f. 1985).
- 1906: Andrea Parini, escultor, ceramista y grabador italiano (f. 1975).
- 1906: Juan Sires, director argentino (f. 1981).
- 1907: Vittorio Di Pace, arquitecto italiano (f. 2013).
- 1907: Natale Dossena, futbolista italiano (f. 1967).
- 1907: Alberto Marzi, psicólogo italiano (f. 1983).
- 1908: LB Abbott, artista y artista de efectos especiales estadounidense (f. 1985).
- 1908: Gianni Citterio, partisano italiano (f. 1944).
- 1908: Eraldo Fozzer, escultor italiano (f. 1995).
- 1908: Aldo Melani, futbolista italiano (f. 2001).
- 1908: Nino Pirrotta, musicólogo italiano (f. 1998).
- 1908: Antonio Rivarola, futbolista argentino (f. 1974).
- 1908: Maria Helena Vieira da Silva, pintora portuguesa (f. 1992).
- 1909: Antonio Añoveros Ataún, sacerdote español (f. 1987).
- 1909: Luigi Brambilla, arquitecto italiano (f. 1977).
- 1909: Antonio Floro Frondosa, arzobispo católico filipino (f. 1993).
- 1909: E. M. S. Namboodiripad, teórico y político comunista indio, primer ministro principal del estado de Kerala (f. 1998).
- 1910: Gonzalo Torrente Ballester, periodista, escritor y dramaturgo español (f. 1999).
- 1910: Antonio Daniele, militar italiano (f. 1936).
- 1910: Amleto Lacerenza, compositor, director de orquesta y militar italiano (f. 1972).
- 1910: Fricis Laumanis, futbolista letón (f. 1981).
- 1910: Angelo Longoni, futbolista italiano.
- 1910: Rubino Profeta, compositor italiano (f. 1985).
- 1910: Gonzalo Torrente Ballester, escritor español (f. 1999).
- 1910: Mary Whitehouse, activista británico-inglesa (f. 2001), fundó la Asociación Nacional de Espectadores y Oyentes.
- 1910: Mary Wickes, actriz estadounidense (f. 1995).
- 1910: Giovanna Zangrandi, escritora, periodista y partisana italiana (f. 1988).
- 1911: Luis Walter Álvarez, científico estadounidense, premio nobel de física en 1968 (f. 1998).
- 1911: Maurice Copeland, actor estadounidense (f. 1985).
- 1911: Thomas Eboli, mafioso y asesino italiano (f. 1972).
- 1911: Giuseppe Folchi, pintor, fotógrafo y director italiano (f. 1962).
- 1911: Erwin Wilhelm Müller, físico y académico alemán (f. 1977).
- 1911: Achille Peretti, político francés (f. 1983).
- 1911: Gino Piccinin, ajedrecista italiano (f. 1995).
- 1912: Jim Brown, baloncestista y béisbol estadounidense (f. 1991).
- 1912: Ernst Mengersen, oficial alemán (f. 1995).
- 1912: Hector de Saint-Denys Garneau, poeta y pintor canadiense (f. 1943).
- 1912: Samuel A. Taylor, dramaturgo y guionista estadounidense (f. 2000).
- 1912: Avelar Brandão Vilela, cardenal y arzobispo católico brasileño (f. 1986).
- 1913: Ralph Edwards, actor y presentador estadounidense de radio y televisión (f. 2005).
- 1913: Humberto Mariles, caballero mexicano (f. 1972).
- 1913: Yitzhak Pundak, general, diplomático y político israelí (f. 2017).
- 1913: David Stone Martin, artista estadounidense (f. 1992).
- 1913: Akira Yamamoto, aviador japonés (f. 1944).
- 1914: Fernando Bonamartini, futbolista italiano.
- 1914: Frederic Franklin, director artístico, director de ballet y bailarín británico (f. 2013).
- 1914: Jónas Halldórsson, waterpoloista islandés (f. 2005).
- 1914: Antonio Iannucci, arzobispo católico italiano (f. 2008).
- 1914: Anna Maria Ortese, escritora italiana (f. 1998).
- 1914: Rino Da Positano, cantante, compositor y letrista italiano (f. 1964).
- 1914: Filippo Walter Ratti, director y guionista italiano (f. 1981).
- 1914: Constant Vanden Stock, entrenador y jugador de fútbol belga (f. 2008).
- 1915: Don Budge, tenista y entrenador estadounidense (f. 2000).
- 1915: Mario Carlin, tenor italiano (f. 1984).
- 1915: Luigi Panarella, pintor, escultor y escenógrafo italiano (f. 1983).
- 1915: Rodolfo Stranieri, médico, pintor y fotógrafo italiano (f. 1988).
- 1916: André Belli, futbolista suizo (f. 1993).
- 1916: Shirl Conway, actriz estadounidense (f. 2007).
- 1916: Karl Maria Herrligkoffer, médico alemán (f. 1991).
- 1916: Juan Antonio del Val Gallo, obispo católico español (f. 2002).
- 1916: Wu Zhengyi, botánico y académico chino (f. 2013).
- 1917: Enrique Alarcón, decorador de cine español (f. 1995).
- 1917: Rodolfo Celletti, musicólogo y crítico musical italiano (f. 2004).
- 1917: Odette Roy Fombrun, feminista, sufragista, escritora, docente, intelectual y centenaria haitiana (f. 2022).
- 1917: Luigi Martelli, futbolista italiano.
- 1917: Zerka T. Moreno, psicoterapeuta neerlandesa (f. 2016).

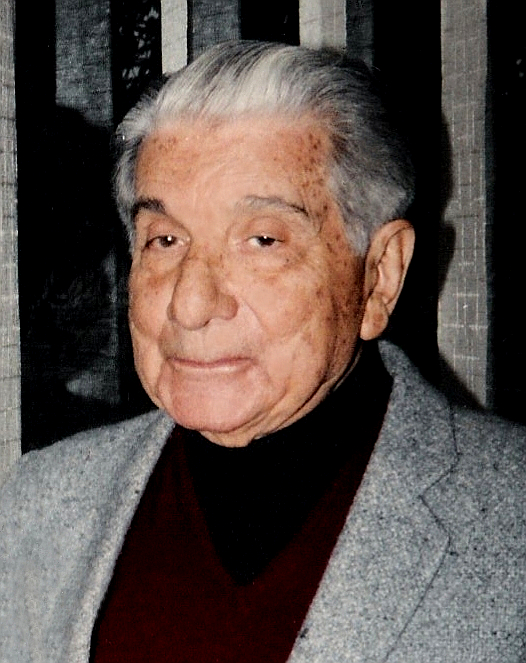
Augusto Roa Bastos

- 1917: Augusto Roa Bastos, novelista paraguayo (f. 2005).
- 1917: Teddy Turner, actor británico-inglés (f. 1992).
- 1918: Jack Garfinkel, baloncestista estadounidense (f. 2013).
- 1918: Ben Johnson, actor estadounidense (f. 1996).
- 1918: Helmut Lent, militar y piloto alemán (f. 1944).
- 1918: Percy Rodrigues, actor canadiense (f. 2007).
- 1919: Antonio Balasso, aviador italiano (f. 1993).
- 1919: Giovanni Gigliozzi, escritor, periodista y director de radio italiano (f. 2007).
- 1919: Rolf Huisgen, químico y académico alemán (f. 2020).
- 1919: Nino Leotti, pintor italiano (f. 1993).
- 1919: Margaretha Rothe, antifascista alemana (f. 1945).
- 1920: Maria Apollonio, velocista italiana (f. 1990).
- 1920: Toni Barpi, actor italiano (f. 2013).
- 1920: Josef Bau, artista y poeta polaco (f. 2002).
- 1920: Paul Cloyd, jugador y entrenador de baloncesto estadounidense (f. 2005).
- 1920: Rex Everhart, actor y actor de voz estadounidense (f. 2000).
- 1920: Désiré Keteleer, ciclista de ruta belga (f. 1970).
- 1920: Eiji Okada, actor japonés (f. 1995).
- 1920: Émile Poulat, historiador y sociólogo francés (f. 2014).
- 1920: Iosif Vorovich, matemático e ingeniero ruso (f. 2001).
- 1921: Jean Aubert, escritor, poeta y editor francés (f. 2011).
- 1921: Rolando Hammer, baloncestista chileno (f. 1987).
- 1921: Justine Johnston, actriz y cantante estadounidense (f. 2006).
- 1921: Antonio Ramírez González, médico y cirujano colombiano (f. 2003).
- 1921: Lennart Strand, corredor sueco (f. 2004).
- 1921: Agide Samaritani, partidista y político italiano (f. 1969).
- 1922: Erich Abram, alpinista italiano (f. 2017).
- 1922: Maurice Diot, ciclista de carretera francés (f. 1972).
- 1922: Etienne Leroux, escritor sudafricano (f. 1989).
- 1922: Vittorio Emanuele Marzotto, empresario y político italiano (f. 1999).
- 1922: Guido Quazza, historiador italiano (f. 1996).
- 1922: Italo Rebuzzi, futbolista italiano (f. 2015).
- 1922: Jean Stengers, historiador belga (f. 2002).
- 1923: Lloyd Conover, químico e inventor estadounidense (f. 2017).
- 1923: Virgilio Muzzi, dibujante italiano (f. 2010).
- 1923: Antonio Pereira, escritor español (f. 2009).
- 1924: Bronisław Baczko, historiador de la filosofía polaco (f. 2016).
- 1924: César Ruminski, futbolista francés (f. 2009).
- 1925: Eliahu Amiel, jugador y entrenador de baloncesto israelí (f. 2001).
- 1925: Kristine Miller, actriz estadounidense (f. 2015).
- 1925: David Murray, waterpoloista británico (f. 2020).
- 1925: Burton Watson, traductor, himatólogo y sinólogo estadounidense (f. 2017).
- 1926: Angelo Maria Jacazzi, político y partisano italiano (f. 2015).
- 1926: Jérôme Lejeune, genetista, pediatra y activista francés (f. 1994).
- 1926: Paul Lynde, actor y comediante estadounidense (f. 1982).
- 1926: Dalmiro Sáenz, escritor argentino (f. 2016).
- 1926: Eino Mäkinen, levantador finlandés (f. 2014).
- 1927: Zbyněk Brynych, director y guionista checoslovaco (f. 1995).
- 1927: Slim Dusty, cantautor y guitarrista australiano (f. 2003).
- 1927: Fátima Zohra de Marruecos, princesa marroquí (f. 2003).
- 1927: Klaus Höhne, actor y actor de doblaje alemán (f. 2006).
- 1927: Franco Maria Malfatti, político y periodista italiano (f. 1991).
- 1927: Slim Dusty, cantautor australiano (f. 2003).
- 1928: Ken Behring, empresario estadounidense (f. 2019).
- 1928: Giacomo Biffi, cardenal y arzobispo católico italiano (f. 2015).
- 1928: Renée Morisset, pianista canadiense (f. 2009).
- 1928: Li Ka Shing, empresario chino-hongkonés.
- 1928: John Forbes Nash, matemático y académico estadounidense, premio nobel de economía en 1994 (f. 2015).
- 1928: Theodor Schober, jugador y entrenador de baloncesto alemán (f. 2023).
- 1929: Harry Blanchard, piloto de automovilismo estadounidense (f. 1960).
- 1929: John D'Agostino, dibujante e ilustrador italiano (f. 2010).
- 1929: Kurt Equiluz, tenor austríaco (f. 2022).
- 1929: Víctor Israel, actor español (f. 2009).
- 1929: Ralph McQuarrie, artista e ilustrador estadounidense (f. 2012).
- 1929: Antonio Nicolazzini, futbolista italiano.
- 1929: Antonino Rizzo, político italiano (f. 2002).
- 1929: Giovanni Rocca, velocista italiano (f. 2013).
- 1929: Robert W. Scott, agricultor y político estadounidense, 67.º gobernador de Carolina del Norte (f. 2009).
- 1929: Pier Giuliano Tiddia, arzobispo católico italiano.
- 1929: Viktor Veselago, físico soviético (f. 2018).
- 1930: Lamberto Cattabriga, matemático italiano (f. 1989).
- 1930: Gotthard Graubner, pintor y educador alemán (f. 2013).
- 1930: Tony Hapgood, futbolista británico-inglés (f. 2011).
- 1930: Armando Hart, político y revolucionario cubano (f. 2017).
- 1930: Ryszard Kukliński, coronel y espía polaco (f. 2004).
- 1930: Gene Lambdin, baloncestista estadounidense (f. 2000).
- 1930: Emmanuel Milingo, arzobispo católico de Zambia.
- 1930: Per-Olof Östrand, nadador sueco (f. 1980).
- 1930: Paul Veyne, arqueólogo, historiador y académico francés (f. 2022).
- 1931: Moysés Baumstein, artista brasileño (f. 1991).
- 1931: Duilio De Pieri, ciclista de ruta italiano (f. 2004).
- 1931: Giorgio Fiocco, físico italiano (f. 2012).
- 1931: Nora Kovach, bailarina húngaro-estadounidense (f. 2009).
- 1931: Jean-Jacques Marcel, futbolista francés (f. 2014).
- 1931: Reed Scowen, político canadiense (f. 2020).
- 1931: Věra Suková, tenista checoslovaca (f. 1982).
- 1931: Herbert Wilf, matemático estadounidense (f. 2012).
- 1931: Irvin D. Yalom, psicoterapeuta, psiquiatra, académico y ensayista estadounidense.
- 1932: Raymond Jolliffe, aristócrata («5.º barón de Hylton») y político británico-inglés.
- 1932: Charles Misner, físico estadounidense (f. 2023).
- 1932: Bob McGrath, cantante y actor estadounidense (f. 2022).
- 1932: Oreco, futbolista brasileño (f. 1985).
- 1932: Jaime Peñafiel, periodista español.
- 1932: Anne Shilcock, tenista británica (f. 2019).
- 1932: Billy Williams, beisbolista y entrenador estadounidense (f. 2013).
- 1933: Karl-Heinz Ahlheim, ajedrecista alemán (f. 1996).
- 1933: José Luis Areta, futbolista español (f. 2011).
- 1933: Antonio Barrutia, ciclista de carretera, corredor de ciclocrós y gestor deportivo español (f. 2021).
- 1933: Raúl Borrás, político argentino (f. 1985), miembro de la Unión Cívica Radical, ministro de Defensa del presidente Raúl Alfonsín.
- 1933: Antonino Burrafato, policía italiano (f. 1982).
- 1933: César Girón, torero venezolano (f. 1971).
- 1933: Grace Chang, cantante y actriz china.
- 1933: Tom King, aristócrata («barón King de Bridgwater»), militar y político británico-inglés, secretario de Estado de Defensa.
- 1933: Levente Lengyel, ajedrecista húngaro (f. 2014).
- 1933: Norman Lloyd-Edwards, abogado y político británico-galés, lord teniente de South Glamorgan.
- 1933: Eugenio Ragni, crítico literario, filólogo y traductor italiano (f. 2023).
- 1933: Sven-Olov Sjödelius, piragüista sueco (f. 2018).
- 1934: Tito Ballarino, jurista italiano (f. 2014).
- 1934: Bill Blakeley, baloncestista y entrenador estadounidense (f. 2010).
- 1934: Shirley Bloomer, tenista británica.
- 1934: Lucjan Brychczy, futbolista y entrenador polaco (f. 2024).
- 1934: Manuel Clouthier, empresario y político mexicano (f. 1989).
- 1934: June Foulds-Paul, velocista británica (f. 2020).
- 1934: James Anthony Griffin, obispo estadounidense.
- 1934: Antonio Jiménez Quiles, ciclista español.
- 1934: Uriel Jones, baterista estadounidense (f. 2009).
- 1934: Leonard Kleinrock, científico informático e ingeniero estadounidense.
- 1934: Jim Morgan, jugador y entrenador de baloncesto estadounidense (f. 2019).
- 1935: Javier Aguirre Fernández, cineasta, director de fotografía y guionista español (f. 2019).

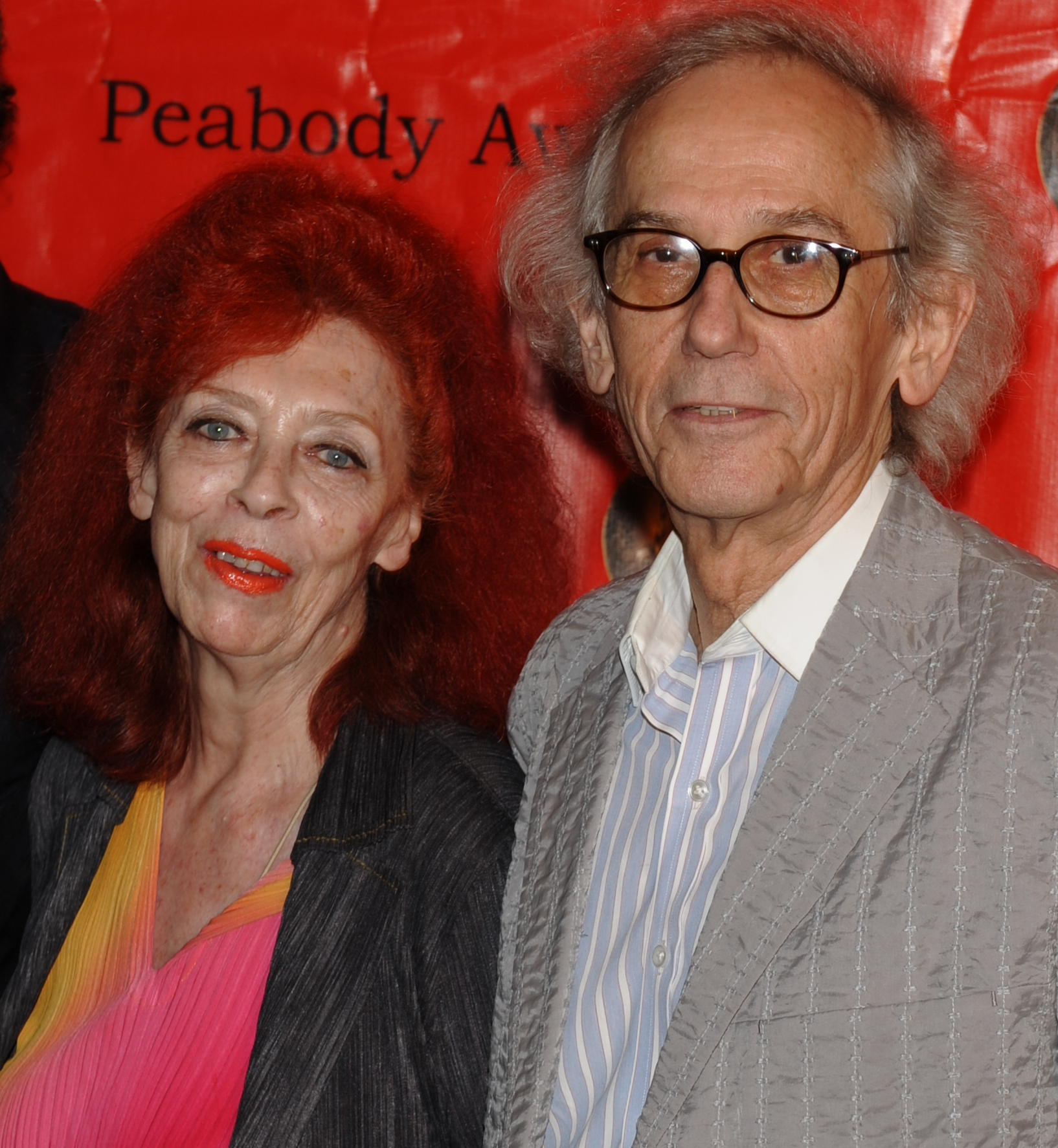
El dúo de artistas Christo y Jeanne-Claude, que nacieron el mismo día en Bulgaria y en Marruecos.

- 1935: Rex Burns, escritor estadounidense.
- 1935: Ljudmila Ivanovna Chernych, astrónoma rusa (f. 2017).
- 1935: Christo (Christo Vladimirov Javacheff), artista, escultor y pintor búlgaro (f. 2020), esposo de la artista Jeanne‑Claude, con quien formaba el dúo de artistas Christo y Jeanne-Claude, que realizaban instalaciones artísticas ambientales, similares al land art.
- 1935: Jeanne-Claude (Jeanne-Claude Denat de Guillebón), escultora y pintora marroquí (f. 2009), esposa del artista búlgaro Christo, con quien formaba el dúo de artistas Christo y Jeanne-Claude, expatriados en Francia, que realizaban instalaciones artísticas ambientales, similares al land art.
- 1935: Tonino Conte, director italiano (f. 2020).
- 1935: Ugné Karvelis, escritora, crítica literaria, traductora y diplomática lituana (f. 2002), exesposa del escritor argentino Julio Cortázar.
- 1935: Mario Kirchmayr, futbolista italiano.
- 1935: Enzo Robotti, entrenador de fútbol italiano y futbolista.
- 1935: Samak Sundaravej, político tailandés, 25.º primer ministro de Tailandia (f. 2009).
- 1936: Juan Carlos Durán, boxeador argentino (f. 1991).
- 1936: Michel Jazy, corredor de media distancia francés (f. 2024).
- 1936: Abbondanzio Pagani, futbolista italiano.
- 1936: Győző Veres, levantador húngaro (f. 2011).
- 1937: Brunello Cocciuti, futbolista italiano.
- 1937: Beba Flechelle, basquetbolista y voleibolista peruana.
- 1937: Eleanor Holmes Norton, política, abogada y activista estadounidense.
- 1937: Antonio Rada, futbolista colombiano (f. 2014).
- 1937: Erich Ribbeck, futbolista y entrenador alemán.
- 1937: Andreas Whittam Smith, periodista y editor británico-inglés, cofundó el diario londinense The Independent.
- 1937: Costanzo Valli, político y funcionario italiano (f. 2011).
- 1937: Elisabetta Viarengo Miniotti, grabadora y pintora italiana (f. 2020).
- 1938: Elo Havetta, director eslovaco (f. 1975).
- 1938: Paolo Tomelleri, saxofonista y clarinetista italiano.
- 1938: Tony Vilar, cantante italiano (f. 2020).
- 1939: Gariba Abukari, futbolista ghanés (f. 2021).
- 1939: Magdolna Balogh, jugadora de baloncesto húngara.
- 1939: Giambattista Cescutti, baloncestista y entrenador italiano (f. 2023).
- 1939: John Bortey Naawu, futbolista ghanés.
- 1939: Gianna Schelotto, ensayista, periodista y política italiana.
- 1939: Siegfried & Roy, ilusionista estadounidense (f. 2021).
- 1939: Antal Szentmihályi, entrenador de fútbol y futbolista húngaro.
- 1940: Antonio Badini, embajador italiano.
- 1940: Bobby Freeman, cantante, compositor y productor discográfico estadounidense (f. 2017).
- 1940: Anita Hellström, nadadora sueca.
- 1940: Wolfgang Hottenrott, remero alemán.
- 1940: Dallas Long, halterófilo (levantador de pesas) y médico estadounidense (f. 2024).
- 1940: Gojko Mitić, actor y especialista serbio.
- 1940: Wang Longji, actor y ejecutivo de negocios chino.
- 1941: Dino Sigismondo Cervigni, crítico literario italiano.
- 1941: Tony Hateley, futbolista británico-inglés (f. 2014).
- 1941: Marcel Lachemann, beisbolista, entrenador y mánager estadounidense.
- 1941: Serge Lemoyne, pintor canadiense (f. 1998).
- 1941: Eugenia Lupayante, jugadora chilena de baloncesto.
- 1941: Esther Ofarim, cantante israelí.
- 1941: Paula, cantante italiana.
- 1941: Sergio Pisano, baloncestista uruguayo (f. 2017).
- 1941: Marv Tarplin, guitarrista y compositor estadounidense (f. 2011).
- 1941: Frans Verbeeck, ciclista belga.
- 1941: Vice Vukov, cantante croata (f. 2008).
- 1942: Abdulsalami Abubakar, político y general nigeriano.
- 1942: Yiannis Boutaris, empresario y político griego, alcalde de Tesalónica.
- 1942: James Carr, cantante estadounidense (f. 2001).
- 1942: Julián Chela-Flores, físico y astrofísico venezolano.
- 1942: Joseph Stappers, jugador de waterpolo belga.
- 1943: Emilio Ambasz, arquitecto y diseñador argentino.
- 1943: Harry Collins, sociólogo, escritor y académico británico-inglés.
- 1943: Jürgen Czaschka, ilustrador y grabador austríaco (f. 2018).
- 1943: Gepy & Gepy, cantante, compositor y productor discográfico italiano (f. 2010).
- 1943: Don Hankey, empresario estadounidense.

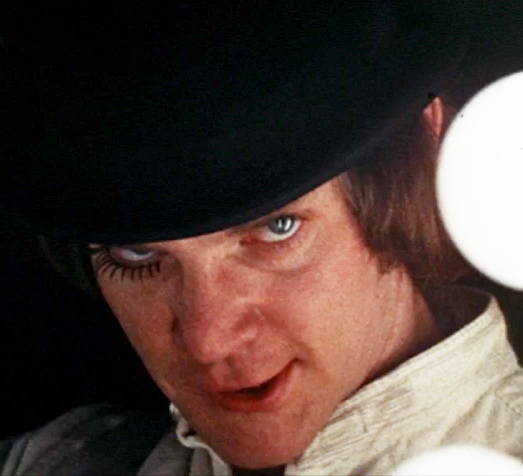
Malcolm McDowell en La naranja mecánica.

- 1943: Malcolm McDowell, actor y productor británico-inglés.
- 1943: Jim Guy Tucker, abogado y político estadounidense, 43.º gobernador de Arkansas (f. 2025).
- 1943: Otto Wanz, luchador y boxeador austríaco (f. 2017).
- 1944: Ban Ki-moon, político y diplomático surcoreano, 8.º secretario general de las Naciones Unidas entre 2007 y 2016.
- 1944: Christine Beasley, administradora de enfermería británico-inglesa.
- 1944: Antonio Carmine Centi, político italiano (f. 2024).
- 1944: David Curry, periodista y político británico-inglés, secretario de Estado de Comunidades y Gobierno Local.
- 1944: Gary Keller, baloncestista estadounidense.
- 1944: Gordon Wallace, futbolista británico-escocés.
- 1945: Ronald Grabe, astronauta y aviador estadounidense.
- 1945: Antonio Guidi, político y neurólogo italiano.
- 1945: Giovanni Lai, militar italiano (f. 2020).
- 1945: Massimo Marconi, dibujante italiano (f. 2025).
- 1945: Vasso Ovale, cantante italiano.
- 1945: José Pinheiro, director, editor y guionista francés.
- 1945: Tillman Thomas, político granadino.
- 1945: Whitley Strieber, escritor estadounidense.
- 1945: Salvador Valdés Mesa, político cubano, vicepresidente desde 2018.
- 1946: Ettore Andenna, presentador de televisión, periodista y político italiano.
- 1946: Julia Annas, filósofa e historiadora de la filosofía estadounidense.
- 1946: Paul Buckmaster, violonchelista, compositor y arreglista británico (f. 2017).
- 1946: Sher Bahadur Deuba, político nepalí, 32.º primer ministro de Nepal.
- 1946: Mario David García Velásquez, periodista y político guatemalteco.
- 1946: Cristina Hoyos, bailarina, coreógrafa y actriz española.
- 1946: Gabriel de Komana, arzobispo belga-neerlandés (f. 2013).
- 1946: Paul Modrich, bioquímico y académico estadounidense, premio nobel de química.
- 1946: Tom Morrow, futbolista norirlandés (f. 2020).
- 1946: Aurora Maria Nascimento Furtado, militante y guerrillera brasileña (f. 1972).
- 1946: Montserrat Roig, escritora y periodista española (f. 1991).
- 1946: Roberto Rusconi, historiador y ensayista italiano.
- 1946: Butch Seewagen, tenista estadounidense.
- 1947: Gaetano Angius, político y obrero italiano.
- 1947: Gianni Borgna, crítico musical, ensayista y político italiano (f. 2014).
- 1947: Jayne County, cantante, actriz y letrista estadounidense.
- 1947: Andrew Dalby, lingüista, traductor e historiador británico.
- 1947: Željko Franulović, tenista yugoslavo.
- 1947: Alan G. Lafley, ejecutivo empresarial estadounidense.
- 1947: Carlos Montemayor, escritor y activista mexicano (f. 2010).
- 1947: Jerrold Nadler, político estadounidense.
- 1947: Tonino Pulci, actor y director italiano (f. 2012).
- 1947: Rocco Sampogna, político italiano.
- 1947: Antonio Segura, dibujante español (f. 2012).
- 1948: Garnet Bailey, jugador y entrenador canadiense de hockey sobre hielo y cazatalentos (f. 2001).
- 1948: Brian Fairlie, tenista neozelandés.
- 1948: Joe Roth, cineasta y productor estadounidense, cofundó Morgan Creek Productions.
- 1948: Gianfranco Sarti, futbolista italiano (f. 2002).

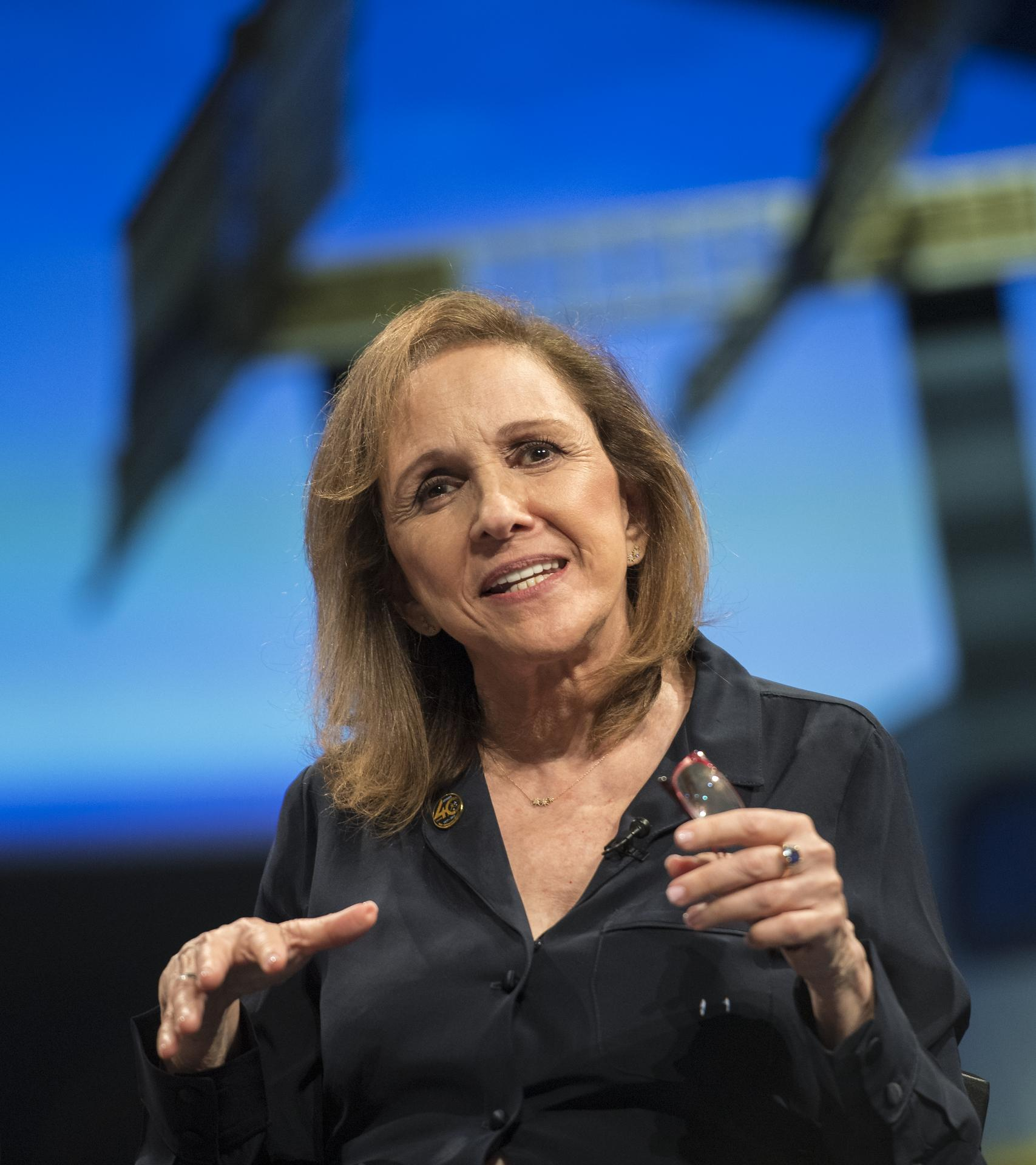
Ann Druyan

- 1949: Ann Druyan, activista, escritora de divulgación científica, guionista (serie Cosmos: un viaje personal y serie Cosmos: una odisea de tiempo y espacio) y productora estadounidense especializada en las producciones sobre cosmología y la ciencia popular; viuda de Carl Sagan (1934‑1996), con quien tuvo dos hijos y coescribió varios libros.
- 1949: Ann Druyan, productora y directora de televisión estadounidense.
- 1949: Roberto Fabbriciani, flautista y compositor italiano.
- 1949: Dennis Locorriere, cantante y músico estadounidense.
- 1949: Ognjan Nikolov, luchador búlgaro.
- 1949: Augusto Rollandin, político y veterinario italiano (f. 2024).
- 1949: Thierry Sabine, piloto de carreras francés (f. 1986).
- 1949: Ulla Schmidt, educadora y política alemana, ministra de Salud de Alemania.
- 1949: Red Symons, músico anglo-australiano, personalidad de la televisión y la radio.
- 1950: Luis Antonio Barrera, percusionista cubano de música clásica.
- 1950: Freddie Boyd, baloncestista estadounidense (f. 2023).
- 1950: Nick Brown, político británico-inglés, ministro de Agricultura, Pesca y Alimentación.
- 1950: Lynn Colella, nadadora estadounidense.
- 1950: Eiko Yamada, seiyū, japonesa.
- 1950: Judi Leinweber, esquiadora alpina canadiense.
- 1950: John Sloboda, psicólogo británico.
- 1950: Chris Taylor, luchador y luchador estadounidense (f. 1979).
- 1950: Tanya Wilson, modelo estadounidense.
- 1950: Gerd Zewe, futbolista y entrenador alemán.
- 1951: Charlie Ahearn, director, artista y escritor estadounidense.
- 1951: Peter Balakian, poeta estadounidense.
- 1951: Howard Leese, guitarrista, tecladista, productor discográfico y compositor estadounidense.
- 1951: Janusz Lewandowski, político polaco.
- 1951: Orlando Antonio Naranjo Villarroel, astrónomo venezolano.
- 1951: Antoni Pawlak, levantador de pesas polaco.
- 1951: Antonio Peña Herrada, luchador mexicano (f. 2006).
- 1951: Fred Saunders, jugador y entrenador de baloncesto estadounidense.

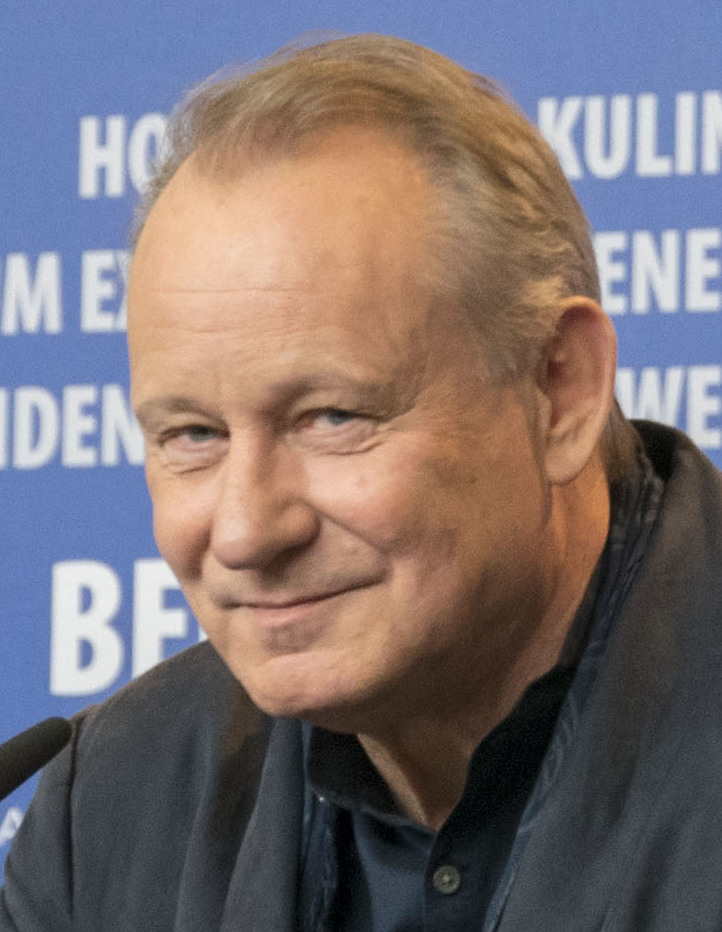
Stellan Skarsgård

- 1951: Stellan Skarsgård, actor sueco.

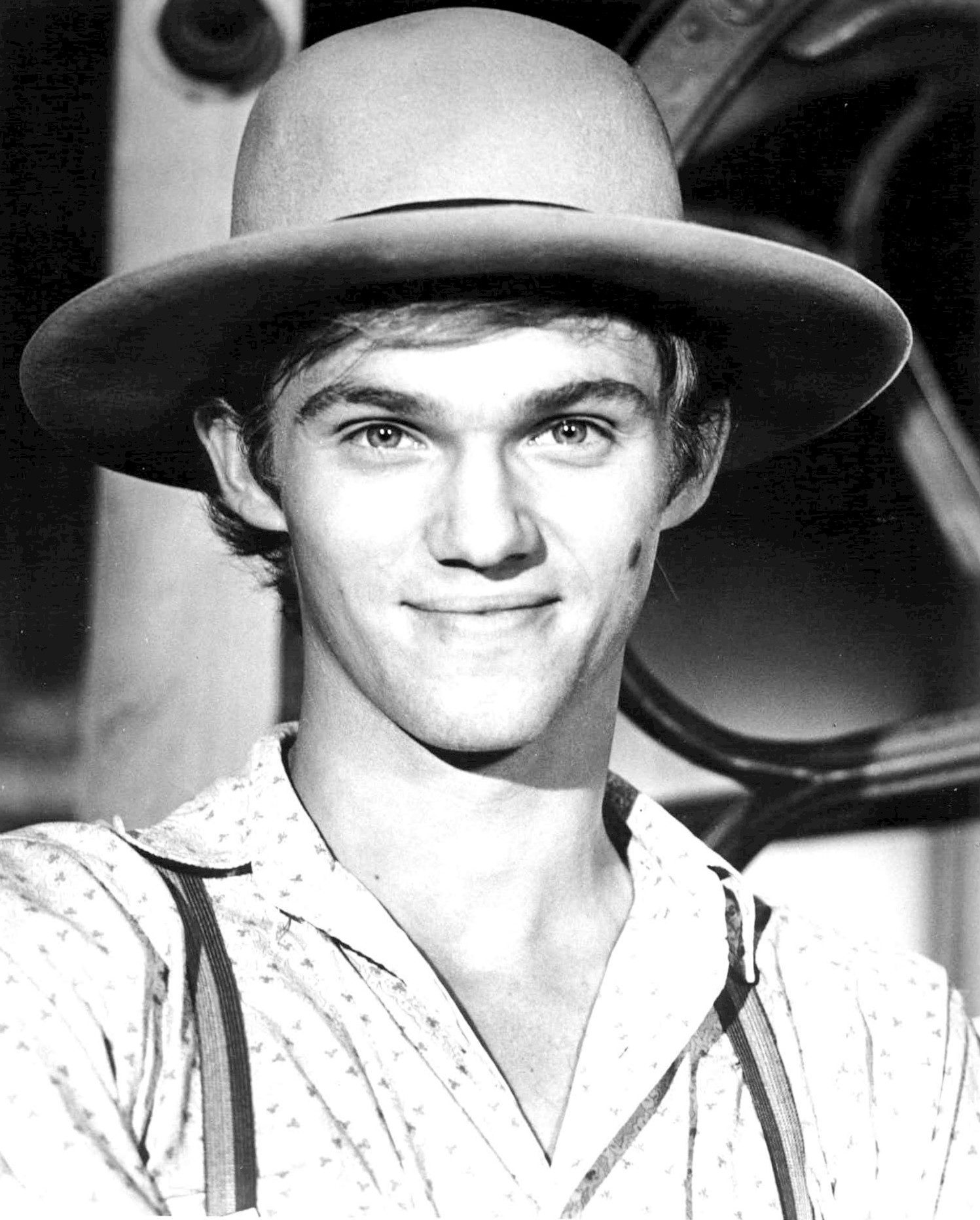
Richard Thomas

- 1951: Richard Thomas, actor, director y productor estadounidense.
- 1951: Mike Weaver, boxeador estadounidense.
- 1952: Lidija Bobrova, directora rusa.
- 1952: Henri Boério, gimnasta francés.
- 1952: Jean-Marie Dedecker, artista marcial y político belga.
- 1952: Jonas McCord, productor, director y guionista de cine estadounidense.
- 1952: Angelo Moreschi, obispo católico y misionero italiano (f. 2020).

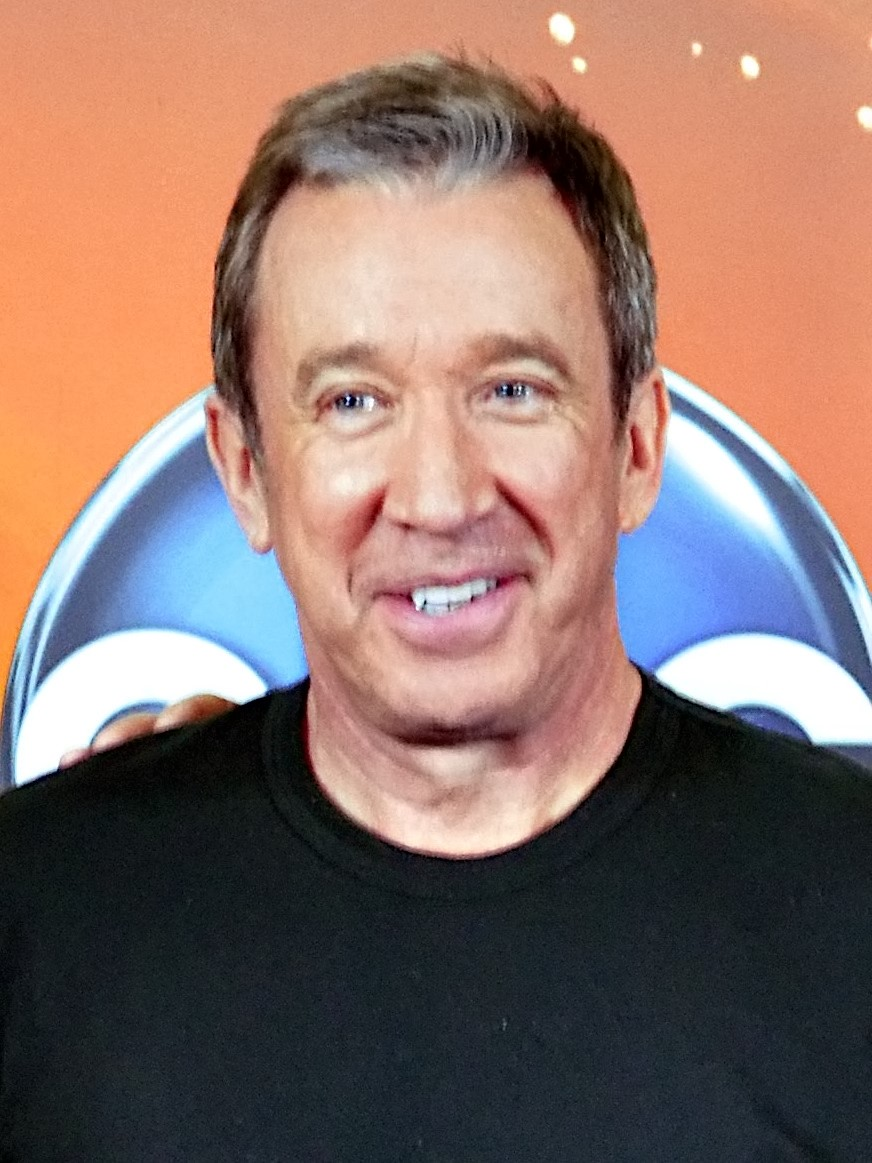
Tim Allen

- 1953: Tim Allen, actor, comediante, productor y escritor estadounidense.
- 1953: Atso Almila, director de orquesta, compositor y trombonista finlandés.
- 1953: Anatoly Ivanovich Baranov, ingeniero soviético (f. 1986).
- 1953: Antonio Capone, futbolista italiano.
- 1953: Tony Chursky, futbolista canadiense.
- 1953: Georges Didi-Huberman, historiador del arte y filósofo francés.
- 1953: Eiko Yamada, actriz de doblaje japonesa.
- 1953: Hiroshi Kajiyama, gimnasta japonés.
- 1954: Lance Kinsey, actor y guionista canadiense.
- 1954: Heiner Koch, arzobispo católico alemán.
- 1954: Vilis Krištopans, político letón.
- 1954: Andrzej Lepper, político polaco (f. 2011), vice primer ministro de la República de Polonia.
- 1954: Alois Morgenstern, esquiador alpino austríaco.
- 1954: Ngozi Okonjo-Iweala, economista, política y funcionaria nigeriana, ministra de Asuntos Exteriores de Nigeria.
- 1954: Manuel Antonio Rojas, futbolista chileno.
- 1954: Désiré Tsarahazana, cardenal y arzobispo católico malgache.
- 1954: Alexander Zhukov, empresario británico-inglés.
- 1955: Ewine van Dishoeck, astrónomo y químico neerlandés.
- 1955: Alan Hansen, futbolista y comentarista deportivo británico-escocés.
- 1955: Matthias Trübner, piloto de trineo (bobsledder) alemán.
- 1955: Leah Ward Sears, abogada y jurista germano-estadounidense.
- 1956: Blair Chapman, jugador canadiense de hockey sobre hielo.
- 1956: Margarita González Saravia, política y empresaria mexicana, gobernadora de Morelos desde 2024.
- 1956: John Harris, jugador de fútbol americano.
- 1956: Pedro Larraquy, entrenador de fútbol y futbolista argentino.
- 1956: Sal Paolantonio, teniente y periodista estadounidense.
- 1956: Maurizio Poncet, director deportivo italiano, esquiador alpino y entrenador de esquí alpino.
- 1956: Tuto Sañudo, futbolista español.
- 1956: Leonid Taranenko, levantador de pesas soviético.
- 1956: Yurij Vardanjan, levantador soviético (f. 2018).
- 1957: Ron Areshenkoff, jugador canadiense de hockey sobre hielo (f. 2019).
- 1957: André Boonen, ciclista de ruta belga.
- 1957: Roy Cooper, abogado y político estadounidense, 75.º gobernador del estado de Carolina del Norte desde 2017.
- 1957: Rinat Dasaev, director deportivo soviético, entrenador de fútbol y futbolista.
- 1957: Bruce Flowers, baloncestista estadounidense.
- 1957: Maria Latella, periodista, presentadora de televisión y escritora italiana.
- 1957: Andrzej Morozowski, periodista y escritor polaco.
- 1957: Beth Norton, tenista estadounidense.
- 1957: Adolfo Roitman, arqueólogo, experto en religiones comparadas e historiador argentino, expatriado en Israel.
- 1957: Dicky Thompson, golfista estadounidense.
- 1957: Jean-Louis Tolot, jugador de rugby, empresario y político francés.
- 1957: Michele Zarrillo, cantautor y músico italiano.
- 1958: Fernando Marías Amondo, escritor y guionista español (f. 2022).
- 1958: José Ricardo Escobar Palacios, futbolista español.[6]
- 1958: Ann Feldreich, jugadora de baloncesto sueca.
- 1958: Yasuyuki Kishino, entrenador de fútbol y futbolista japonés.
- 1958: Marzio Longhin, entrenador de baloncesto italiano.
- 1958: Serguéi Makovetski, actor ruso.
- 1958: Elisabetta Serafin, gestora pública italiana.
- 1959: Boiko Borísov, futbolista y político búlgaro, 50.º primer ministro de Bulgaria.
- 1959: Jennifer Chandler, buceadora estadounidense.
- 1959: Sabina Chebichi, corredora de media distancia keniana.
- 1959: Maurice G. Dantec, escritor canadiense de ciencia ficción y músico francés expatriado en Canadá (f. 2016).
- 1959: Sandro Dionisio, director de cine y guionista italiano.
- 1959: Steve Georganas, político australiano.
- 1959: Klaus Iohannis, físico, profesor de física y político rumano, 5.º presidente de Rumanía entre 2014 y 2025.
- 1959: Jim Irsay, empresario y director deportivo estadounidense (f. 2025).
- 1959: Aleksandr Koškin, boxeador soviético (f. 2012).
- 1959: Mairead McGuinness, política irlandesa.
- 1959: Eben Moglen, jurista estadounidense.
- 1959: José Raúl Mulino, político y diplomático panameño, presidente de Panamá desde 2024.
- 1959: Chuck Nevitt, baloncestista estadounidense.
- 1959: Mike Smith, entrenador de fútbol americano.
- 1959: Andrea Stimpfl, entrenador y futbolista italiano (f. 2008).
- 1959: Katalin Tuschák, esgrimista húngaro.
- 1959: José Weinstein, sociólogo chileno.
- 1960: Ezio Gianola, piloto de motos italiano.
- 1960: Lawrence Hecht, actor y actor de voz estadounidense.
- 1960: Evaristo Páramos, cantante español de música punk.
- 1960: Paolo Pilotto, político italiano.
- 1960: Jacques Rougeau, luchador canadiense.
- 1961: Alenka Cuderman, jugadora de balonmano eslovena.
- 1961: Wycliffe Grousbeck, empresario estadounidense.
- 1961: Willie deWit, boxeador canadiense.
- 1961: Aleksei Tchalyj, político ruso.
- 1962: Jean-Pierre Amat, tirador francés.
- 1962: Fabiola Anitori, política italiana.
- 1962: Mark Frankel, actor británico (f. 1996).
- 1962: Davey Hamilton, piloto de carreras estadounidense.
- 1962: Etienne Kassa-Ngoma, futbolista gabonés.
- 1962: Sidmar Antônio Martins, entrenador de fútbol brasileño y futbolista.
- 1962: Glenn Michibata, tenista y entrenador canadiense.
- 1962: Dave Mitchell, entrenador de fútbol australiano y futbolista.
- 1962: Paul Motwani, ajedrecista británico.
- 1962: Rudol'f Povarnicyn, atleta de alto nivel soviético.
- 1962: Vladimir Pavlovič Pravik, bombero y militar soviético (f. 1986).

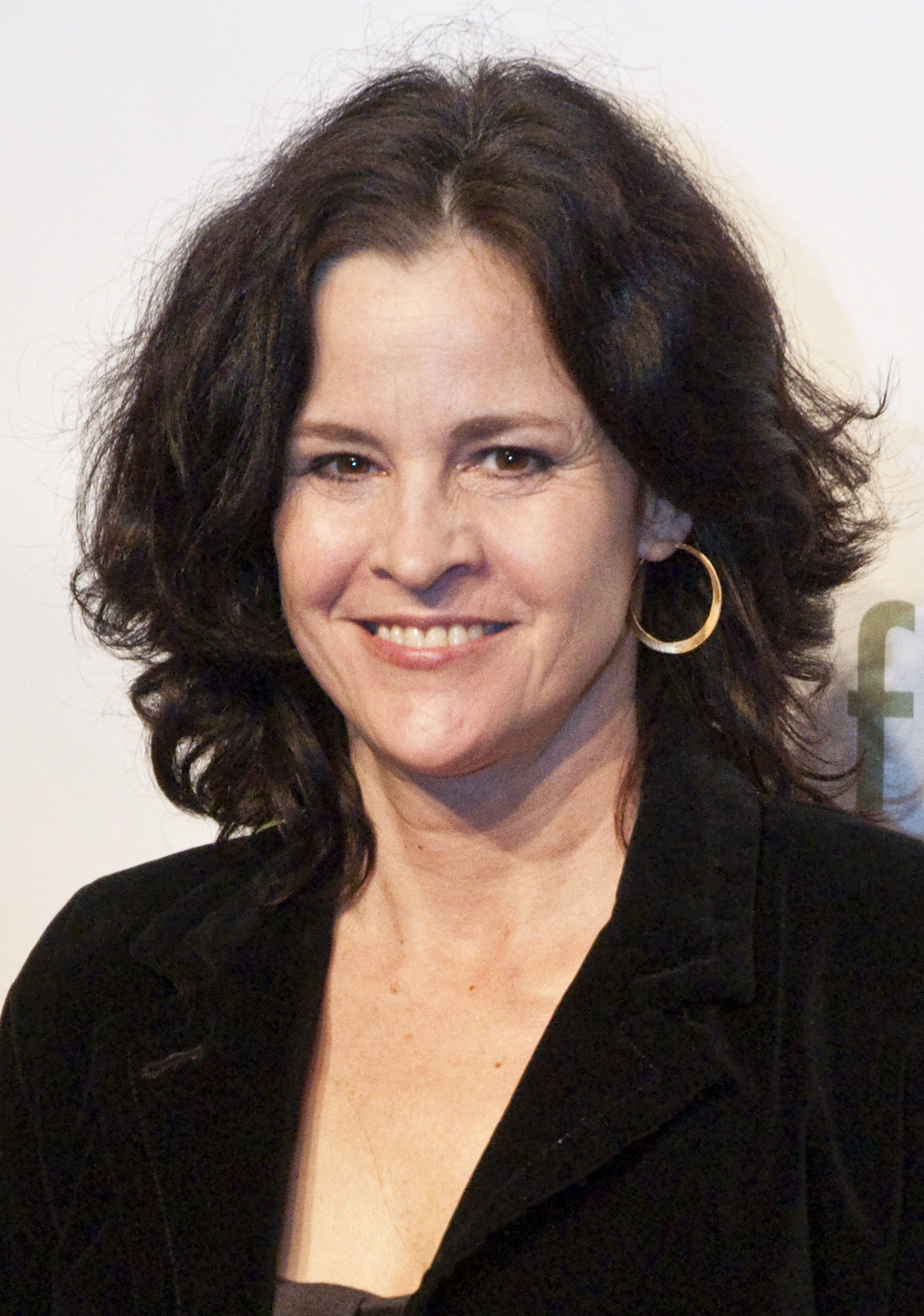
Ally Sheedy

- 1962: Ally Sheedy, actriz y escritora estadounidense.
- 1962: Hannah Storm, periodista y escritora estadounidense.
- 1962: Bence Szabó, esgrimista húngaro.
- 1962: Mike Vescera, cantante, letrista y productor discográfico estadounidense.
- 1963: Alaska (Olvido Gara), cantante mexicana expatriada en España.
- 1963: Bettina Bunge, tenista suiza expatriada en Alemania.
- 1963: Sarah Connolly, soprano y actriz británico-inglesa.
- 1963: Greg Daniels, escritor, director y productor de televisión estadounidense.
- 1963: Alaska, cantante, actriz y presentadora de televisión mexicana.
- 1963: Armin Gessert, autor alemán de videojuegos (f. 2009).
- 1963: Catarina Lindqvist, tenista sueca.
- 1963: Jos Luhukay, futbolista y entrenador de fútbol neerlandés.
- 1963: Natalina Lupino, judoka francesa.
- 1963: Dominique Joseph Mathieu, cardenal y arzobispo católico belga.
- 1963: Audrey Niffenegger, escritora y académica estadounidense.
- 1963: Edwin Pellot, basquetbolista puertorriqueño.
- 1963: Edward Sturing, entrenador de fútbol, director deportivo y futbolista neerlandés.
- 1963: Félix Tshisekedi, político congoleño, presidente de la República Democrática del Congo desde 2019.
- 1963: Markus Zohner, actor y director de teatro suizo.
- 1964: Christian Wilhelm Berger, organista, compositor y educador rumano.
- 1964: Ígor Bortnitski, remero soviético-ruso.
- 1964: Alberto Briaschi, director deportivo y futbolista italiano.
- 1964: Kathy Burke, actriz, comediante, directora de teatro y dramaturga británico-inglesa.
- 1964: Ramón Víctor Castro, futbolista uruguayo.
- 1964: Jennifer Gillom, entrenadora de baloncesto estadounidense y jugadora de baloncesto.
- 1964: Piyush Goyal, político indio, ministro de Ferrocarriles de la India.
- 1964: Šarūnas Marčiulionis, baloncestista, empresario y director deportivo lituano.
- 1964: Lance Mountain, patinador estadounidense.
- 1964: François Peglau, letrista y músico peruano.
- 1964: Arian Stafa, futbolista albanés.
- 1964: Tamara Tichonova, esquiadora de fondo soviética.
- 1965: Sunny Balwani, empresario y criminal pakistaní-estadounidense.
- 1965: Chuck Behler, baterista estadounidense.
- 1965: Boiadeiro, entrenador de fútbol brasileño y futbolista.
- 1965: Cristina de Borbón, aristócrata («infanta») española.
- 1965: Manuela Carosi, nadadora italiana.
- 1965: Roberto Ferrari, presentador de radio y disc jockey italiano.
- 1965: Daniela Giordano, actriz y directora italiana.
- 1965: Vassilis Karapialis, futbolista griego.
- 1965: Lesli Kay, actriz estadounidense.
- 1965: Lukas Ligeti, baterista, percusionista y compositor austríaco expatriado en Estados Unidos.
- 1965: Craig Pedersen, jugador y entrenador de baloncesto canadiense.
- 1965: Vahide Perçin, actriz turca.
- 1965: Maninder Singh, jugador indio de críquet.
- 1965: Lisa Vidal, actriz estadounidense.
- 1966: Henry Bond, fotógrafo y curador británico-inglés.
- 1966: Bill Calvert, actor estadounidense.
- 1966: Luca Antonio Cangemi, político italiano.
- 1966: Antonio Distaso, político italiano.
- 1966: Zsolt Érsek, esgrimista húngaro.
- 1966: Fulvio Gigliotti, jurista italiano.
- 1966: Naoki Hattori, periodista y piloto de carreras japonés.
- 1966: Luis Merlo, actor español.
- 1966: Ben Moon, escalador británico.
- 1966: Naoki Hattori, piloto japonés de automovilismo.
- 1966: Tibor Navracsics, político húngaro.
- 1966: Grigori Perelmán, matemático ruso.
- 1966: Andrea Zaccariello, director y guionista italiano.
- 1967: Taşkın Aksoy, futbolista y entrenador germano-turco.
- 1967: Jeanine Áñez, abogada y política boliviana, presidenta de facto de Bolivia entre 2019 y 2020 (asumió mediante un golpe de Estado).
- 1967: Peter Buchman, guionista estadounidense.
- 1967: Isa Hoes, actriz y actriz de doblaje neerlandesa.
- 1967: Oon Jin Gee, nadador singapurense.
- 1967: Yamandú Orsi, político y docente uruguayo, presidente de Uruguay entre 2025 y 2030.
- 1967: Keith Silverstein, actor de voz estadounidense.
- 1967: Fred Tatasciore, actor de voz estadounidense.
- 1967: Ivan Vasilev, futbolista búlgaro.
- 1967: Luca de Meo, gerente comercial italiano.
- 1967: Jeanine Áñez, abogada, política y presentadora de televisión boliviana.
- 1968: Esedulla Abachev, general ruso.
- 1968: Fabio Baldato, director deportivo, ciclista de carretera y de pista italiano.
- 1968: Peter DeBoer, jugador y entrenador canadiense de hockey sobre hielo.
- 1968: Darren Dreger, comentarista deportivo canadiense.
- 1968: David Gray, cantautor, guitarrista y productor británico-galés.
- 1968: Jonathan Harvey, dramaturgo, libretista y guionista británico.
- 1968: Richard Jukl, futbolista checo.
- 1968: Gianni Morbidelli, piloto de automovilismo italiano.
- 1968: Denise Pearson, cantautora británico-inglesa.
- 1968: Pattaya Piemkum, entrenador de fútbol sala tailandés, jugador de fútbol sala y futbolista.
- 1968: Ivan Sokolov, ajedrecista bosnio.
- 1968: Marcel Theroux, periodista y escritor ugandés expatriado en el Reino Unido.
- 1968: Pedro Víllora, escritor español.
- 1968: Nigel Zerafa, futbolista maltés.
- 1969: Éric Berger, actor francés.
- 1969: Virginie Despentes, escritora, guionista y directora francesa.
- 1969: Caterina Fake, científica informática y empresaria estadounidense.

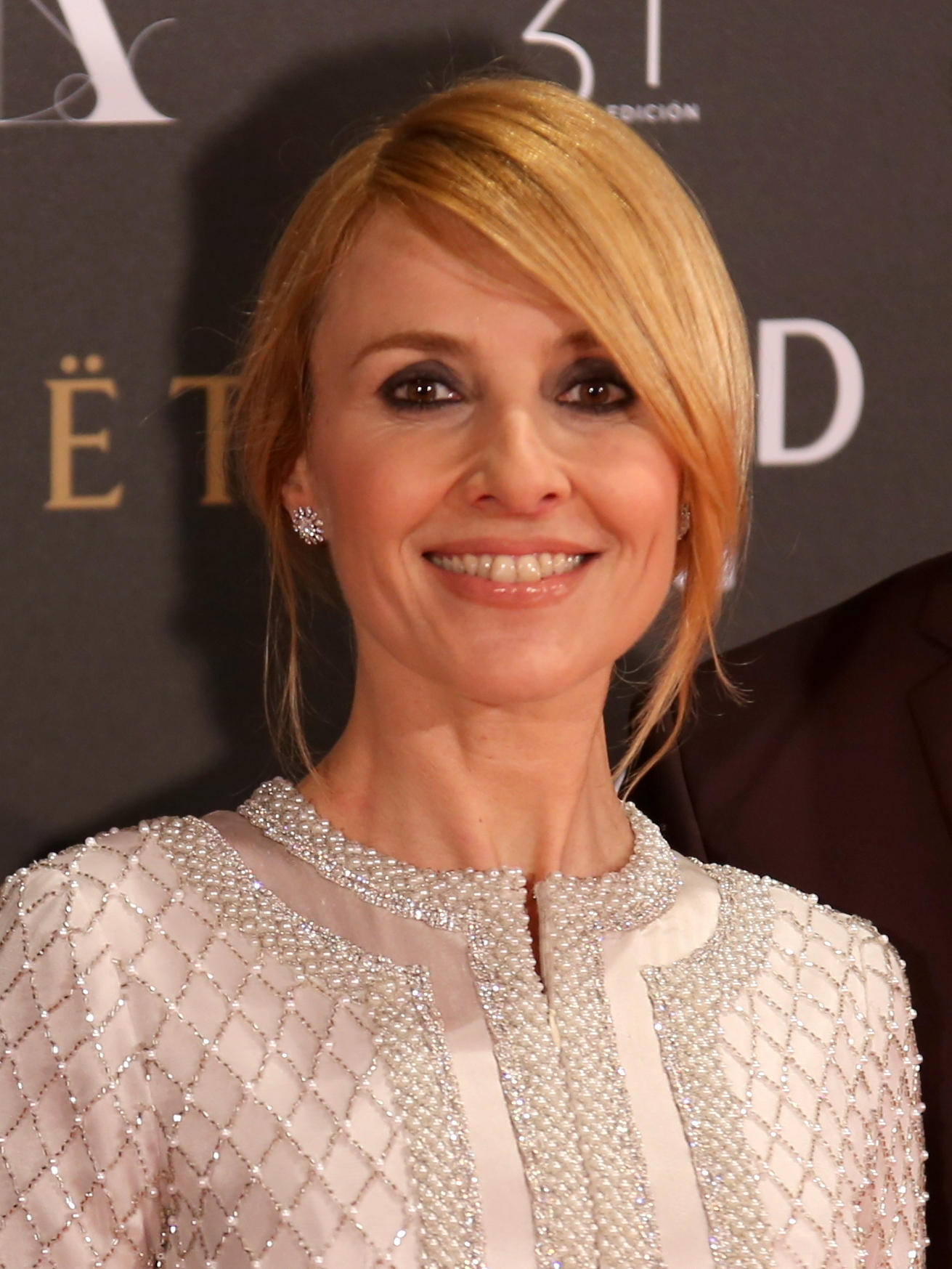
Cayetana Guillén Cuervo

- 1969: Cayetana Guillén Cuervo, actriz, directora, presentadora de televisión y guionista española.
- 1969: Stefan Hassler, futbolista de Liechtenstein.
- 1969: Tsutomu Kawasaki, patinador japonés de pista corta.
- 1969: Joseph Keter, corredor de obstáculos keniano.
- 1969: Laura Kightlinger, actriz, comediante, productora y guionista estadounidense.
- 1969: Svetlana Kriveliova, halterófila (levantadora de pesas) rusa.
- 1969: Tonino Martino, entrenador de fútbol italiano y futbolista.
- 1969: Charlie Massó, cantante, actor y presentador de televisión puertorriqueño.
- 1969: Mo Ji-su, patinador de pista corta de Corea del Sur.
- 1969: Søren Rasted, cantautor, baterista, guitarrista y productor discográfico danés.
- 1969: Thrasher, luchador estadounidense.
- 1969: Jamie Walters, actor, cantante y guitarrista estadounidense.
- 1970: Vjačeslav Buchaev, jugador de hockey sobre hielo ruso.
- 1970: Chris Cairns, jugador neozelandés de críquet.
- 1970: Rivers Cuomo, músico, cantante, guitarrista y compositor estadounidense de rock, de la banda Weezer.
- 1970: Fabio Ferri, actor, bailarín y personalidad televisiva italiano.
- 1970: Riccardo Forconi, director deportivo italiano y ciclista de ruta.

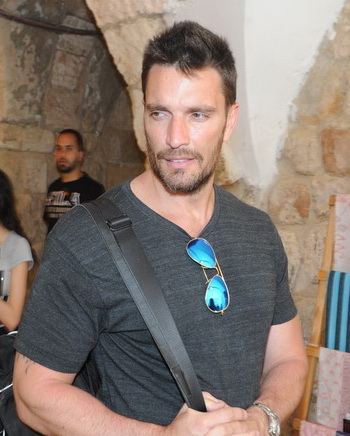
Julián Gil

- 1970: Julián Gil, actor y modelo argentino.
- 1970: Mikael Ljungberg, luchador sueco (f. 2004).
- 1970: Francesco Antonio Pisicchio, futbolista italiano (f. 1994).
- 1970: Alexander Pschill, actor, guionista y novelista austríaco.
- 1970: Raimo Ylipulli, saltador de esquí finlandés.
- 1971: Andoni Luis Aduriz, cocinero español.
- 1971: Aniello Desiderio, guitarrista italiano.
- 1971: Nóra Köves, tenista húngara.
- 1971: David Mendenhall, actor y actor de voz estadounidense.
- 1971: Stefano Pescosolido, entrenador de tenis, comentarista de televisión y tenista italiano.
- 1971: Matías Rubio Navarro, futbolista español.
- 1971: Fabrizio Sala, político italiano.
- 1971: Maximiliaan Tjaden, entrenador de fútbol sala neerlandés y jugador de fútbol sala.
- 1972: Enes Demirović, futbolista bosnio.
- 1972: Kristjan Järvi, director de orquesta, pianista y compositor soviético-estonio.
- 1972: Stig Johansen, futbolista noruego.
- 1972: Natalie MacMaster, violinista canadiense.
- 1972: Maria Minakowska, filósofa, historiadora y genealogista polaca.
- 1972: Stefano Rajola, jugador y entrenador de baloncesto italiano.
- 1972: Ufuk Sarıca, entrenador de baloncesto turco y baloncestista.
- 1972: Pedro Pablo Treviño Villarreal, abogado y político mexicano.
- 1972: Daniela Veronesi, ciclista de carretera y de montaña de San Marino.
- 1973: Sam Adams, jugador estadounidense de fútbol americano.
- 1973: Caroline Dhenin, tenista francesa.
- 1973: Saïd Ennjimi, árbitro de fútbol francés.
- 1973: Tanner Foust, piloto de carreras y presentador de televisión estadounidense.
- 1973: Alejandra García, saltadora con pértiga argentina.
- 1973: Inés Gorrochategui, tenista argentina.
- 1973: Mattias Hellberg, cantautor sueco.
- 1973: Abdul Hakeem Jefri Bolkiah, príncipe de Brunéi, ejecutivo de negocios y tirador de platos.
- 1973: Stuart Karppinen, jugador australiano de críquet y entrenador.
- 1973: Kasia Kowalska, cantante y actriz polaca.
- 1973: Ville Laihiala, cantautor y guitarrista finlandés, de la banda Poisonblack.
- 1973: Andrew Lewis, jugador de rugby y ejecutivo de negocios británico.
- 1973: Korana Longin, baloncestista croata.
- 1973: Thierry Marichal, director deportivo belga y ciclista de carretera.
- 1973: Vilmos Sebők, entrenador de fútbol y futbolista húngaro.
- 1974: Alessia Barela, actriz italiana.
- 1974: Selma Björnsdóttir, cantante, actriz y bailarina islandesa.
- 1974: Valeri Bure, jugadora rusa de hockey sobre hielo.
- 1974: Harvey Esajas, futbolista neerlandés.
- 1974: Jeaniene Frost, escritora estadounidense.
- 1974: Steve-O (Stephen Gilchrist Glover), actor, actor de escenas de riesgo, personalidad televisiva y comediante británico.
- 1974: Elli Overton, nadadora australiana.
- 1974: Dušan Petković, futbolista serbio.
- 1974: Brande Roderick, actriz y modelo estadounidense.
- 1974: Takahiro Sakurai, seiyū (actor de doblaje) japonés.
- 1974: Venelina Veneva, saltadora de altura búlgara.
- 1974: Myles Wakefield, tenista sudafricano.
- 1974: Duncan Zuur, deportista neerlandés.
- 1975: Ante Covich, futbolista australiano.
- 1975: Jeff Davis, guionista y productor televisivo estadounidense.
- 1975: Stefan Hübner, jugador de voleibol alemán.
- 1975: Daniel Ingram, compositor canadiense.
- 1975: Jennifer Nicole Lee, modelo, actriz y escritora estadounidense.
- 1975: Anita Lipnicka, cantante y compositora polaca.
- 1975: Jaan Pehk, cantautor y guitarrista estonio.
- 1975: Barbara Pompili, política francesa.
- 1975: Antonello Restivo, entrenador de baloncesto italiano.
- 1975: Toni Ribas, actor porno español.
- 1975: Riccardo Scimeca, futbolista británico-inglés.
- 1975: Sharon Warren, actriz estadounidense.
- 1976: Christos Kotsōnīs, futbolista chipriota.
- 1976: Lucia Loffredo, presentadora de televisión italiana.
- 1976: Kym Marsh, actriz, cantante, cantautora y presentadora de televisión británica.
- 1976: Marc Ziegler, futbolista alemán.
- 1976: Emiliano Milone, entrenador de fútbol italiano y futbolista.
- 1976: Sicodelico Jr., luchador mexicano.
- 1976: Tygh Runyan, actor canadiense.
- 1976: Ľubomír Talda, futbolista eslovaco.
- 1976: Marc Ziegler, futbolista alemán.
- 1977: Tamim Al-Barghouti, poeta palestino.
- 1977: Andrea Bordalejo, multiplicadora argentina.
- 1977: Flavio Bottiroli, entrenador de baloncesto italiano y baloncestista.
- 1977: Ángel Dennis, voleibolista cubano.
- 1977: Alaura Eden, actriz porno estadounidense.
- 1977: Stanton Fredericks, futbolista sudafricano.
- 1977: Gabriella Giammanco, política italiana.
- 1977: Emily Harrison, actriz estadounidense.
- 1977: Jørn Holen, baterista noruego.
- 1977: Aljaksej Kaljužny, jugador de hockey sobre hielo bielorruso.
- 1977: Tarmo Kikerpill, baloncestista estonio.
- 1977: Romain Mesnil, saltador con pértiga francés.
- 1977: Earthwind Moreland, jugador estadounidense de fútbol americano.
- 1977: Josh Paul, bajista estadounidense.
- 1977: Riikka Purra, política finlandesa.
- 1977: Eliécer Rincones, esgrimista venezolano.
- 1977: Rainer Schönfelder, esquiador alpino austríaco.
- 1977: Shinichi Kawaguchi, futbolista japonés.
- 1977: Adrian Sosnovschi, entrenador de fútbol y futbolista moldavo.
- 1978: Natalie Alison, actriz austríaca.
- 1978: Roberto Cazzaniga, baloncestista italiano.
- 1978: Ethan Embry, actor estadounidense.
- 1978: Ivan Gatto, baloncestista italiano.
- 1978: Richard Kingson, futbolista ghanés.
- 1978: Mikako Ichikawa, actriz y modelo japonesa.
- 1978: Fredrik Jönzén, baloncestista sueco.
- 1978: Richard Kingson, futbolista ghanés.
- 1978: Matteo Malaventura, baloncestista italiano.
- 1978: Jennifer Mickelson, esquiadora alpina canadiense.
- 1978: Heather Petri, jugadora y entrenadora de waterpolo estadounidense.
- 1978: Angela Rafanelli, presentadora de televisión, autora de televisión y presentadora de radio italiana.
- 1978: Lumír Sedláček, futbolista checo.
- 1978: Antônio da Silva, futbolista brasileño.
- 1978: Antonio Tolentino, militar italiano.
- 1978: Lucas Valdemarín, futbolista argentino.
- 1978: Paramahamsa Sri Swami Vishwananda (Mahadeosingh Komalram), empresario y gurú neohinduista mauriciano expatriado en Alemania, fundador de la secta Bhakti Marga.
- 1979: Esther Anderson, actriz y modelo australiana.
- 1979: Gustave Bahoken, futbolista camerunés.
- 1979: Antonio Cañadas, futbolista español.
- 1979: Mauro Espósito, futbolista italiano.
- 1979: Andrew av Fløtum, futbolista feroés.
- 1979: Rebecca Gilmore, buceadora australiana.
- 1979: Nila Håkedal, jugadora noruega de voleibol.
- 1979: Stephanie Hodge, actriz y modelo estadounidense.
- 1979: Damir Krupalija, baloncestista bosnio.
- 1979: Miguel Pate, saltador de longitud estadounidense.
- 1979: Ryan Pickett, director, productor y guionista estadounidense.
- 1979: Zizi Roberts, futbolista liberiano.
- 1979: Seo Young-hee, actriz surcoreana.
- 1979: Wordsplayed, rapero nigeriano.
- 1980: Dmitry Berestov, levantador de pesas ruso.
- 1980: Efstrat Billa, entrenador de fútbol y futbolista albanés.
- 1980: Mauro Carbonaro, periodista y escritor italiano.
- 1980: Sarah Connor, cantante alemana.
- 1980: Alistair Cragg, corredor de media distancia irlandés.
- 1980: Emanuele Della Felba, baloncestista italiano.
- 1980: Rafael Fernández Pérez, jugador español de fútbol sala.
- 1980: Benny Greb, baterista alemán.
- 1980: Rod Grizzard, baloncestista estadounidense.
- 1980: Stefan Höhener, luger suizo.
- 1980: Carlos Jayme, nadador brasileño.
- 1980: Linton Johnson, baloncestista estadounidense.
- 1980: Christopher Kas, tenista alemán.
- 1980: Florent Malouda, futbolista y entrenador francés.
- 1980: Maja Matevžič, tenista eslovena.
- 1980: Candace McNamee, jugadora de voleibol estadounidense.
- 1980: Morten Moldskred, futbolista noruego.
- 1980: Jamario Moon, baloncestista estadounidense.
- 1980: Juan Carlos Navarro, baloncestista y director deportivo español.
- 1980: Diego Mendieta, futbolista paraguayo (f. 2012).
- 1980: Jamario Moon, baloncestista estadounidense.
- 1980: Juan Carlos Navarro, baloncestista español.
- 1980: Maho Nonami, actriz japonesa.
- 1980: Simone Santi Gubini, compositor italiano.
- 1980: José Torrealba, futbolista venezolano.
- 1980: Darius Vassell, futbolista británico-inglés.
- 1980: Markus Winkelhock, piloto de automovilismo alemán.
- 1981: Guy Demel, futbolista marfileño.
- 1981: El Fandi, torero español.
- 1981: Chris Evans, actor estadounidense.
- 1981: Mick Fanning, surfista australiano.
- 1981: David Madden, fundador y director ejecutivo del National History Bee y del National History Bowl, concursante del programa de televisión Jeopardy.
- 1981: Nikola Nikezić, futbolista montenegrino.
- 1981: Julie-Marie Parmentier, actriz francesa.
- 1981: Nuno Miguel Pereira Diogo, futbolista portugués.
- 1981: Radim Vrbata, jugador checo de hockey sobre hielo.
- 1981: Erlind Zeraliu, tenor albanés.
- 1982: Kenenisa Bekele, corredora de media distancia y maratonista etíope.
- 1982: Krzysztof Bosak, político polaco.
- 1982: Chris Cusiter, jugador de rugby británico-escocés.
- 1982: Kevin Francis, entrenador de esquí alpino estadounidense y esquiador alpino.
- 1982: Pieter Ghyllebert, ciclista de ruta y ciclocrós belga.
- 1982: Nate Jones, jugador estadounidense de fútbol americano.
- 1982: Kento Hori, futbolista japonés.
- 1982: Jess Manafort, director y guionista estadounidense.
- 1982: Johannes Strasser, baloncestista alemán, entrenador de baloncesto y director deportivo.
- 1982: Keita Sugimoto, futbolista japonés.
- 1983: Salman Ahmed Al Ansari, futbolista qatarí.
- 1983: Jérémy Blayac, futbolista francés.
- 1983: Francesco Conti, jugador y entrenador de baloncesto italiano.
- 1983: Abbas Ahmed Khamis, futbolista bahreiní.
- 1983: Rebeca Linares, actriz pornográfica española.
- 1983: Matthew Mendy, futbolista gambiano.
- 1983: Steve Novak, baloncestista estadounidense.
- 1983: Gonzalo Padró, jugador de rugby argentino.
- 1983: Jason Spezza, jugador canadiense de hockey sobre hielo.
- 1983: Rachel Taylor, jugadora de rugby británico-galesa.
- 1983: Koriak Upaiga, futbolista bareiní.
- 1984: Petr Bolek, futbolista checo.
- 1984: Nery Castillo, futbolista mexicano expatriado en Uruguay.
- 1984: Erin Grant, jugadora y entrenadora de baloncesto estadounidense.
- 1984: Kaori Icho, luchadora japonesa.
- 1984: Tamara James, jugadora de baloncesto y política estadounidense.
- 1984: Antje Möldner-Schmidt, corredora alemana.
- 1984: Giacomo Montanari, comunicador científico italiano.
- 1984: Antje Möldner-Schmidt, corredora de obstáculos y media distancia alemana.
- 1984: Ryuji Akiba, futbolista japonés.
- 1984: Bérengère Schuh, arquera francesa.
- 1984: Joyce da Silva, jugadora brasileña de voleibol.
- 1984: Takuya Muguruma, futbolista japonés.
- 1984: Phillip Van Dyke, actor estadounidense.
- 1984: Lisa Willis, jugadora y entrenadora de baloncesto estadounidense.
- 1985: Filipe Albuquerque, piloto de carreras portugués.
- 1985: Ida Alstad, balonmanista noruega.
- 1985: Wael Ayan, futbolista sirio.
- 1985: Silvio Bankert, futbolista alemán.
- 1985: Simone Berti, baloncestista italiano.
- 1985: Juan Fariza, jugador español de hockey sobre patines.
- 1985: Will John, futbolista estadounidense.
- 1985: Gérson Magrão, futbolista brasileño.
- 1985: Peppe Millanta, escritor, guionista y presentador de televisión italiano.
- 1985: Renat Sabitov, entrenador de fútbol ruso y futbolista.
- 1985: Kate Lyn Sheil, actriz estadounidense.
- 1985: Blake Skjellerup, patinador neozelandés en pista corta.
- 1985: Lela Star, actriz porno estadounidense.
- 1985: Pedro Strop, beisbolista dominicano.
- 1985: Danny Syvret, jugador canadiense de hockey sobre hielo.
- 1985: Albert Timmer, director deportivo neerlandés y ciclista de ruta.
- 1985: Greg West, atleta de skeleton estadounidense.
- 1985: Alberto Zapater, futbolista español.
- 1986: Akihiro Ienaga, futbolista japonés.
- 1986: Antonio Balzano, futbolista italiano.
- 1986: Eros Capecchi, ciclista de ruta italiano.
- 1986: Kat Dennings, actriz y comediante estadounidense.
- 1986: DJ Snake, diyéi (disc jockey) y productor discográfico francés.
- 1986: Edmond Gates, jugador de fútbol americano.
- 1986: Sequoia Holmes, jugadora de baloncesto estadounidense.
- 1986: Keisuke Honda, entrenador de fútbol y futbolista japonés.
- 1986: Keo Kosal, futbolista camboyano.
- 1986: Māra Lisenko, cantante y compositora letona.
- 1986: Ledion Liço, presentador de televisión, productor de televisión y cantante albanés.
- 1986: Jonathan Lucroy, beisbolista estadounidense.
- 1986: James Marcelin, futbolista haitiano.
- 1986: Tsedevsürengiin Mönkhzayaa, judoca mongol.
- 1986: Markus Münch, lanzador de disco alemán.
- 1986: Cléber Nascimento da Silva, futbolista brasileño.
- 1986: Ashley Olsen, actriz infantil, diseñadora de moda y empresaria estadounidense, hermana gemela de Mary.
- 1986: Mary-Kate Olsen, actriz infantil, diseñadora de moda y empresaria estadounidense, hermana gemela de Ashley.
- 1986: Pavel Pumprla, baloncestista checo.
- 1986: Tonči Stipanović, marinero croata.
- 1986: Toni Varela, futbolista caboverdiano.
- 1986: Lea Verou, científica informática y escritora griega.
- 1986: Måns Zelmerlöw, cantante y presentador de televisión sueco.
- 1987: Nemanja Andrić, futbolista serbio.
- 1987: Vladimir Bajić, futbolista serbio.
- 1987: Caterina Banti, marinera italiana.
- 1987: Veronica Borsi, vallista italiana.
- 1987: John Bryant, baloncestista estadounidense.
- 1987: Comis, disc jockey, productor discográfico y cantautor italiano.
- 1987: David Eto'o, futbolista camerunés.
- 1987: Vinny Faherty, futbolista irlandés.
- 1987: Caitlyn Folley, actriz estadounidense.
- 1987: Marko Grgić, futbolista croata.
- 1987: Andrej Klyuev, ciclista de ruta y de pista ruso.
- 1987: Denys Kožanov, futbolista ucraniano.
- 1987: Ted Larsen, jugador de fútbol americano.
- 1987: Marcin Lewandowski, corredor de media distancia polaco.
- 1987: Víctor López Real, futbolista español de fútbol sala.
- 1987: Gesaffelstein, productor discográfico y compositor francés.
- 1987: Chris Melendez, luchador estadounidense.
- 1987: Hari Kumar Rimal, corredor de media distancia nepalí.
- 1987: Nadezhda Sergeeva, trineo rusa y multiplexora.
- 1987: Anton Šynder, futbolista ucraniano.
- 1987: Koriak Upaiga, futbolista papú.
- 1987: Charlotte Wells, directora y guionista británica.
- 1987: Yoshiya Nishizawa, futbolista japonés.
- 1988: Kim André Brandtzæg, jugador y futbolista noruego de fútbol sala.
- 1988: Édouard Butin, futbolista francés.
- 1988: Gabe Carimi, jugador estadounidense de fútbol americano.
- 1988: Tracey Hannah, ciclista de montaña australiana.
- 1988: Filip Hlohovský, futbolista eslovaco.
- 1988: Jacob Larsen, remero danés.
- 1988: Kerttu Niskanen, esquiador de fondo finlandés.
- 1988: Reece Noi, actor británico.
- 1988: Bianca Pascu, esgrimista rumana.
- 1988: Carolina Pini, futbolista italiana.
- 1988: Ryōtarō Nakano, futbolista japonés.
- 1988: Satoru Hayashi, futbolista japonés.
- 1988: Deivid Soares, futbolista brasileño.
- 1988: Roberto Soares Anghinetti, futbolista brasileño.
- 1988: Andrej Vasyanovich, futbolista ruso.
- 1988: Cody Walker, actor estadounidense. Comenzó su carrera en la película Rápidos y furiosos 7, en la que ayudó a completar las escenas que su difunto hermano, Paul Walker (1973‑2013), no había podido terminar.
- 1989: Ben Barba, jugador de la liga de rugby australiana.
- 1989: James Calado, piloto de carreras británico-inglés.
- 1989: John Flowers, baloncestista estadounidense.
- 1989: Matt Gatens, director deportivo, entrenador de baloncesto y baloncestista estadounidense.
- 1989: Guvna B, cantante y rapera británica.
- 1989: Diana Hacıyeva, cantante azerbaiyana.
- 1989: Kim Ji-seok, goist surcoreano.
- 1989: Robyn Lawley, supermodelo australiana.
- 1989: Mihran Manasyan, futbolista armenio.
- 1989: Ryan McDonagh, defensa estadounidense de hockey sobre hielo.
- 1989: Daniel Mortimer, jugador de la liga de rugby australiana.
- 1989: Leonel Parris, futbolista panameño.
- 1989: Kévin Perrot, futbolista francés.
- 1989: Maxim Potîrniche, futbolista moldavo.
- 1989: Stephanie Roche, futbolista irlandesa.
- 1989: Sarsa, cantante polaca.
- 1989: Andreas Samaris, futbolista griego.
- 1989: Andreas Sander, esquiador alpino alemán.
- 1989: Tommy Searle, corredor de motocross británico-inglés.
- 1989: Shogo Fujimaki, futbolista japonés.
- 1989: Nejc Skubic, futbolista esloveno.
- 1989: Drew Smyly, jugador de béisbol estadounidense.
- 1989: Hassan Whiteside, baloncestista estadounidense.
- 1989: Erica Wiebe, luchadora canadiense.
- 1989: Stephanie Zambra, futbolista irlandesa.
- 1990: Diogo Acosta, futbolista brasileño.
- 1990: Tom Ackerley, productor de cine y actor británico.
- 1990: Kristian Brix, futbolista noruego.
- 1990: André Calisir, futbolista sueco.
- 1990: Ed Daniel, baloncestista estadounidense.
- 1990: Everett Dawkins, jugador de fútbol americano.
- 1990: Alex Della Valle, futbolista sammarinés.
- 1990: Federico Gallego, futbolista uruguayo.
- 1990: Mateusz Klich, futbolista polaco.
- 1990: Stefan Laussegger, bobsledder austríaco y jugador de fútbol americano.
- 1990: James McCann, beisbolista estadounidense.
- 1990: Vance McDonald, jugador de fútbol americano.
- 1990: Eleonora Montagnana, violinista y actriz italiana.
- 1990: Federico Pistone, futbolista argentino.
- 1990: Francisco Portillo, futbolista español.
- 1990: Pedro Ribeiro, futbolista brasileño.
- 1990: Nicole Riner, tenista suiza.
- 1990: Evans Rusike, futbolista zimbabuense.
- 1990: Cecilie Sandvej, futbolista danesa.
- 1990: Diogo da Silva Farias, futbolista brasileño.
- 1990: Aaron Taylor-Johnson, actor británico-inglés.
- 1990: Nic White, jugador de rugby australiano.
- 1990: Michele Zambelli, marinero italiano.
- 1991: Dario Betti, patinador artístico italiano.
- 1991: Nicole Bonamino, jugadora italiana de hockey en línea.
- 1991: Bárbara Bonansea, futbolista italiana.
- 1991: Luke Bowanko, jugador de fútbol americano.
- 1991: Diego Martín Caballero, futbolista uruguayo.
- 1991: Will Claye, atleta estadounidense de triple salto y salto de longitud.
- 1991: Matteo Dell'Acqua, jugador italiano de rugby quince.
- 1991: Aurimas Didzbalis, levantador lituano.
- 1991: Lucas Gaúcho, futbolista brasileño.
- 1991: Enzo Guerrero, futbolista chileno.
- 1991: Stefany Hernández, ciclista venezolana de BMX.
- 1991: Hana Jirickova, modelo checa.
- 1991: Kang Si-ra, cantante surcoreana.
- 1991: Iryna Kindzers'ka, judoca ucraniana.
- 1991: Marizol Landázuri, velocista ecuatoriana.
- 1991: Piermaria Leso, jugadora italiana de rugby quince.
- 1991: Ryan Mason, futbolista y entrenador británico-inglés.
- 1991: Katie Moon, saltadora con pértiga estadounidense.
- 1991: Nicolás Peñailillo, futbolista chileno.
- 1991: Lorenzo Reyes, futbolista chileno.
- 1991: Ricardo van Rhijn, futbolista neerlandés.
- 1991: Diego Rubio, ciclista de ruta español.
- 1991: Eduardo Sepúlveda, ciclista de ruta y pista argentino.
- 1991: Tomáš Staněk, levantador de pesas checo.
- 1991: Anton Zabolotnyj, futbolista ruso.
- 1992: Abeer Abdelrahman, levantador egipcio.
- 1992: Fabricio Baiano, futbolista brasileño.
- 1992: Alberto Benito Correa, futbolista español.
- 1992: Violet Chachki, drag queen, cantante y modelo estadounidense.
- 1992: Árni Frederiksberg, futbolista feroés.
- 1992: Fredrik Haugen, futbolista noruego.
- 1992: Luis Gerardo Illoldi Reyes, político mexicano.
- 1992: Kim Jin-su, futbolista surcoreano.
- 1992: Tom-Erik Kristiansen, futbolista noruego.
- 1992: Troy Murphy, esquiador de estilo libre estadounidense.
- 1992: Samir Nurković, futbolista serbio.
- 1992: Krysta Palmer, buceadora estadounidense.
- 1992: Disha Patani, actriz india.
- 1992: Semi Radradra, jugador fiyiano de la liga de rugby de Fiyi de 13, 15 y 7.
- 1992: Xiang Yanmei, levantador de pesas chino.
- 1993: Serhij Bolbat, futbolista ucraniano.
- 1993: Jack Burnell, nadador británico.
- 1993: Nuno Campos, futbolista portugués.
- 1993: Mitko Cenov, corredor búlgaro de obstáculos y media distancia.
- 1993: Lukas Dauser, gimnasta alemán.
- 1993: Mark Flekken, futbolista neerlandés.
- 1993: Luis César Fraiz, futbolista panameño.
- 1993: William Frantzen, futbolista noruego.
- 1993: Milan Jevtovich, futbolista serbio.
- 1993: Fabienne Kocher, judoca suiza.
- 1993: Cansin Köktürk, político alemán.
- 1993: Pity Martínez (Gonzalo Nicolás Martínez), futbolista argentino.
- 1993: Matías Molina, futbolista argentino.
- 1993: Thomas Partey, futbolista ghanés.
- 1993: Sebastiano Poma, beisbolista italiano.
- 1993: Szymon Pośnik, remero polaco.
- 1993: Francesco Rossi, jugador de hockey sobre patines italiano.
- 1993: Simona Senoner, saltadora de esquí italiana (f. 2011).
- 1993: Denis Ten, patinador artístico kazajo (f. 2018).
- 1993: Theofanīs Tzandarīs, futbolista griego.
- 1993: Max Walscheid, ciclista de carretera alemán.
- 1993: Kajrat Zyrgalbek, futbolista kirguís.[7]
- 1994: Elbio Álvarez, futbolista uruguayo.
- 1994: Atsuhiro Inukai, actor japonés.
- 1994: Omar Córdoba, futbolista panameño.
- 1994: James Faiva, jugador de rugby tongano.
- 1994: Paulo Ricardo Ferreira, futbolista brasileño.
- 1994: Dhanpal Ganesh, futbolista indio.
- 1994: Fernando García Puchades, futbolista español.
- 1994: Stefan Glogovac, baloncestista bosnio.
- 1994: Mickey van der Hart, futbolista neerlandés.
- 1994: Mpho Kgaswane, futbolista de Botsuana.
- 1994: David King, vallista británico.
- 1994: Deepika Kumari, arquera india.
- 1994: Itzhak de Laat, patinador neerlandés en pista corta.
- 1994: Arianna Losano, jugadora de curling italiana.
- 1994: Park Ji-soo, futbolista surcoreano.
- 1994: Shūto Andō, baloncestista japonés.
- 1994: Zhang Yanquan, buzo chino.
- 1995: Gatis Čakšs, lanzador de jabalina letón.
- 1995: Eneko Capilla, futbolista español.
- 1995: Elizabeth Davidson, nadadora artística estadounidense.
- 1995: Emily Fanning, tenista neozelandesa.
- 1995: Martha Faraguna, marinera italiana.
- 1995: Sean Goldberg, futbolista israelí.
- 1995: Ella Hughes, actriz porno británica.
- 1995: Abbas Huseynov, futbolista azerí (azerbaiyano).
- 1995: Mapi León, futbolista española.
- 1995: Martin Králik, futbolista eslovaco.
- 1995: María Pilar León, futbolista española.
- 1995: Avi Love, actriz pornográfica y modelo erótica estadounidense.
- 1995: SC Megale, escritor y guionista estadounidense.
- 1995: Anna Morris, ciclista británica de pista y carretera.
- 1995: Dostonbek Tursunov, futbolista uzbeko.
- 1995: Laura Ucrós, tenista colombiana.
- 1995: Petra Vlhová, esquiadora alpina eslovaca.
- 1996: Basel Adra, activista, abogada y periodista palestina.
- 1996: Isaac Cantón, ciclista español.
- 1996: Deborah Chiesa, tenista italiana.
- 1996: Ruth Codd, actriz irlandesa.
- 1996: Kingsley Coman, futbolista francés.
- 1996: Guille Lara, futbolista español.
- 1996: Lee Jeong-Jae, jugador surcoreano de curling.
- 1996: Emery Lehman, patinador de velocidad estadounidense.
- 1996: Nguyễn Phong Hồng Duy, futbolista vietnamita.
- 1996: Megan Rain, actriz porno estadounidense.
- 1996: Kodi Smit-McPhee, actor australiano.
- 1996: James Shaw, ciclista británico.
- 1996: Taiga Maekawa, futbolista japonés.
- 1996: Albert Torras Crespo, futbolista español.
- 1996: Alex Rudeau, ciclista francés.
- 1996: Yuta Watanabe, jugador de bádminton japonés.
- 1997: Dirk Abels, futbolista neerlandés.
- 1997: Chris Duarte, baloncestista dominicano.
- 1997: Trevis Gipson, jugador de fútbol americano.
- 1997: Marina Golyadkina, sincronista ucraniana.
- 1997: JinSoul, cantante surcoreana e integrante del grupo LOONA
- 1997: Kutman Kadyrbekov, futbolista kirguís.
- 1997: Tsiy William Ndenge, futbolista alemán.
- 1997: Josh Nzeakor, baloncestista estadounidense.
- 1997: Théodore Pellerin, actor canadiense.
- 1997: Katie Lou Samuelson, jugadora de baloncesto estadounidense.
- 1997: Zaidu Sanusi, futbolista nigeriano.
- 1997: Tom Verbeke, esquiador alpino belga.
- 1997: Ryan Wintle, futbolista británico-inglés.
- 1997: 070 Shake [Zero Seven Zero Shake] (Danielle Balbuena), rapero y cantautor estadounidense.
- 1998: Milad Alirzaev, luchador ruso.
- 1998: Émilien Claude, biatleta francés.
- 1998: Gastón Comas, futbolista argentino.
- 1998: Magdalena Durán García, ciclista española.
- 1998: Karol Fila, futbolista polaco.
- 1998: Mário Ihring, baloncestista eslovaco.
- 1998: Dominik Janošek, futbolista checo.
- 1998: Maureen Lebel, esquiadora alpina estadounidense.
- 1998: Giovanna Milana, jugadora de voleibol estadounidense.
- 1998: Adam Norrodin, piloto de motos malayo.
- 1998: Bilal Njie, futbolista noruego.
- 1998: Ronaël Pierre-Gabriel, futbolista francés.
- 1998: Kristina Rakočević, atleta montenegrina.
- 1998: Jordan Schakel, baloncestista estadounidense.
- 1998: Selwyn Vatu, futbolista vanuatuense.
- 1999: Dominic Ashwell, atleta británico.
- 1999: Nathaniel Atkinson, futbolista australiano.
- 1999: Tony Figueroa, futbolista mexicano.
- 1999: Pascal Maier, futbolista suizo americano.
- 1999: Mária Mikolajová, futbolista eslovaca.
- 1999: Fabio Scherer, piloto de carreras suizo.
- 1999: Peter Therkildsen, futbolista danés.
- 1999: Maddison-Lee Wesche, atleta y halterófila (levantadora de pesas) neozelandesa.
- 1999: Fred Wright, ciclista de carretera y de pista británico.
- 2000: Juan Pablo Barinaga, futbolista argentino.
- 2000: Hugo Beltrán, beisbolista colombiano.
- 2000: Jonna Dahlberg, futbolista sueco.
- 2000: Ayman El-Hadui, atleta marroquí.
- 2000: Ding Hao, goist chino.
- 2000: Hotboii, rapero estadounidense.
- 2000: Omar Jamaleddine, baloncestista estadounidense.
- 2000: Jalen Lecque, baloncestista estadounidense.
- 2000: Marcos Antônio, futbolista brasileño.
- 2000: João Marcelo, futbolista brasileño.
- 2000: Penny Oleksiak, nadadora canadiense.
- 2000: Daniella Perkins, actriz estadounidense.
- 2000: Marcos Antônio Silva Santos, futbolista brasileño.
- 2000: Hunter Tyson, baloncestista estadounidense.
- 2001: Luis Bustamante, futbolista colombiano.
- 2001: Bowen Byram, jugador canadiense de hockey sobre hielo.
- 2001: Nikolas Dyhr, futbolista danés.
- 2001: Loïc Mbe Soh, futbolista francés.
- 2001: Valentín Rodríguez, futbolista uruguayo.
- 2001: Riccardo Siddi, jugador de fútbol sala italiano.
- 2001: Sung Han-bin, cantante surcoreano.
- 2002: Annika Belshaw, saltadora de esquí estadounidense.
- 2002: Artëm Karpukas, futbolista ruso.
- 2002: Abiel Osorio, futbolista argentino.
- 2002: Santiago Simón, futbolista argentino.
- 2002: Kahveh Zahiroleslam, futbolista estadounidense.
- 2003: Buyannemekh Ganbat, futbolista mongol.
- 2003: Michael Hall Jr., jugador de fútbol americano.
- 2003: Fedde de Jong, futbolista neerlandés.
- 2003: Lim Si-hyeon, arquero surcoreano.
- 2003: Britt Weerman, saltador de altura neerlandés.
- 2003: Naci Ünüvar, futbolista neerlandés.
- 2003: Britt Veerman, atleta neerlandesa.
- 2004: Kaimauri Erati, levantador de pesas gilbertés.
- 2004: Maria Gismondi, esquiadora de fondo italiana.
- 2004: Matija Gluščević, futbolista serbio.
- 2004: Douglas Mendes, futbolista brasileño.
- 2004: Garance Meyer, esquiadora alpina francesa.
- 2005: Pepe Martí, piloto de automovilismo español.
- 2005: Embyr-Lee Susko, corredor de trineo canadiense.
- 2006: Allen Obando, futbolista ecuatoriano.
- 2007: Alice Taglietti, gimnasta italiana.
- 2009: Tomiii 11, youtuber chileno (f. 2021).

## Fallecimientos
- 220: Xiahou Dun, general chino (n. ¿?).
- 597: Cetteo de Amiterno, obispo italiano.
- 853: Fandila, monje y santo español (n. 815).
- 976: Mansur I, emir samánida.
- 995: Fujiwara no Michikane, aristócrata japonés (n. 961).
- 1036: Ali az-Zahir, califa fatimí y gobernante egipcio (n. 1005).
- 1142: Godofredo II de Lovaina, aristócrata francés.
- 1231: Antonio de Padua, sacerdote católico portugués (n. 1195), canonizado por la Iglesia católica.
- 1250: Donnchadh, aristócrata («conde de Carrick») británico-escocés (n. 1175).
- 1256: Tankei, escultor japonés (n. 1173).
- 1268: Abū Shāma, historiador árabe (n. 1203).
- 1317: Giacomo de Via, obispo católico y cardenal francés.
- 1348: Don Juan Manuel, aristócrata («príncipe de Villena»), político y escritor español (n. 1282).
- 1383: Pierre-Raymond de la Barrière, cardenal francés.
- 1394: Warcisław VI, Duque de Pomerania.
- 1432: Uko Fockena, jefe frisio (n. 1408).
- 1475: Juana de Portugal, aristócrata portuguesa y esposa del rey de Castilla (n. 1439).
- 1482: Basarab IV Țepeluș cel Tânăr, príncipe.
- 1483: William Hastings, primer barón Hastings, aristócrata y militar británico.
- 1522: Piero Soderini, estadista italiano-florentino (n. 1450)
- 1546: Fridolin Sicher, compositor y organista suizo (n. 1490).
- 1550: Verónica Gambara, poetisa, estadista y líder política italiana (n. 1485).
- 1555: Carlo Gonzaga, líder italiano (n. 1523).
- 1558: Mario Bandini Piccolomini, político italiano (n. 1500).
- 1584: Giovanni Sambuco, filólogo, historiador y médico húngaro (n. 1531).
- 1585: Juanelo Turriano (Giovanni Torriani), relojero, matemático e inventor español (n. 1501).
- 1588: Ana de Nassau, princesa (n. 1563).
- 1612: Gamō Hideyuki, militar japonés (n. 1583).
- 1612: Gaspare Pasquali, obispo católico italiano (n. 1537).
- 1613: Ōkubo Nagayasu, militar japonés (n. 1545).
- 1614: Sengoku Hidehisa, militar japonés (n. 1552).
- 1617: Orazio Acquaviva d'Aragona, obispo católico italiano.
- 1622: Orazio Mattei, obispo, diplomático y aristócrata católico italiano (n. 1574).
- 1623: Hon'inbō Sansa, goista japonés (n. 1559).
- 1628: John Lamb, astrólogo inglés (n. 1545).
- 1631: Lorenzo Pignoria, historiador, anticuario y arqueólogo italiano (n. 1571).
- 1636: George Gordon, aristócrata («1.º marqués de Huntly») y político escocés (n. 1562).
- 1655: Giacomo Filippo Tomasini, obispo católico italiano, hombre de letras e historiador (n. 1595).
- 1645: Miyamoto Musashi, samurái, espadachín y escritor japonés (n. 1585).
- 1661: Henry Carey, aristócrata («2.º conde de Monmouth») y político inglés (n. 1595).
- 1664: Michel Corneille el Viejo, pintor, grabador y profesor francés.
- 1665: Egbert Bartholomeusz Kortenaer, almirante neerlandés (n. 1604).
- 1665: Auke Stellingwerf, almirante neerlandés (n. 1635).
- 1669: Jan Aelbertsz Riethoorn, pintor neerlandés (n. 1620).
- 1674: Louis Boullogne, pintor y grabador francés (n. 1609).
- 1676: Enrichetta Adelaida de Saboya, aristócrata (n. 1636).
- 1679: Vincenzo Geremia, ingeniero, inventor y arquitecto italiano (n. 1575).
- 1699: Juan Tomás de Rocaberti, teólogo y arzobispo católico español (n. 1627).
- 1700: Francesco Maidalchini, cardenal italiano (n. 1631).
- 1715: Richard Lee II, militar y político británico (n. 1647).
- 1718: Luis de Lorena, aristócrata francés (n. 1641).
- 1728: Federico Cristián de Schaumburg-Lippe, soberano (n. 1655).
- 1732: Johann Heinrich May el Joven, historiador, filólogo y orientalista alemán (n. 1688).
- 1739: Sofía Cristiana Luisa de Brandeburgo-Bayreuth, princesa alemana (n. 1710).
- 1745: Domenico Antonio Vaccaro, pintor, escultor y arquitecto italiano (n. 1678).
- 1747: Henry Lee I, militar británico-inglés (n. 1691).
- 1749: Jan Frans van Bloemen, pintor y grabador flamenco (n. 1662).
- 1749: John Norris, almirante británico.
- 1761: Giuseppe Agostino Orsi, cardenal e historiador italiano (n. 1692).
- 1762: Dorothea Erxleben, primera médica alemana (n. 1715).
- 1765: Charles-François Panard, poeta y dramaturgo francés (n. 1689).
- 1770: Medalla de Diamante Faini, poeta italiano (n. 1724).
- 1776: Friedrich von Spörcken, general alemán (n. 1698).
- 1782: Anna Göldi, sirvienta suiza (n. 1734), acusada falsamente de brujería por la Iglesia. Fue la última mujer ejecutada por brujería en Suiza. Es probablemente también la antepenúltima en Europa: en 1793, dos polacas fueron ejecutadas por brujería.
- 1784: Henry Middleton, agricultor y político estadounidense, 2.º presidente del Congreso Continental (n. 1717).
- 1787: Josef Bárta, compositor y organista checo.
- 1794: Filippo Lancellotti, cardenal italiano (n. 1732).
- 1797: Samuel-Auguste Tissot, médico suizo (n. 1728).
- 1798: Rigas Feraios, escritor y revolucionario griego.
- 1798: Maria Gabriella Felicita de Schleswig-Holstein-Sonderburg-Wiesenburg, aristócrata alemana (n. 1716).
- 1799: Giovanni Fantuzzi, historiador, biógrafo y bibliógrafo italiano (n. 1718).
- 1805: Giovanni Battista Tommasi, príncipe italiano (n. 1731).
- 1809: Rosario Gregorio, historiadora italiana (n. 1753).
- 1810: Johann Gottfried Seume, escritor alemán (n. 1763).
- 1811: Giorgio Castagna Giannone, médico italiano (n. 1737).
- 1812: Benjamin Höijer, filósofo sueco (n. 1767).
- 1813: Jean-Ignace Jacqueminot, jurista y político francés (n. 1754).
- 1814: Alessandro Barca, teórico musical y químico italiano (n. 1741).
- 1820: Johann Michael Bach, compositor alemán (n. 1745).
- 1823: James Cecil, primer marqués de Salisbury, aristócrata y político británico (n. 1748).
- 1823: Antonio Fortunato Oroboni, patriota italiano (n. 1791).
- 1824: Fortunata Sulgher, poeta italiana (n. 1755).
- 1832: Giuseppe Lacedelli, pintor italiano (n. 1774).
- 1840: Vincenzo Campanari, arqueólogo y poeta italiano (n. 1772).
- 1844: Ida Botti Scifoni, pintora italiana (n. 1812).
- 1844: Thomas Charles Hope, químico y médico británico-escocés (n. 1766).
- 1844: Ithiel Town, arquitecto estadounidense (n. 1784).
- 1846: Jean-Baptiste Benoît Eyriès, geógrafo y escritor francés (n. 1767).
- 1846: Carlo Faiani, profesor de italiano (n. 1818).
- 1849: Colomba Antonietti, patriota italiano (n. 1826).
- 1849: Hermanos Archibugi, patriota italiano (n. 1828).
- 1849: Davide Banderali, tenor italiano (n. 1789).
- 1849: Cesare Scarinci, oficial y patriota italiano (n. 1828).
- 1850: Juraj Palkovič, poeta, profesor y traductor eslovaco (n. 1769).
- 1852: Johann Friedrich Treml, pintor austríaco (n. 1816).
- 1856: Florian de Kergorlay, político y militar francés (n. 1769).
- 1857: Amedeo Ravina, poeta, patriota y político italiano (n. 1788).
- 1861: Henry Gray, anatomista y cirujano británico-inglés (n. 1827), autor de la Anatomía de Gray.
- 1861: Richard Lawrence, criminal estadounidense.
- 1861: Francesco di Paola Villadicani, cardenal y arzobispo católico italiano (n. 1780).
- 1864: Girolamo Sacchetti, aristócrata italiano (n. 1806).
- 1865: James Duane Doty, político estadounidense (n. 1799).
- 1866: Antonio Nomis di Pollone, funcionario y político italiano (n. 1799).
- 1867: Jean Civiale, cirujano francés (n. 1792).
- 1868: Gaetano Benaglia, obispo católico italiano (n. 1768).
- 1868: August Grahl, pintor alemán (n. 1791).
- 1871: Jean Eugène Robert-Houdin, relojero e ilusionista francés (n. 1805).
- 1873: Angelo Mariani, director de orquesta italiano (n. 1821).
- 1877: Cesare Ciardi, flautista y compositor italiano (n. 1818).
- 1877: Luis III de Hesse, gobernante alemán (n. 1806).
- 1877: Jean-Jacques Pillot, revolucionario y escritor francés (n. 1808).
- 1878: Carl Stål, entomólogo sueco (n. 1833).
- 1881: Joseph Škoda, médico y dermatólogo checo (n. 1805).
- 1882: Clemente I Bahous, obispo católico y patriarca católico otomano (n. 1799).
- 1883: Giovanni Battista a Prato, abad, político y periodista italiano (n. 1812).
- 1884: María Josefina de Liechtenstein, princesa austríaca (n. 1800).
- 1886: Luis II, aristócrata bávaro (n. 1845), rey de Baviera entre 1864 y 1886.
- 1886: Bernhard von Gudden, psiquiatra alemán (n. 1824).
- 1887: Luigi Vassalli, egiptólogo y patriota italiano (n. 1812).
- 1889: Claude Marie Ferrier, fotógrafo francés (n. 1811).
- 1889: Ishwari Prasad Narayan Singh, príncipe indio (n. 1822).
- 1890: Johann Georg Hiltensperger, pintor alemán (n. 1806).
- 1894: Filippo Coletti, barítono italiano (n. 1811).
- 1894: John Cox Bray, político australiano (n. 1842), 15.º primer ministro de Australia del Sur.
- 1894: Nikolaj Nikolaevič Ge, pintor ruso (n. 1831).
- 1894: Giovanni Nicotera, político y patriota italiano (n. 1828).
- 1895: Manuel Ruiz Zorrilla, político español (n. 1833).
- 1898: Joseph-Adolphe Chapleau, abogado y político canadiense (n. 1840), 5.º primer ministro de Quebec.
- 1898: Friedrich Albert von Zenker, médico y patólogo alemán (n. 1825).
- 1899: Peter Ludwig Hertel, compositor alemán (n. 1817).
- 1899: Francesco Sforza Cesarini, político, patriota y militar italiano (n. 1840).
- 1899: Lawson Tait, médico británico (n. 1845).
- 1900: Pedro II de Oldemburgo, gobernante alemán (n. 1827).
- 1901: Clarín (Leopoldo Alas), novelista, crítico literario y dramaturgo español (n. 1852).
- 1901: Truman H. Safford, astrónomo estadounidense (n. 1836).
- 1903: Lino Alarco Brediñana, médico y político peruano (n. 1833).
- 1904: Nikiforos Lytras, pintor y educador griego (n. 1832).
- 1905: Theodōros Dīligiannīs, político griego (n. 1820).
- 1905: José Carlos Luis de Habsburgo-Lorena, general (n. 1833).
- 1907: Vicenta Verdier, española (n. 1870).
- 1908: Antonio Aguilar y Correa, político español (n. 1824).
- 1908: Henry Lomb, óptico y empresario alemán (n. 1828).
- 1909: Albin Herzog, matemático suizo (n. 1852).
- 1910: Fermín Valdés Domínguez, médico y patriota cubano (n. 1852).
- 1911: Patrick Heeney, compositor irlandés (n. 1881).
- 1913: Camille Lemonnier, escritora, periodista y poeta belga (n. 1844).
- 1913: Gustavo Monti, abogado y político italiano (n. 1844).
- 1915: Alberto Giovannini, actor italiano (n. 1878).
- 1917: Louis-Philippe Hébert, escultor canadiense (n. 1850).
- 1918: William Cowper, actor británico-inglés (n. 1853).
- 1918: Miguel Románov, aristócrata («gran duque») ruso (n. 1878), hermano de Nicolás II.
- 1920: Essad Pasha, político albanés (n. 1863).
- 1921: José Miguel Gómez, militar y político cubano (n. 1858).
- 1921: John Robert Blayney Owen, futbolista británico-inglés (n. 1848).
- 1923: Juana Romani, pintora italiana (n. 1867).
- 1924: Paolo Sala, pintor y profesor italiano (n. 1859).
- 1925: Théophile Homolle, arqueólogo francés, erudito griego y funcionario (n. 1848).
- 1925: Paul Teste, aviador francés (n. 1892).
- 1926: Matúš Dula, político y abogado eslovaco (n. 1846).
- 1927: Gerino Gerini, político italiano (n. 1871).
- 1927: Giuseppe Primoli, coleccionista de arte italiano (n. 1851).
- 1928: Robert Wynn Carrington, aristócrata («1.º marqués de Lincolnshire») y político británico (n. 1843).
- 1930: José Antonio Ramos Sucre, poeta venezolano (n. 1890)
- 1930: Henry Segrave, piloto de carreras y corredor británico de lanchas (n. 1896).
- 1931: Kitasato Shibasaburō, médico y bacteriólogo japonés (n. 1851).
- 1931: Richard Ranft, pintor, grabador e ilustrador suizo (n. 1862).
- 1931: Santiago Rusiñol, pintor, escultor, escritor y dramaturgo español (n. 1861).
- 1932: Erik Boström, tirador al blanco sueco (n. 1868).
- 1933: Alice Elizabeth Doherty, artista de circo estadounidense (n. 1887).
- 1933: Atilio Granara Costa, futbolista argentino (n. 1906).
- 1934: Theodor Däubler, escritor y poeta austríaco (n. 1876).
- 1934: Charlie Gardiner, jugador canadiense de hockey sobre hielo (n. 1904).
- 1935: Henri Mouton, químico y biólogo francés (n. 1869).
- 1936: Marie-Louise Bouglé, archivista y feminista francesa (n. 1883).
- 1936: Bramante Cucini, sindicalista y político italiano (n. 1893).
- 1936: Valentin Vološinov, lingüista ruso (n. 1895).
- 1937: John Leofric Stocks, filósofo británico (n. 1882).
- 1938: Charles Edouard Guillaume, físico suizo (n. 1861).
- 1939: Arthur Coningham, jugador de críquet australiano (n. 1863).
- 1939: Frank Glasgow Tinker, aviador estadounidense (n. 1909).
- 1940: Alessandro Bascheni, futbolista italiano (n. 1890).
- 1940: Valentino Bobbio, militar y político italiano (n. 1872).
- 1940: Simone Catalano, oficial y aviador italiano (n. 1905).
- 1940: George Fitzmaurice, director y productor de cine estadounidense (n. 1885).
- 1940: Giuseppe Goracci, militar y aviador italiano (n. 1917).
- 1940: Wehib Pasha, general otomano (n. 1877).
- 1942: Janez Porenta, gimnasta eslovena (n. 1896).
- 1943: Sava Kovačević, partisano y general yugoslavo (n. 1905).
- 1943: Sigrid Onégin, contralto alemana (n. 1889).
- 1943: Sava Kovačević, comandante de división partisano yugoslavo y héroe del Pueblo de Yugoslavia (n. 1905).
- 1943: Kočo Racin, poeta, escritor y activista macedonio (n. 1908).
- 1944: Aubert Frère, general francés (n. 1881).
- 1944: Marcello Garosi, militar y partisano italiano (n. 1919).
- 1944: Henri Ghéon, médico, escritor y poeta francés (n. 1875).
- 1944: Ciro Siciliano, carabinero italiano (n. 1908).
- 1945: Hübner von Holst, tirador al blanco sueco (n. 1881).
- 1945: František Kloz, futbolista y entrenador checoslovaco (n. 1905).
- 1945: Minoru Ōta, almirante japonés (n. 1891).
- 1946: Theodor Sparkuhl, director de fotografía y director alemán (n. 1894).
- 1947: Salvatore Citelli, médico y cirujano italiano (n. 1875).
- 1947: Frantz Funck-Brentano, historiador francés (n. 1862).
- 1947: Lillian Hayward, actriz estadounidense (n. 1868).
- 1947: Albert Marquet, pintor francés (n. 1875).
- 1947: Yone Noguchi, poeta, escritor y ensayista japonés (n. 1875).
- 1948: Osamu Dazai, novelista japonés (n. 1909); suicidio.
- 1948: Clarissa Selwynne, actriz británico-inglesa (n. 1886).
- 1949: Ben Drinkwater, motociclista británico (n. 1910).
- 1951: Ben Chifley, ingeniero y político australiano (n. 1885), 16.º primer ministro de Australia.
- 1951: Percy Walker Nelles, almirante canadiense (n. 1892).
- 1952: Andreas Brecke, marinero noruego (n. 1879).
- 1952: Emma Eames, soprano estadounidense (n. 1865).
- 1952: Clarence Gamble, tenista estadounidense (n. 1881).
- 1952: Antonio Parano, ingeniero italiano (n. 1904).
- 1952: Arthur Lyon, esgrimista estadounidense (n. 1876).
- 1953: Jacques Oudot, médico y alpinista francés (n. 1913).
- 1954: Herbert Burgess, futbolista y entrenador británico-inglés (n. 1883).
- 1954: Esther Kreitman, escritora polaca (n. 1891).
- 1954: Nikolai Borisovich Obukov, compositor ruso (n. 1892).
- 1954: Ida May Park, guionista y directora de cine estadounidense (n. 1879).
- 1954: Irving Pichel, director y actor estadounidense (n. 1891).
- 1955: Condesa de Kermel, tenista francesa (n. 1874).
- 1955: Francesco Palmegiani, historiador del arte, periodista y político italiano (n. 1892).
- 1956: Sof'ja Vladimirovna Panina, política, educadora y filántropa rusa (n. 1871).
- 1957: Irving Baxter, saltador de altura, saltador con pértiga y corredor estadounidense de larga distancia (n. 1876).
- 1957: Sam Benson, diseñador de vestuario estadounidense (n. 1886).
- 1957: Carl Bonde, caballero sueco (n. 1872).
- 1957: Manlio Giarrizzo, pintor italiano (n. 1896).
- 1958: Edwin Keppel Bennett, poeta y académico británico-inglés (n. 1887).
- 1958: Keith Campbell, motociclista australiano (n. 1931).
- 1958: Pierre-Étienne Flandin, político francés (n. 1889).
- 1958: Balbino Giuliano, político e historiador de la filosofía italiano (n. 1879).
- 1958: Moisej Nappelbaum, fotógrafo ruso (n. 1869).
- 1960: Ken McArthur, corredor de maratón sudafricano (n. 1882).
- 1960: Vicente Piera, futbolista español (n. 1903).
- 1960: Carl Keenan Seyfert, astrónomo estadounidense (n. 1911).
- 1961: Christian Hansen, gimnasta danés (n. 1891).
- 1962: Eugene Aynsley Goossens, compositor y director de orquesta británico-inglés (n. 1893).
- 1963: Francesco Cibarelli, médico, militar y pedagogo italiano (n. 1890).
- 1963: Edoardo Moscatelli, marinero italiano (n. 1898).
- 1964: Fermo Melotti, trabajador y partisano italiano (n. 1912).
- 1964: Martino Mario Moreno, diplomático y orientalista italiano (n. 1892).
- 1964: Mijaíl Mikhailovich Nazvanov, actor soviético (n. 1914).
- 1965: Martin Buber, ensayista, profesor y teólogo judío austríaco (n. 1878).
- 1965: David Drummond, agricultor y político australiano (n. 1890).
- 1965: Helen Gordon-Lennox, aristócrata británica (n. 1886).
- 1965: Guido Guerrini, compositor italiano (n. 1890).
- 1965: Vittorio Pugliese, político italiano (n. 1905).
- 1966: Bernard Schmetz, esgrimista francés (n. 1904).
- 1967: Harold Anderson, entrenador de baloncesto estadounidense (n. 1902).
- 1967: Antonio De Witt, pintor italiano (n. 1876).
- 1967: Desidério Hertzka, futbolista y entrenador austríaco (n. 1898).
- 1967: Gerald Patterson, tenista australiano (n. 1895).
- 1969: Aacharya Atre (Prahlad Keshav Atre), periodista, dramaturgo, escritor, director y productor indio (n. 1898).
- 1969: Martita Hunt, actriz británica (n. 1899).
- 1969: Alfredo Luciani, poeta italiano (n. 1887).
- 1970: Nico Buwalda, futbolista neerlandés (n. 1890).
- 1970: Giorgio Cencetti, paleógrafo y archivista italiano (n. 1908).
- 1970: Piero Pilati, futbolista italiano (n. 1903).
- 1970: Gonzalo Roig, director de orquesta y compositor sinfónico cubano (n. 1890).
- 1971: Richmond Landon, saltador de altura y atleta estadounidense (n. 1898).
- 1971: James McDonald, físico estadounidense (n. 1920).
- 1971: Máiréad Ní Ghráda, dramaturga y poetisa irlandesa (n. 1896).
- 1971: Mafalda Salvatini, soprano italiana (n. 1886).
- 1972: Georg von Békésy, neurofisiólogo, biofísico y académico húngaro, premio nobel de medicina en 1961 (n. 1899).
- 1972: Nathan Bor, boxeador estadounidense (n. 1913).
- 1972: Tito Cesare Canovai, político y prefecto italiano (n. 1888).
- 1972: Stephanie von Hohenlohe, espía austro-alemana (n. 1891).
- 1972: Clyde McPhatter, cantante estadounidense (n. 1932).
- 1972: Robert Sherbrooke, almirante británico (n. 1901).
- 1973: Jonas Aistis, poeta lituano (n. 1904).
- 1973: Virginio Bertinelli, político italiano (n. 1901).
- 1973: Trofim Lomakin, levantador de pesas soviético (n. 1924).
- 1974: Karl Schnieke, futbolista de Alemania del Este (n. 1919).
- 1974: Ernesto Vidal, futbolista uruguayo (n. 1921).
- 1975: Derek Fortrose Allen, arqueólogo y numismático británico (n. 1910).
- 1975: Ludovico Angelini, político y médico italiano (n. 1906).
- 1975: José María Guido, abogado y político conservador argentino (n. 1910), presidente de facto (mediante golpe de Estado) en 1962.
- 1975: Arturo Tabera Araoz, cardenal y arzobispo católico español (n. 1903).
- 1976: Géza Anda, pianista húngaro (n. 1921).
- 1976: Jos Koetz, futbolista luxemburgués (n. 1897).
- 1977: Pierina Belli, activista italiana (n. 1883).
- 1977: Thomas Campbell Clark, político estadounidense (n. 1899).
- 1977: Gerardo Dottori, pintor italiano (n. 1884).
- 1977: Matthew Garber, actor británico (n. 1956).
- 1977: Mikko Husu, esquiador de fondo finlandés (n. 1905).
- 1977: Don Oakes, futbolista británico-galés (n. 1928).
- 1978: Irene Bowder, tenista sudafricana (n. 1892).
- 1978: Dong Shouyi, entrenador de baloncesto chino (n. 1895).
- 1978: Paul Wittek, orientalista e historiador austríaco (n. 1894).
- 1979: Darla Hood, actriz estadounidense (n. 1931).
- 1979: Demetrio Stratos, cantautor, pianista, multiinstrumentista y musicólogo egipcio expatriado en Italia (n. 1945).
- 1980: Ernesto Dalla Libera, sacerdote italiano (n. 1884).
- 1980: Luigi Monti, aviador italiano (n. 1911).
- 1980: Walter Rodney, historiador, político y activista guyanés (n. 1942).
- 1980: Erna Stahl, pedagoga y antifascista alemana (n. 1900).
- 1980: Carlos Torres Pastorino, sacerdote, escritor y locutor de radio brasileño (n. 1910).
- 1981: Joseph Jackson, velocista francés (n. 1904).
- 1981: Jean-Louis Lafosse, piloto de carreras francés (n. 1941).
- 1981: Olivério Pinto, zoólogo y médico brasileño (n. 1896).
- 1981: George Walsh, actor estadounidense (n. 1889).
- 1982: Jálid bin Abdelaziz, rey saudí (n. 1913).
- 1982: Marvin Griffin, político y general estadounidense (n. 1907).
- 1982: Joseph Martin, misionero belga y obispo católico (n. 1903).
- 1982: Jim Montgomery, baloncestista estadounidense (n. 1915).
- 1982: George Moorhouse, futbolista estadounidense (n. 1901).
- 1982: Riccardo Paletti, piloto italiano de Fórmula 1 (n. 1958).
- 1982: Samuel Spritzman, ingeniero ruso (n. 1904).
- 1982: Giorgio Zoras, filólogo griego y erudito bizantino (n. 1908).
- 1983: Giuseppe Bommarito, carabinero italiano (n. 1944).
- 1983: Mario D'Aleo, carabinero italiano (n. 1954).
- 1983: Pietro Morici, carabinero italiano (n. 1956).
- 1983: Curt Siewert, general alemán (n. 1889).
- 1984: Ken Armstrong, futbolista y entrenador británico-inglés (n. 1924).
- 1984: Adone Asinari, pintor italiano (n. 1910).
- 1984: António Variações, cantautor portugués (n. 1944).
- 1985: Hans-Heinrich Reckeweg, médico alemán (n. 1905).
- 1986: Benny Goodman, clarinetista, director de banda y compositor estadounidense (n. 1909).
- 1986: Dean Reed, actor y cantante estadounidense (n. 1938).
- 1987: Vera Caspary, novelista, guionista y dramaturga estadounidense (n. 1899).
- 1987: Livio Furini, empresario y compositor italiano (n. 1932).
- 1987: Johnny High, baloncestista estadounidense (n. 1957).
- 1987: Geraldine Page, actriz estadounidense (n. 1924).
- 1987: Giulio Panicali, actor, actor de doblaje y director de doblaje italiano (n. 1899).
- 1987: Ruggero Cori, cantante italiano (n. 1927).
- 1988: Víctor Pozzo, futbolista y director técnico argentino (n. 1914).
- 1988: Emil Telmányi, violinista, profesor y director de orquesta húngaro (n. 1892).
- 1989: Corrado Agusta, empresario italiano (n. 1923).
- 1989: Fran Allison, personalidad televisiva, presentadora de televisión, presentadora de radio, cantante y titiritera estadounidense (n. 1907).
- 1989: Scott Ross, clavecinista y organista estadounidense (n. 1951).
- 1990: Ra'ana Liaquat Ali Khan, política y activista paquistaní (n. 1905).
- 1990: Michiyo Kogure, actriz japonesa (n. 1918).
- 1990: Terence O'Neill, político irlandés (n. 1914).
- 1991: Ubaldesco Baldi, tirador al plato italiano (n. 1944).
- 1991: Gearóid Ó Cuinneagáin, político irlandés (n. 1910).
- 1991: Bertha Teague, entrenadora de baloncesto estadounidense (n. 1898).
- 1992: Mario Argenton, militar y partisano italiano (n. 1907).
- 1992: Pumpuang Duangjan, cantante y actriz tailandesa (n. 1961).
- 1992: Nevvare Hanim, otomano (n. 1901).
- 1993: John Campbell, cantante, guitarrista y compositor estadounidense (n. 1952).
- 1993: Gérard Côté, corredor canadiense (n. 1913).
- 1993: Ewald Dytko, futbolista polaco (n. 1914).
- 1993: Ena Gregory, actriz australiana (n. 1906).
- 1993: Hermínia Silva, actriz y cantante portuguesa (n. 1907).
- 1993: Deke Slayton, astronauta, militar y aviador estadounidense (n. 1924).
- 1994: Charles Alvin Beckwith, militar estadounidense (n. 1929).
- 1994: June Dayton, actriz estadounidense (n. 1923).
- 1994: Nadia Gray, actriz rumana expatriada en Francia (n. 1923).
- 1994: K. T. Stevens (Gloria Wood), actriz estadounidense (n. 1919).
- 1994: Jan Tinbergen, economista neerlandés, premio nobel de economía en 1969 (n. 1903).
- 1994: Igor Youskevitch, bailarín y coreógrafo soviético-ucraniano (n. 1912).
- 1995: Enrique Alarcón, decorador de cine español (n. 1917).
- 1995: Otello Calbi, compositor italiano (n. 1917).
- 1996: Friedrich Geiger, diseñador alemán (n. 1907).
- 1996: Ida Giavarini, zoóloga italiana (n. 1908).
- 1996: Prân Nath, músico y cantante paquistaní (n. 1918).
- 1996: Elio Nissim, abogado, periodista y traductor italiano (n. 1899).
- 1997: Al Berto, poeta y pintor portugués (n. 1948).
- 1997: Francisco Celaya, futbolista español (n. 1920).
- 1997: Cesare Augusto Fanelli, político italiano (n. 1915).
- 1997: Vittorio Mussolini, funcionario, guionista y productor de cine italiano (n. 1916).
- 1997: Nguyen Manh Tuong, abogado y académico vietnamita (n. 1909).
- 1998: Nisim Aloni, dramaturgo y traductor israelí (n. 1926).
- 1998: Lúcio Costa, arquitecto brasileño (n. 1902).
- 1998: Alfred Gerrard, escultor y académico británico-inglés (n. 1899).
- 1998: Birger Ruud, saltador de esquí y esquiador alpino noruego (n. 1911).
- 1998: Reg Smythe, dibujante británico-inglés (n. 1917).
- 1998: Éric Tabarly, navegante, marino y militar francés (n. 1931).
- 1999: Gabriel Grüner, periodista y cronista de guerra alemán nacido en Italia (n. 1963); asesinado (junto con su traductor Senol Alit) por soldados yugoslavos en Kosovo.
- 1999: Volker Krämer, periodista y cronista de guerra alemán (n. 1943); asesinado (junto con su traductor Senol Alit) por soldados yugoslavos en Kosovo.
- 1999: Kjell Rosén, futbolista sueco (n. 1921).
- 1999: Douglas Seale, actor y actor de voz británico (n. 1913).
- 2000: Robert Dienst, futbolista austríaco (n. 1928).
- 2000: Rafael de La Hoz Arderius, arquitecto español (n. 1924).
- 2000: Hervé Le Boterf, escritor y periodista francés (n. 1921).
- 2000: Herbert Maschke, futbolista de Alemania del Este (n. 1930).
- 2000: Matteo Matteotti, periodista, político y partidista italiano (n. 1921).
- 2000: Jock Shaw, futbolista británico-escocés (n. 1912).
- 2001: Peggy Cartwright, actriz canadiense (n. 1912).
- 2001: Salvatore Delogu, obispo católico italiano (n. 1915).
- 2001: Luise Krüger, lanzadora de jabalina alemana (n. 1915).
- 2001: Enzo Mantovani, ingeniero y empresario italiano (n. 1921).
- 2001: Ken McIntyre, músico estadounidense (n. 1931).
- 2001: Tião Neto, contrabajista brasileño (n. 1931).
- 2002: John Hope, navegante y meteorólogo estadounidense (n. 1919).
- 2002: Ante Mladinić, futbolista y entrenador yugoslavo (n. 1929).
- 2002: Sandro Sciotti, militar italiano (n. 1962).
- 2002: Maia Wojciechowska, escritora polaco-estadounidense (n. 1927).
- 2003: Malik Meraj Khalid, abogado y político pakistaní (n. 1916), primer ministro de Pakistán.
- 2003: Hannes Lintl, arquitecto austríaco (n. 1924).
- 2003: Guy Lux, presentador de televisión francés (n. 1919).
- 2003: Silvio Pedroni, ciclista de ruta italiano (n. 1918).
- 2003: Antonio Pellis, futbolista italiano (n. 1930).
- 2003: Carlo Picone, periodista italiano (n. 1944).
- 2003: Robin Russell, 14.º duque de Bedford, aristócrata británico-inglés (n. 1940).
- 2003: Paolo Silvestroni, químico italiano (n. 1917).
- 2004: Stuart Hampshire, filósofo británico-inglés (n. 1914).
- 2004: Ralph Wiley, periodista y escritor estadounidense (n. 1952).
- 2005: Jonathan Adams, actor británico (n. 1931).
- 2005: Eugénio de Andrade (José Fontinhas), poeta y escritor portugués (n. 1923).
- 2005: Álvaro Cunhal, académico, político y líder comunista portugués (n. 1913).
- 2005: David Diamond, pianista y compositor estadounidense (n. 1915).
- 2005: Ermanno Krumm, poeta y crítico de arte italiano (n. 1942).
- 2005: Bruno Landi, ciclista de ruta italiano (n. 1928).
- 2005: Tina Mirella Manferdini, filósofa italiana (n. 1927).
- 2005: Jesús Moncada, escritor español (n. 1941).
- 2005: Luigi Pretto, sacerdote y director deportivo italiano (n. 1925).
- 2005: Lane Smith, actor estadounidense (n. 1936).
- 2006: Olimpia Di Maio, actriz, comediante y dramaturga italiana (n. 1929).
- 2006: Leonard Gray, baloncestista estadounidense (n. 1951).
- 2006: Charles Haughey, abogado y político irlandés, séptimo taoiseach de Irlanda (n. 1925).
- 2007: Walid Eido, juez y político libanés (n. 1942).
- 2007: Claude Netter, esgrimista francés (n. 1924).
- 2007: Néstor Rossi, futbolista y director técnico de fútbol argentino (n. 1925).
- 2008: Tim Russert, periodista, presentador de televisión y abogado estadounidense (n. 1950).
- 2009: Alessandro Garbin, personalidad de televisión y actor italiano (n. 1977).
- 2009: Ardemio Marangoni, futbolista italiano (n. 1926).
- 2009: Mitsuharu Misawa, luchador profesional japonés (n. 1962).
- 2009: Fathi Yakan, erudito y político libanés (n. 1933).
- 2010: Jimmy Dean, cantante, presentador de televisión y empresario estadounidense (n. 1928), fundó la empresa alimentaria Jimmy Dean Foods.
- 2010: Iosif Florianovič Gejl'man, educador y escritor soviético (n. 1923).
- 2010: Bill Herman, baloncestista estadounidense (n. 1924).
- 2010: Carmelo Di Mazzarelli, actor italiano (n. 1918).
- 2010: János Palotai, futbolista húngaro (n. 1928).
- 2010: Tom Stith, baloncestista estadounidense (n. 1939).
- 2011: Giacomo Benevelli, escultor italiano (n. 1925).
- 2012: Jole Baldaro Verde, escritora y pediatra italiana (n. 1925).
- 2012: Sam Beddingfield, piloto e ingeniero estadounidense (n. 1933).
- 2012: Graeme Bell, pianista, compositor y director de banda australiano (n. 1914).
- 2012: Chiara Corbella Petrillo, beata italiana (n. 1984).
- 2012: Roger Garaudy, filósofo, escritor, activista y político francés (n. 1913).
- 2012: Luís Gonzaga Bergonzini, obispo católico brasileño (n. 1936).
- 2012: Mehdi Hassan, cantante pakistaní de ghazal y cantante de playback de Lollywood (n. 1927).
- 2012: Jože Humer, compositor y traductor esloveno (n. 1934).
- 2012: Jun Hatanaka, dibujante y grabador japonés (n. 1950).
- 2012: William Knowles, químico estadounidense, premio nobel de química en 2001 (n. 1917).
- 2012: Hannu Posti, biatleta y corredor de media distancia finlandés (n. 1926).
- 2013: Mohammed Al-Khilaiwi, futbolista saudí (n. 1971).
- 2013: David Deutsch, empresario estadounidense, fundador de Deutsch Inc. (n. 1929).
- 2013: René Domingo, futbolista francés (n. 1928).
- 2013: Kenji Utsumi, actor de doblaje y actor de voz japonés (n. 1937).
- 2013: Sam Most, flautista y saxofonista estadounidense (n. 1930).
- 2013: Alfredo Piram, futbolista italiano (n. 1919).
- 2013: Zoran Prljinčević, futbolista yugoslavo (n. 1932).
- 2013: Lamberto Riva, político italiano (n. 1933).
- 2013: Albert White Hat, educador y activista estadounidense (n. 1938).
- 2014: Mahdi Elmandjra, economista y sociólogo marroquí (n. 1933).
- 2014: Gyula Grosics, futbolista y entrenador húngaro (n. 1926).
- 2014: Jim Keays, cantautor y guitarrista escocés-australiano (n. 1946).
- 2014: Marlene, cantante y actriz brasileña (n. 1922).
- 2014: Chuck Noll, jugador y entrenador estadounidense de fútbol americano (n. 1932).
- 2014: Chuck Noll, jugador y entrenador de fútbol americano (n. 1932).
- 2014: Robert Peters, poeta, dramaturgo y crítico estadounidense (n. 1924).
- 2015: Buddy Boudreaux, saxofonista y clarinetista estadounidense (n. 1917).
- 2015: Sergio Renán, actor, director de cine, teatro y ópera, y guionista argentino (n. 1933).
- 2015: Mike Shrimpton, jugador de críquet y entrenador de Nueva Zelanda (n. 1940).
- 2015: George Winslow, actor estadounidense (n. 1946).
- 2016: Ofelya Hambardzumyan, cantante soviética (n. 1925).
- 2016: Vincenzo Matarrese, empresario y director deportivo italiano (n. 1937).
- 2016: Mihaly Meszaros, actor húngaro (n. 1939).
- 2016: Chips Moman, guitarrista, productor discográfico y letrista estadounidense (n. 1937).
- 2016: Potito Salatto, político italiano (n. 1942).
- 2017: Philip Gossett, musicólogo, historiador y ensayista estadounidense (n. 1941).
- 2017: Mauro Lessi, entrenador de fútbol y futbolista italiano (n. 1935).
- 2017: Milka Milinković, atleta paralímpica croata (n. 1955).
- 2017: Patricia Mountbatten, aristócrata («2.ª condesa Mountbatten de Birmania») británica (n. 1924).
- 2017: Anita Pallenberg, modelo, actriz y diseñadora de moda italiana (n. 1942).
- 2017: Ulf Stark, escritor y guionista sueco (n. 1944).
- 2017: Rick Tuten, jugador de fútbol americano (n. 1965).
- 2018: Benedetto Cottone, político italiano (n. 1917).
- 2018: Emilio De Rose, político y médico italiano (n. 1939).
- 2018: Anne Donovan, jugadora y entrenadora de baloncesto estadounidense (n. 1961).
- 2018: DJ Fontana, diyéi (disc jockey) y músico estadounidense (n. 1931).
- 2018: Ilija Lukić, entrenador y jugador de fútbol yugoslavo (n. 1942).
- 2018: Ronald I. Meshbesher, abogado y jurista estadounidense (n. 1933).
- 2018: Charles Vinci, levantador de pesas estadounidense (n. 1933).
- 2019: Pat Bowlen, director deportivo estadounidense (n. 1944).
- 2019: Rachele Farina, historiadora italiana (n. 1930).
- 2019: Armando Fernández, caricaturista argentino (n. 1945).
- 2019: Sergio Gendler, periodista deportivo argentino (n. 1966).
- 2019: Edith González, actriz y conductora de televisión mexicana (n. 1964).
- 2019: Şeref Has, futbolista turco (n. 1936).
- 2019: Rosario Parmegiani, waterpoloista italiana (n. 1937).
- 2019: Jiří Pospíšil (Jiří Pospíšil), baloncestista checoslovaco (n. 1950).
- 2020: Dick Garmaker, baloncestista estadounidense (n. 1932).
- 2020: Nic Jorge, jugador y entrenador de baloncesto filipino (n. 1942).
- 2020: Jean Raspail, novelista, escritor y explorador francés (n. 1925).
- 2020: Marc Zermati, productor discográfico francés (n. 1945).
- 2021: Ned Beatty, actor estadounidense (n. 1937).
- 2021: Franco Calamida, político y periodista italiano (n. 1938).
- 2021: Sven Erlander, matemático sueco (n. 1934).
- 2021: Toeti Heraty, poeta indonesia (n. 1933).
- 2021: Carlos Geraldo Langoni, economista y banquero brasileño (n. 1944).
- 2021: Nikita Mandryka, caricaturista francesa (n. 1940).
- 2021: Ziona, religioso indio (n. 1945).
- 2022: Franklin Anangonó, futbolista y entrenador de fútbol ecuatoriano (n. 1974).
- 2022: Domenico Bosatelli, empresario italiano (n. 1933).
- 2022: Noel Campbell, futbolista y entrenador irlandés (n. 1949).
- 2022: Cosimo Di Lauro, mafioso italiano (n. 1973).
- 2022: Anatolij Michajlov, corredor de vallas soviético (n. 1936).
- 2022: Akeem Omolade, futbolista nigeriano (n. 1983).
- 2022: Carlos Ortiz, boxeador puertorriqueño (n. 1936).
- 2022: Giuseppe Pericu, político y abogado italiano (n. 1937).
- 2022: Rolando Serrano, futbolista colombiano (n. 1938).
- 2023: Philippe Borer, violinista y profesor suizo (n. 1955).
- 2023: Edward Fredkin, físico estadounidense (n. 1934).
- 2023: James Edward Goettsche, organista estadounidense (n. 1942).
- 2023: Knut Kolle, futbolista noruego (n. 1945).
- 2023: Viktor Lisicsky, gimnasta soviético (n. 1939).
- 2023: Cormac McCarthy, escritor, dramaturgo y guionista estadounidense (n. 1933).
- 2023: Paul Rendall, jugador de rugby británico (n. 1954).
- 2024: Luciano Arcuri, psicólogo italiano (n. 1940).
- 2024: Tommy Banks, futbolista británico-inglés (n. 1929).
- 2024: Angela Bofill, cantante estadounidense de R&B (n. 1954).
- 2024: Benji Gregory, actor infantil y actor de voz estadounidense (n. 1978).

## Celebraciones
- Día Mundial del Cáncer de Piel.[8]

- Día Internacional de Sensibilización sobre el Albinismo.

Por países
(Por orden alfabético)
- Argentina:
  - Día del Ministerio de Defensa.[9]
Conmemora la creación de esta cartera en 1958. Ese día, se recuerda la promulgación de la Ley de "Ministerios" que estableció el Ministerio de Defensa como órgano encargado de la defensa nacional y el mando de las Fuerzas Armadas. La celebración del Día del Ministerio de Defensa es una oportunidad para reconocer la importancia de las Fuerzas Armadas y la estrategia de Defensa Nacional para Argentina.
  - Día del Escritor.[10]
En esta fecha se conmemora el nacimiento del periodista y poeta argentino Leopoldo Lugones, quien llegó al mundo un día como hoy de 1874, principal exponente del modernismo en Hispanoamérica.
  -  Misiones: 
    - Día del Escritor Misionero.[11]
Establecido por Ley VI-Artículo 176 del 16 de enero de 2014, en homenaje a Juan Enrique Acuña, considerado escritor fundacional de la Literatura Misionera.
    - Aniversario de Colonia Victoria.[11][12]
Fundación: 13 de junio de 1939 (86 años).
    - Aniversario del Instituto Superior Antonio Ruiz de Montoya.
La elección del nombre Antonio Ruiz de Montoya desea "honrar a todos los sacerdotes de las misiones guaraníes y a todos los hijos espirituales que actuaron en las Américas y que se distinguieron especialmente en la educación de la juventud americana", lo expresó Monseñor Jorge Kemerer en el discurso de inauguración.
Fundación: 13 de junio de 1960 (65 años).
    - Aniversario del Instituto Provincial de Desarrollo Habitacional (IPRODHA).[13]
Fundación: 13 de junio de 1977 (48 años).

  -  San Juan: 
    -  Fundación de Ciudad de San Juan.13 de junio de 1562 (463 años).

- Panamá:
  - Día del Físico.[14]
Se conmemora el natalicio del doctor Bernardo Lombardo, el primer panameño en obtener un título en Física en Panamá.

- Portugal:
  - Lisboa: Ferias locales.

Compartidas
- Unión Europea: 
  - Día Europeo de la Prevención del Cáncer de Piel.[15]

### Santoral católico

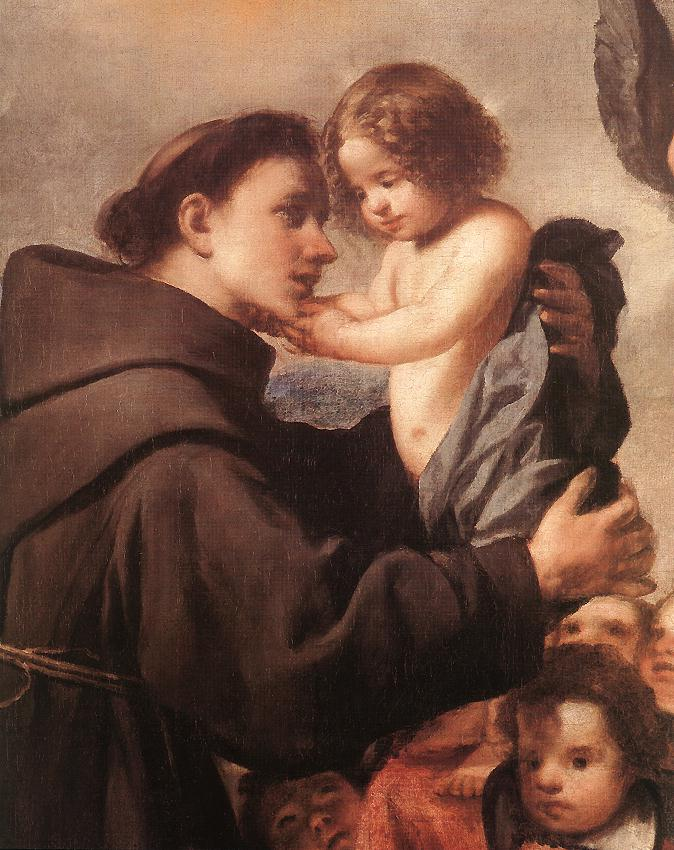
San Antonio con el Niño Jesús, por Antonio de Pereda.

- San Antonio de Padua, presbítero y doctor de la Iglesia (1231). (imagen ilustrativa).
- Santa Felícula de Roma, mártir (90).
- San Aquíleo de Alejandría, obispo (312).
- San Trifilio de Leucosia, obispo (370).
- San Ceteo o Peregrino de Abruzzo, obispo de Amiterno (c. 600).
- San Eulogio de Alejandría, obispo (c. 607).
- San Salmodio de Limoges, eremita (s. VII).
- San Ragneberto de Lyon, mártir (680).
- San Aventino de Larboust, eremita y mártir (s. VIII).
- San Fandila de Córdoba, presbítero y monje (853).
- Santos Agustín Phan Viet Huy y Nicolás Bui Viet The, mártires (1839).

- Beato Gerardo de Clairvaux, monje (1138).
- Beata María Ana Biernacka, madre de familia y mártir (1943).

Por países
(Por orden alfabético)
- España:
  - Biescas (Huesca): Romería a la Ermita de Santa Elena.
  - Caniles (Granada): Fiesta patronal.
  - Navas de San Antonio (Segovia): Fiesta patronal.
  - Robledo de Chavela (Madrid): Fiesta patronal.
  - Vadillo de la Guareña (Zamora): Fiesta patronal, San Antonio de Padua.